# Avondjurk (kleding)
Een avondjurk, ook wel galajurk of baljurk genoemd, is een lange jurk, bedoeld om te dragen bij een formele, bijzondere gelegenheid zoals een gala, een feestelijk diner of een koninklijke aangelegenheid. Een avondjurk is een algemenere term dan galajurk en baljurk, die verwijzen naar de gelegenheid waarbij het gedragen wordt.
Een baljurk heeft altijd een wijde rok die meer bewegingsvrijheid aan de benen geeft en op of boven de enkel valt, zodat men er niet over kan struikelen en het voetenwerk bij het dansen zichtbaar is. Een algemene avondjurk kan verschillende vormen hebben.
Een meer speelse uitvoering van een avondjurk is de cocktailjurk, die bij informele feestelijke gelegenheden gedragen wordt zoals een feestelijk etentje bij vrienden, een bedrijfsfeest of een nieuwjaarsparty. Een cocktailjurk is over het algemeen korter en opvallender dan een avondjurk.

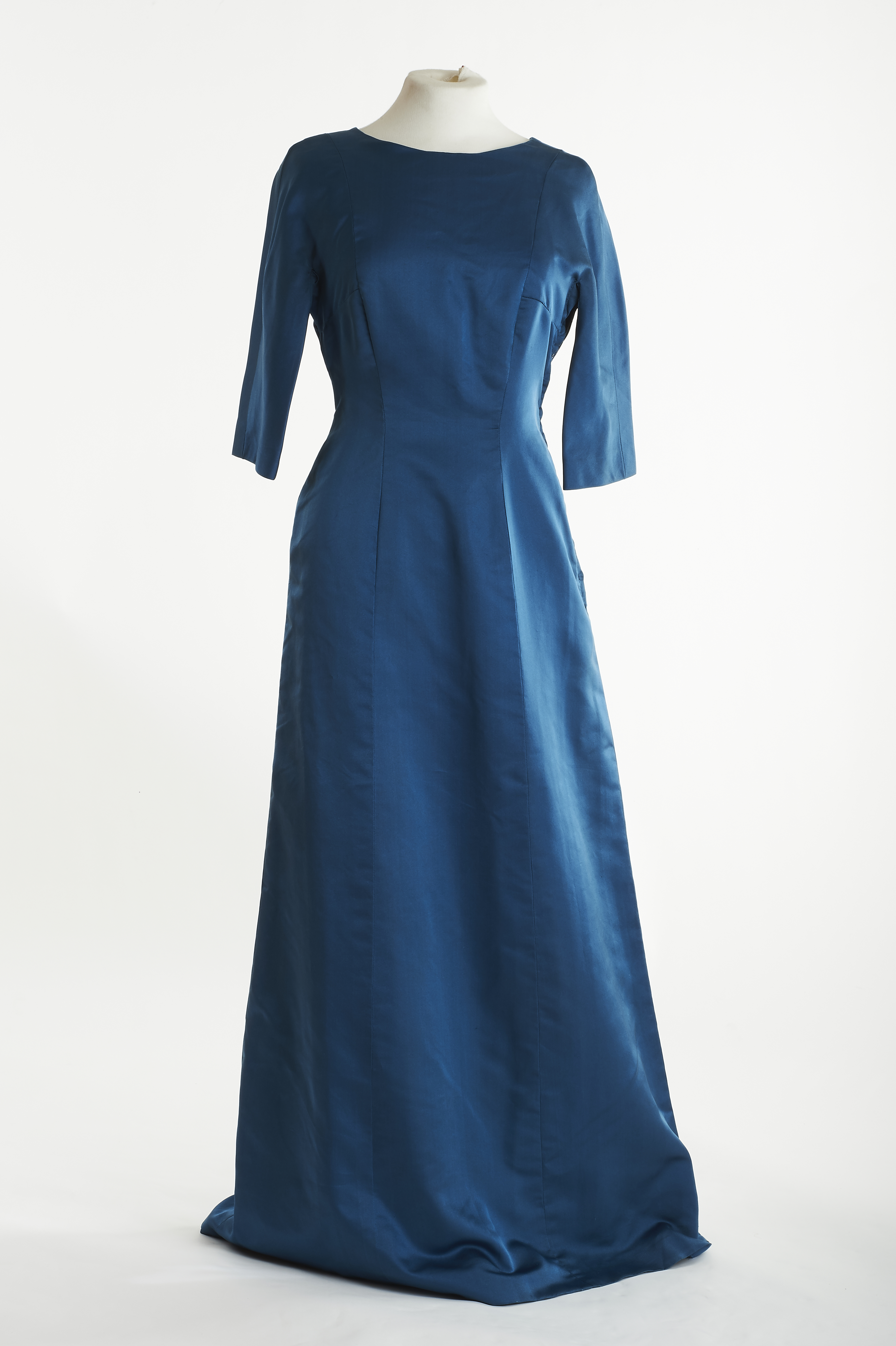
Avondjurk van Sybil Connolly, 2018
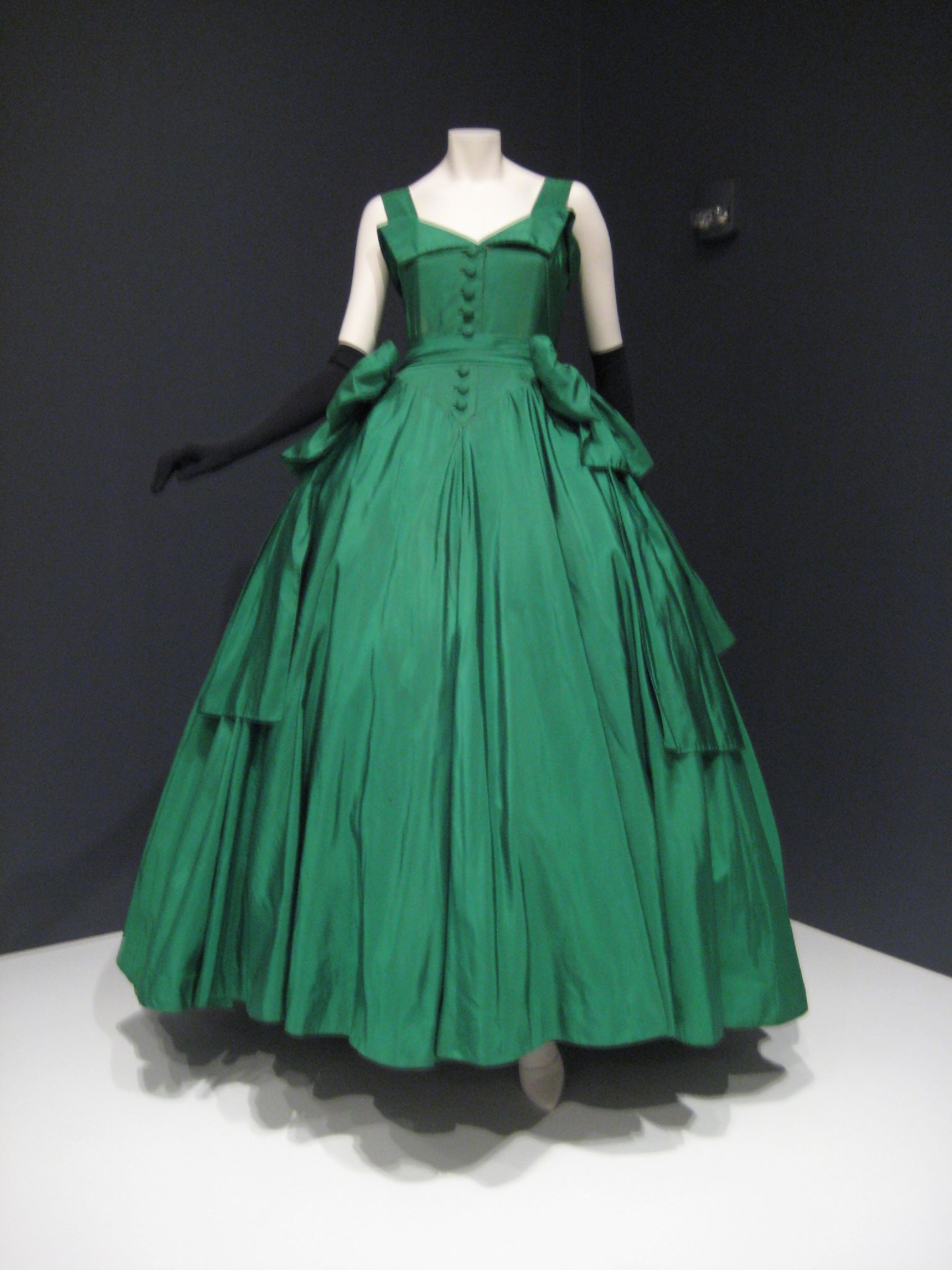
Baljurk van Christian Dior 1954
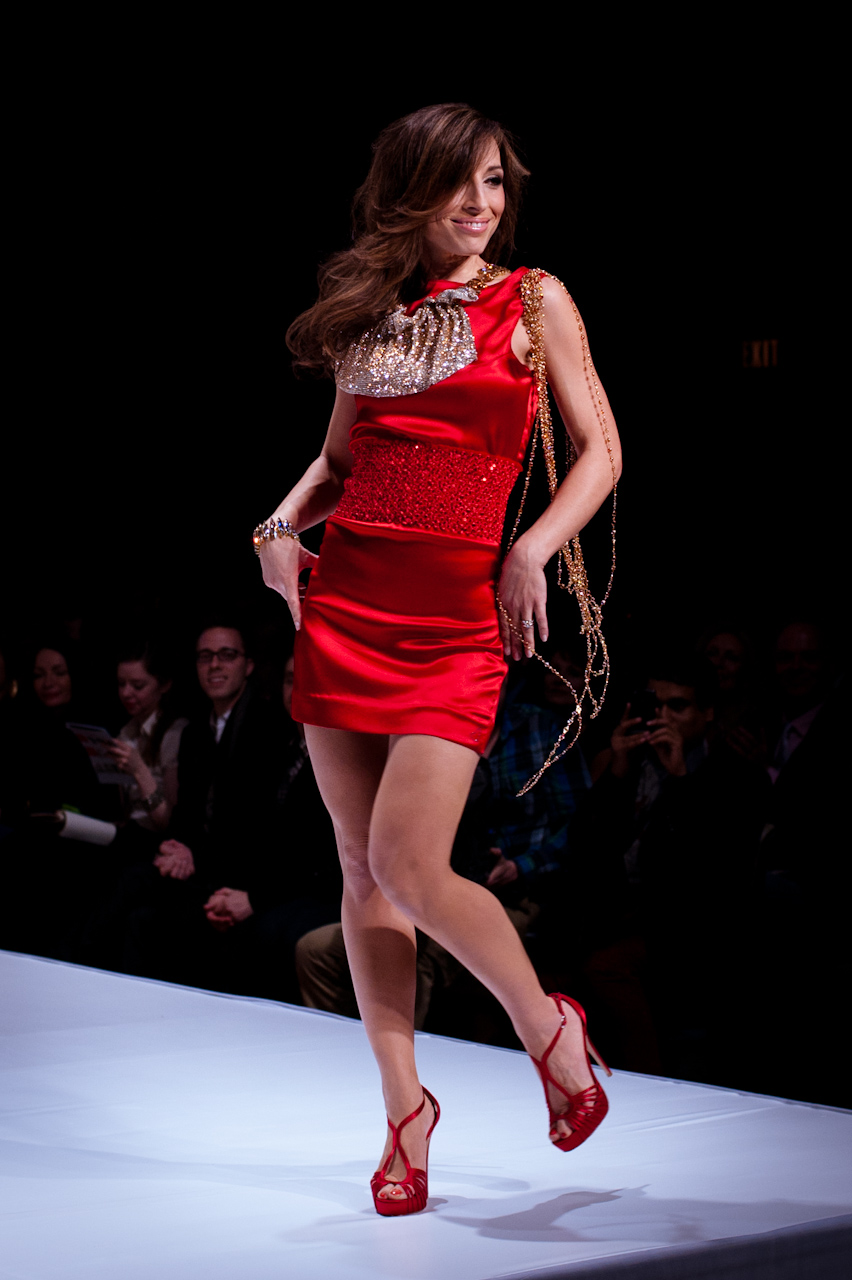
Cocktailjurk, 2012

## Geschiedenis
De term avondjurk verwijst naar de specifieke avondkleding die oorspronkelijk gedragen werd als men 's avonds aan een sociale activiteit deel nam zoals een diner, een ontvangst of een voorstelling in het theater. Tot in de jaren 50 van de 20ste eeuw bestond bij de gegoede burgerij nog de gewoonte zich hier speciaal voor te kleden.
Rond 1900 bepaalde het aantal dagen waarop de uitnodiging vooraf ging aan een diner de mate waarin men zich opdofte: werd de uitnodiging 8 dagen of eerder gedaan, dan betekende dat dat men zo chique mogelijk, dat wilde zeggen, 'gedecolleteerd' verscheen. Bij een uitnodiging van vrienden of familie die slechts 1 of 2 dagen van tevoren was gedaan volstond een eenvoudiger japon. Belangrijk was welke verwachting er werd geschapen door degene die de uitnodiging deed, en die men diende te beantwoorden met de juiste kleding. Een vrouw van stand verkleedde zich meerdere keren per dag voor verschillende gelegenheden en kreeg daarbij meestal hulp van haar kamenierster bij het aantrekken van de soms ingewikkelde kleding.
Avondkleding vindt zijn oorsprong in de 15e eeuw met de opkomst van het Bourgondische hof met zijn modebewuste heerser Filips de Goede. Door het gebruik van luxe stoffen kon de adel zich onderscheiden van het gewone volk, en toonde men ook zijn rijkdom aan vriend en vijand. De rijke hofcultuur uit de 16e en 17e eeuw met zijn grote aandacht voor uitgebreide feesten en andere adellijke evenementen zette deze traditie voort en leidde tot een grote rijkdom aan hofkleding. In de 18e en 19e eeuw verplaatste deze praktijk zich naar de burgerij, die de adellijke gewoontes kopieerde met het organiseren van bals, concerten en theatervoorstellingen. De bijbehorende luxe avondkleding werd daarbij eveneens overgenomen.

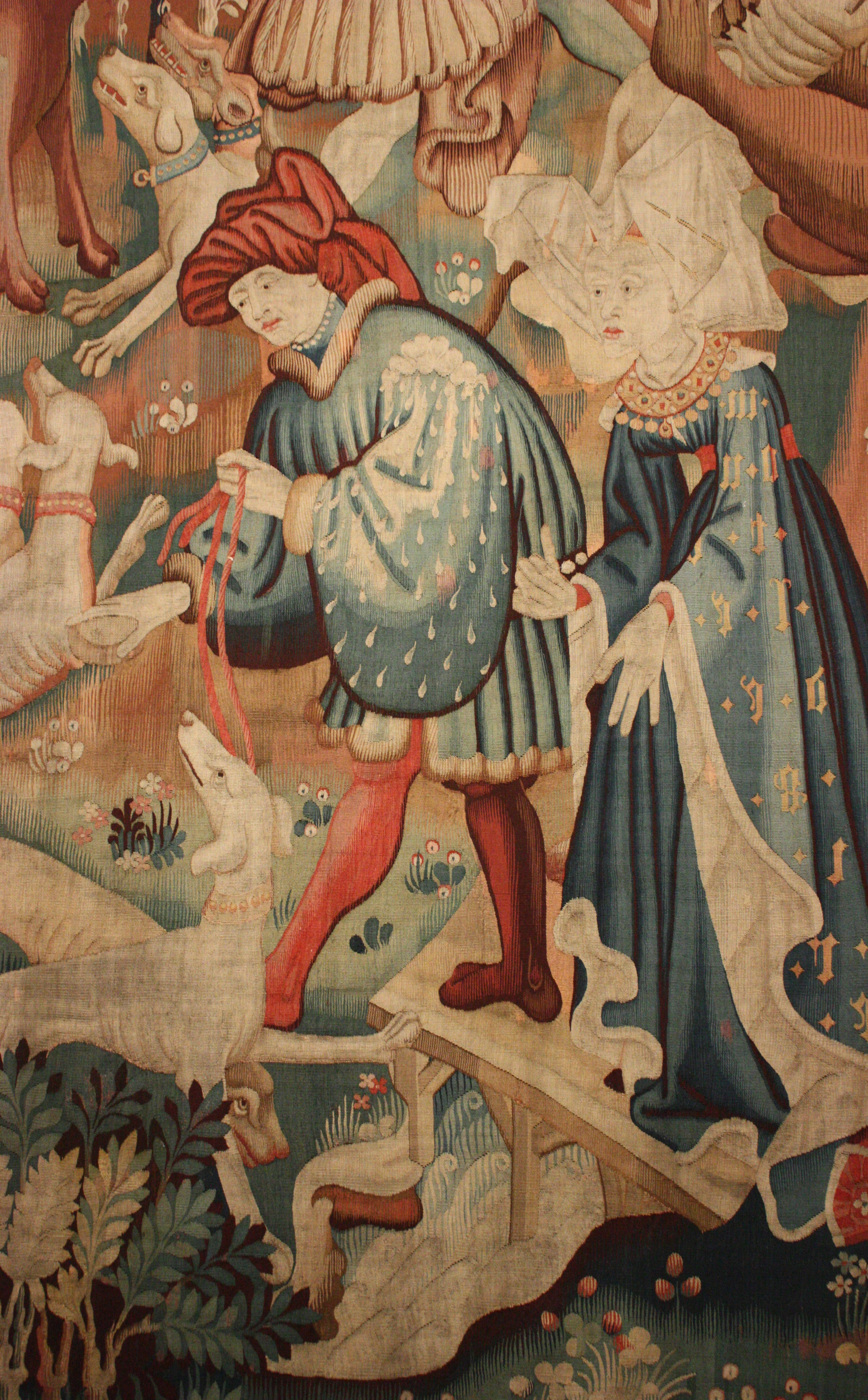
Hofkleding Bourgondische Hof, 15e eeuw
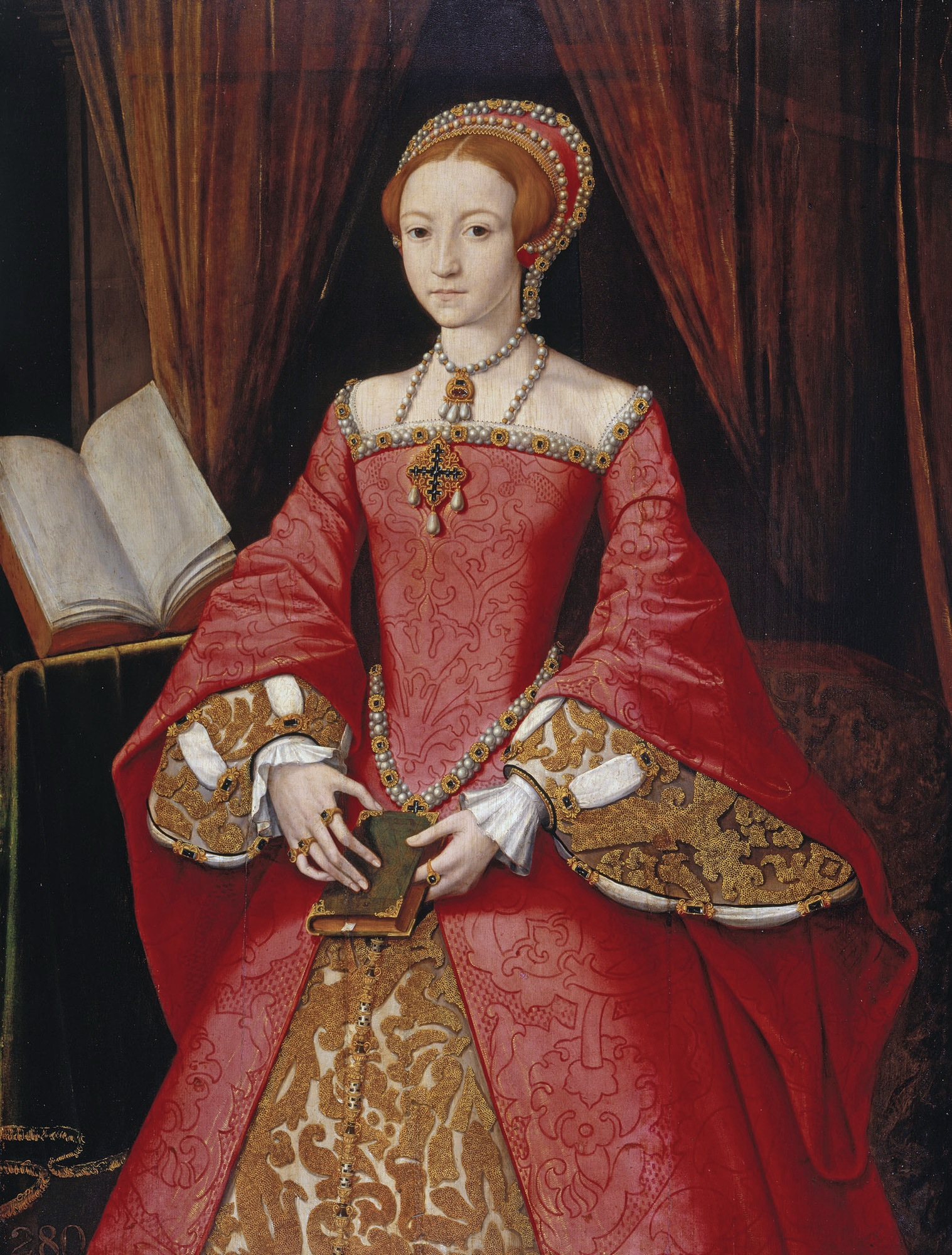
Hofkleding, 16e eeuw
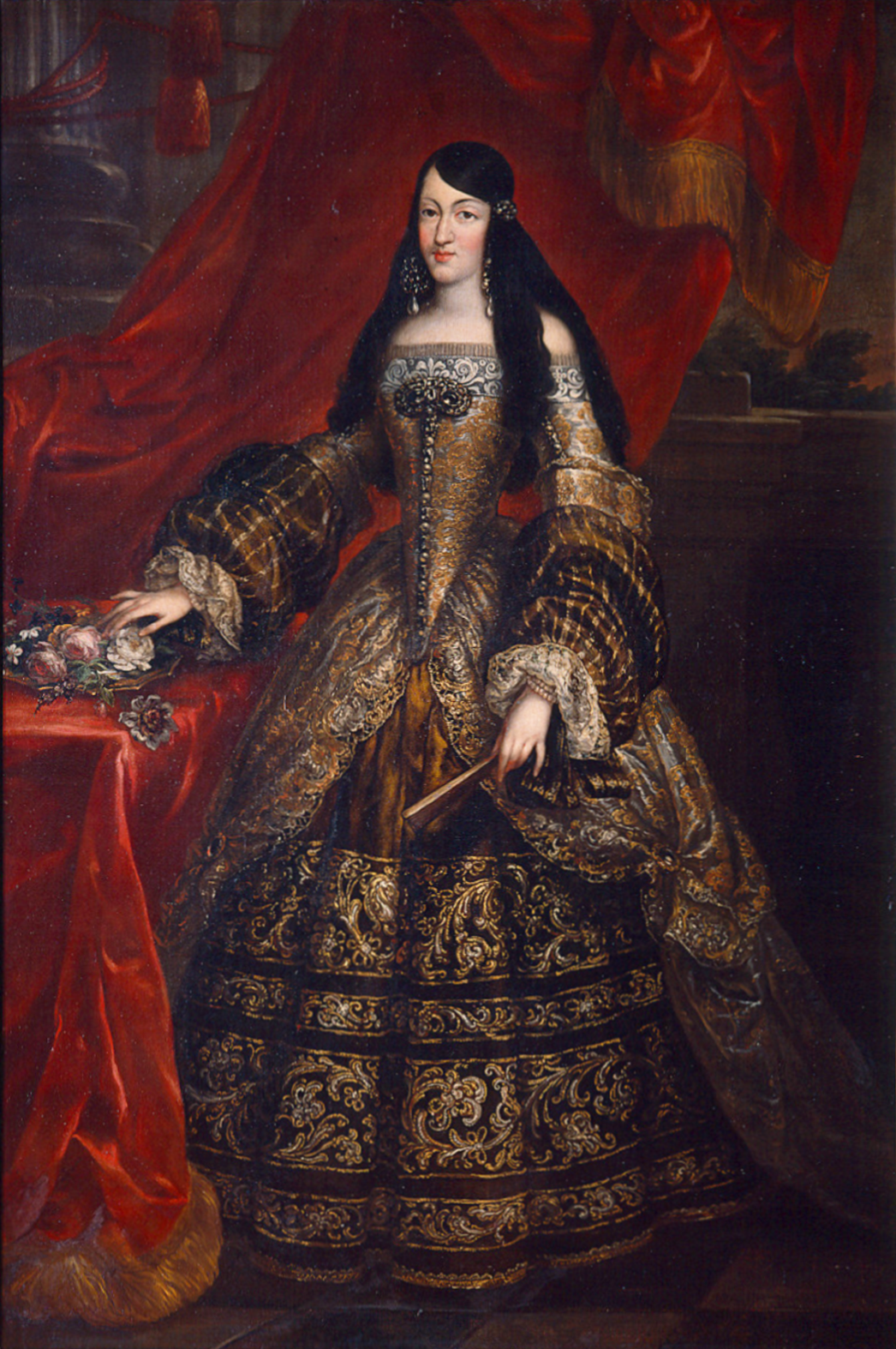
Hofkleding, 17e eeuw
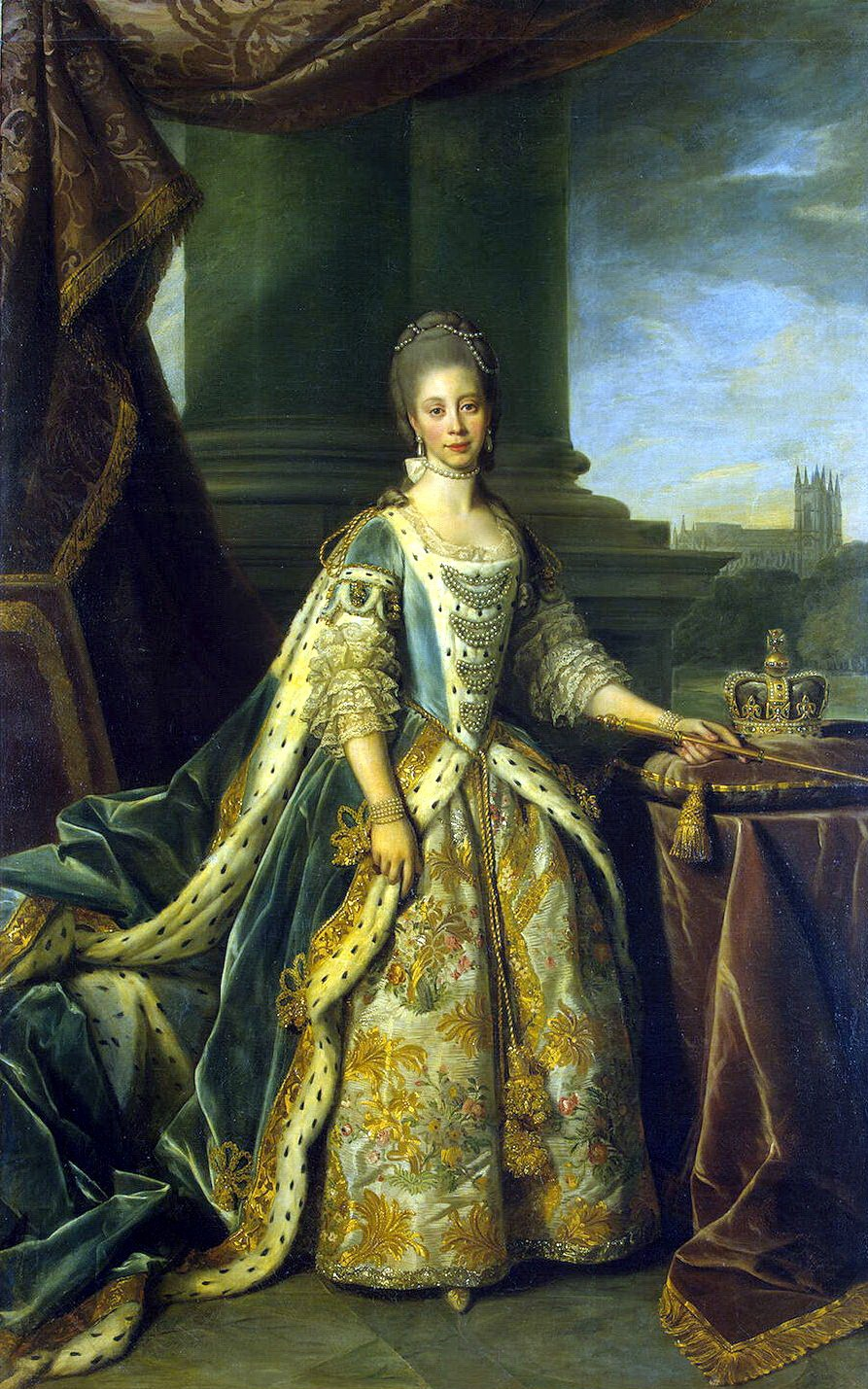
Hofkleding, 18e eeuw
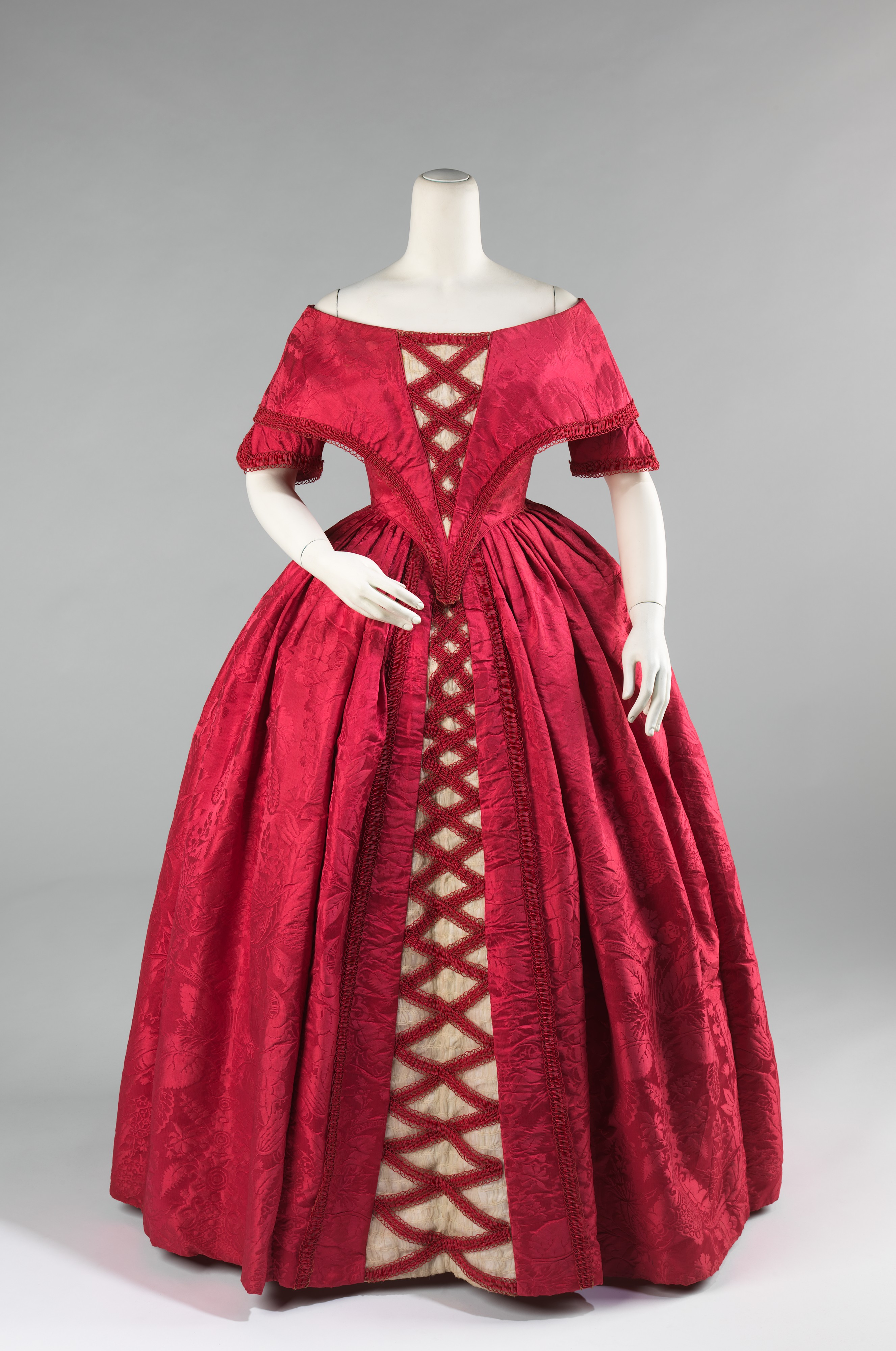
Avondjurk, 1842

Omdat er tot begin 20ste eeuw voor vrouwen nauwelijks mogelijkheden waren om zelfstandig in contact te komen met een potentiële partner, grepen zij deze gelegenheden aan om zich op hun voordeligst te presenteren en alle ogen op zich gericht te krijgen. Dat betekende jurken van luxueuze stoffen en modellen die de vorm van het lichaam benadrukten met een decolleté, wespentaille en wijd uitlopende rokken tot op de grond.

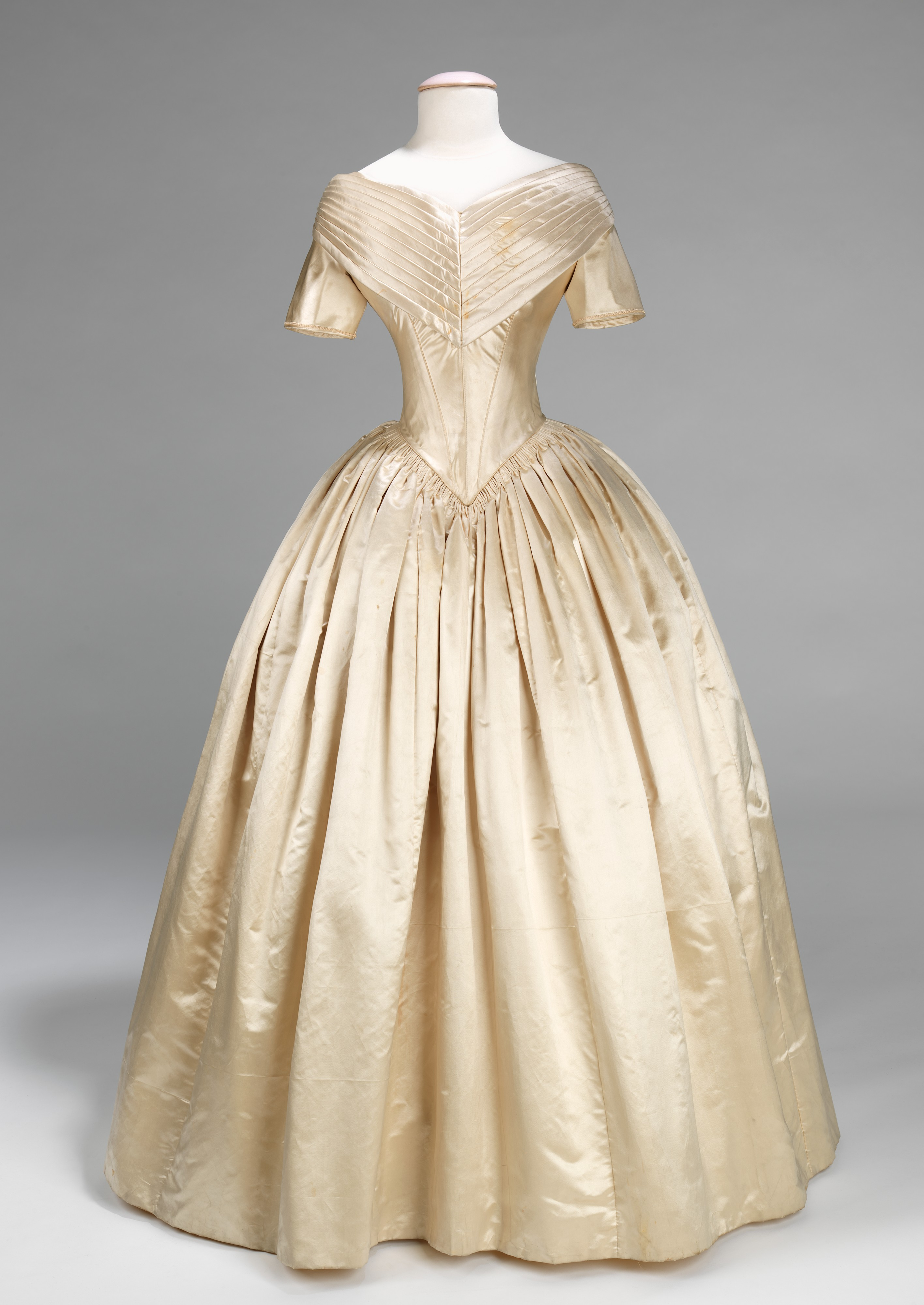
Avondjurk met wespentaille, rond 1841
Avondjurk, 1889
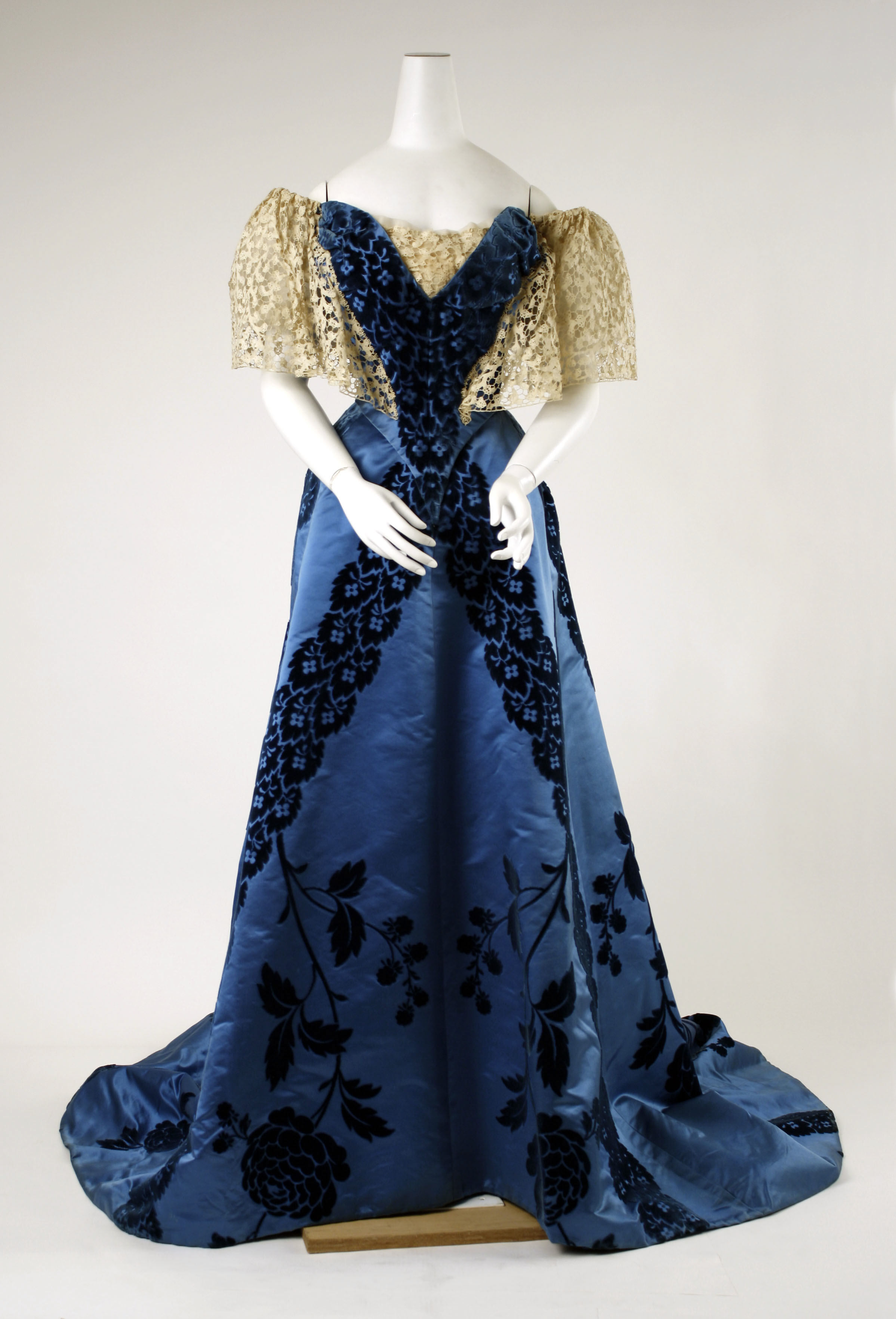
Avondjurk, 1898
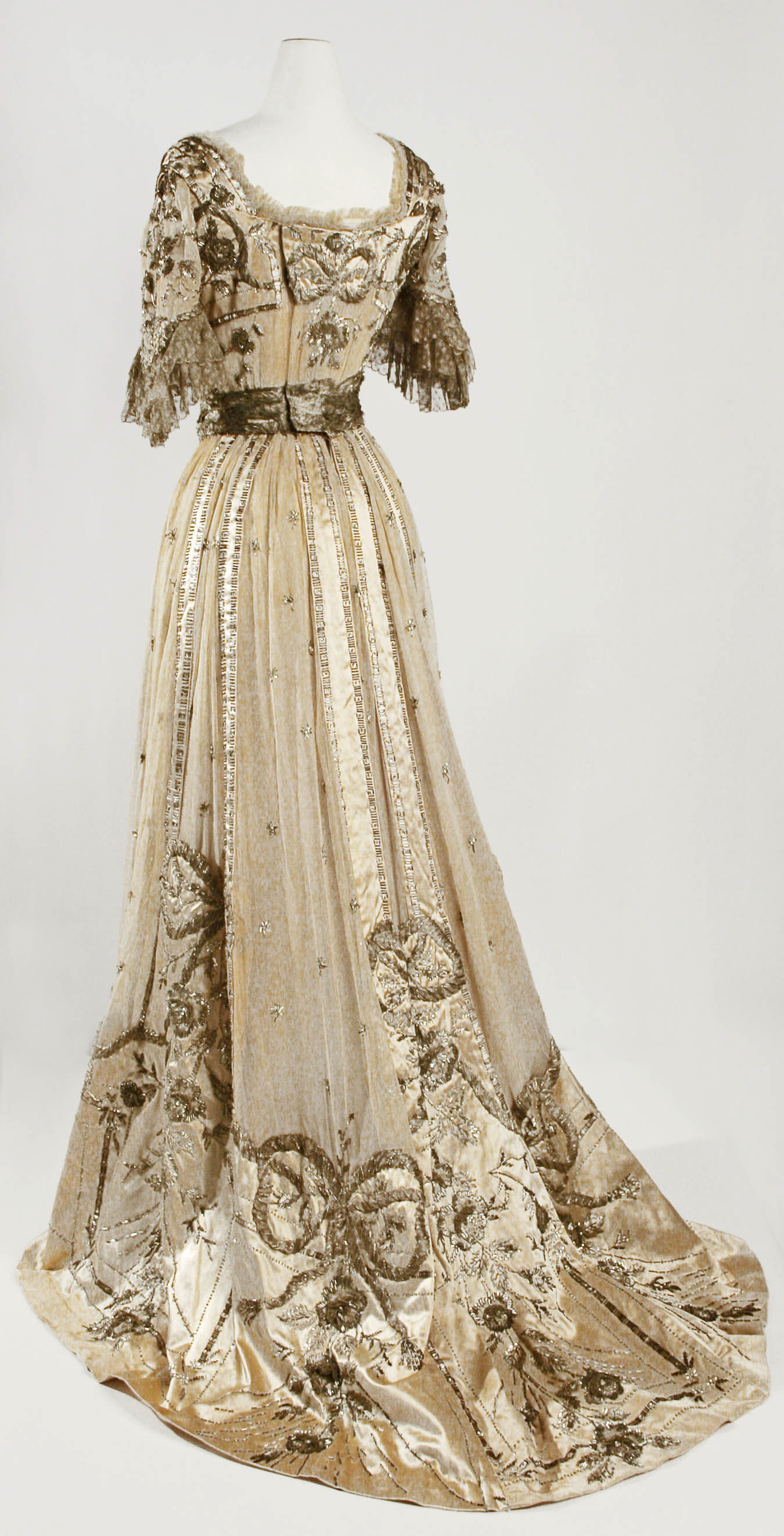
Avondjurk, rond 1903

De gewoonte om bij sociale activiteiten speciale kleding te dragen was eeuwenlang voorbehouden aan de hogere standen, die het geld en de gelegenheid hadden om zich aan elkaar te presenteren. Rond 1910 wijzigde de betekenis van specifieke kleding voor een bepaalde gelegenheid. Maakte de kledingkeuze eerst duidelijk dat men van dezelfde stand was en alle ongeschreven sociale codes kende, nu werd het in de eerste plaats een individueel visitekaartje waarmee iedereen, uit welke stand dan ook, zich op haar voordeligst kon presenteren. Door de opkomst van de confectie-industrie kwamen ook luxere kledingstukken zoals avondkleding binnen het bereik van de minder vermogende klassen.
In de Eerste Wereldoorlog gingen ook vrouwen uit de gegoede burgerij werken. Om de maatschappij draaiende te houden en de oorlogsindustrie te ondersteunen namen zij werk over van de mannen die naar het front werden gestuurd. Vrouwen werden hierdoor zelfstandiger en raakten meer geëmancipeerd. Er ontstond meer vrijheid om zelf een partner te kunnen gaan zoeken, zonder deze in een vaste sociale setting te moeten zien te verleiden door middel van de voorgeschreven kleding.
Door het voorbeeld van de Flapper-girls werd het voor vrouwen makkelijker om afstand te nemen van sociale conventies. Vrouwen gingen voor die tijd typisch mannelijk gedrag als roken en autorijden overnemen. De kleding werd mede onder invloed van de Reformbeweging comfortabeler (kortere rokken, jurken met wijde snit) maar ook jongensachtiger als reactie op de ingesnoerde tailles en opgestuwde borstpartijen uit de 19e eeuw.
In de jaren 1920 verscheen in de VS de cocktailjurk: een vlottere versie van de avondjurk, waarmee een modieuze zelfstandige werkende vrouw zich onderscheidde op de cocktailparty's die bedrijven hielden.

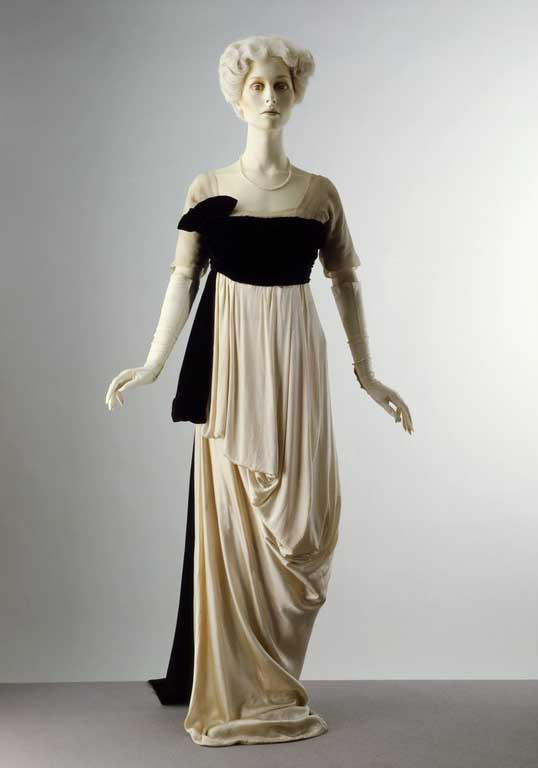
Avondjurk, 1912
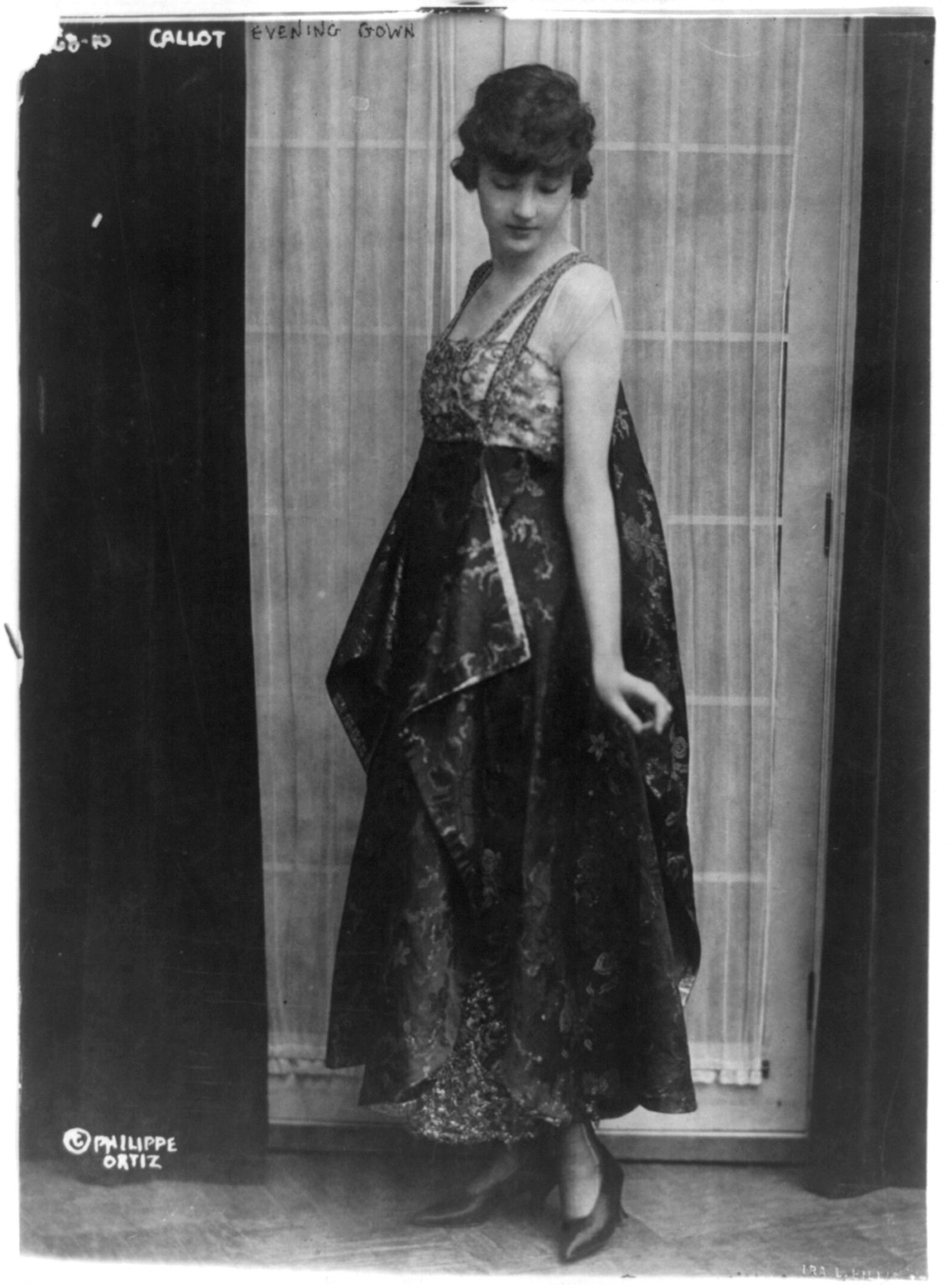
Avondjurk, 1915
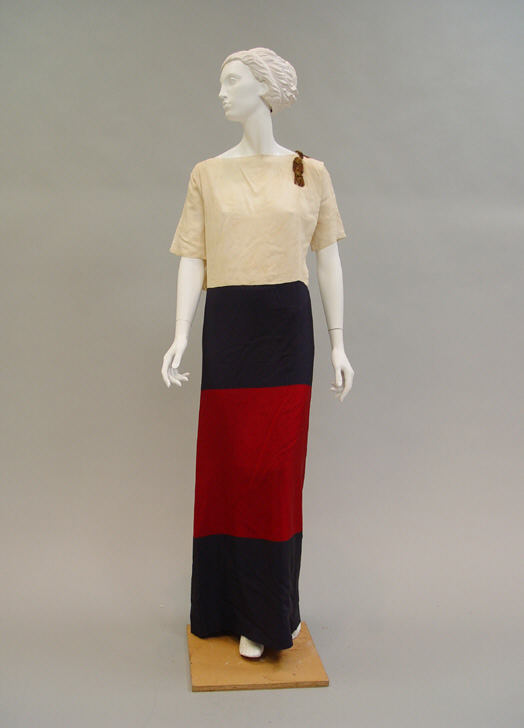
Avondjurk van Paul Poiret, 1922-1923
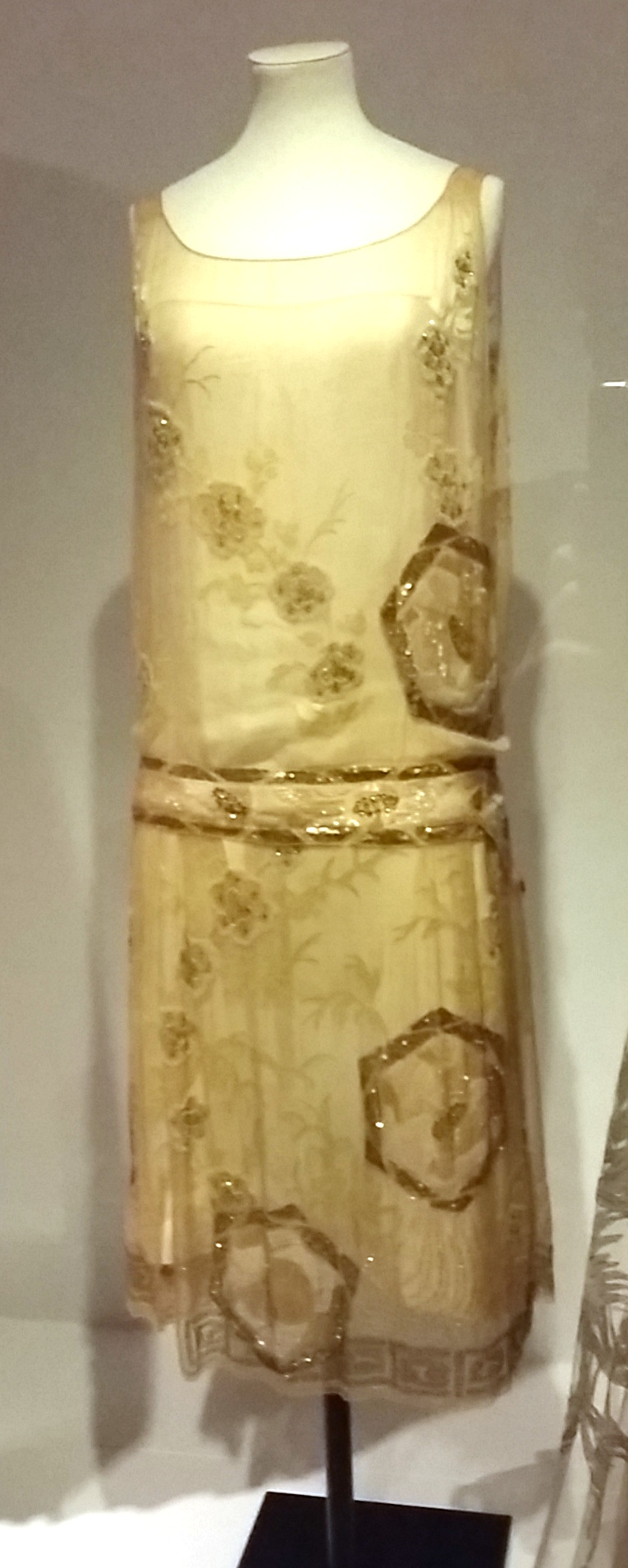
Avondjurk, 1926
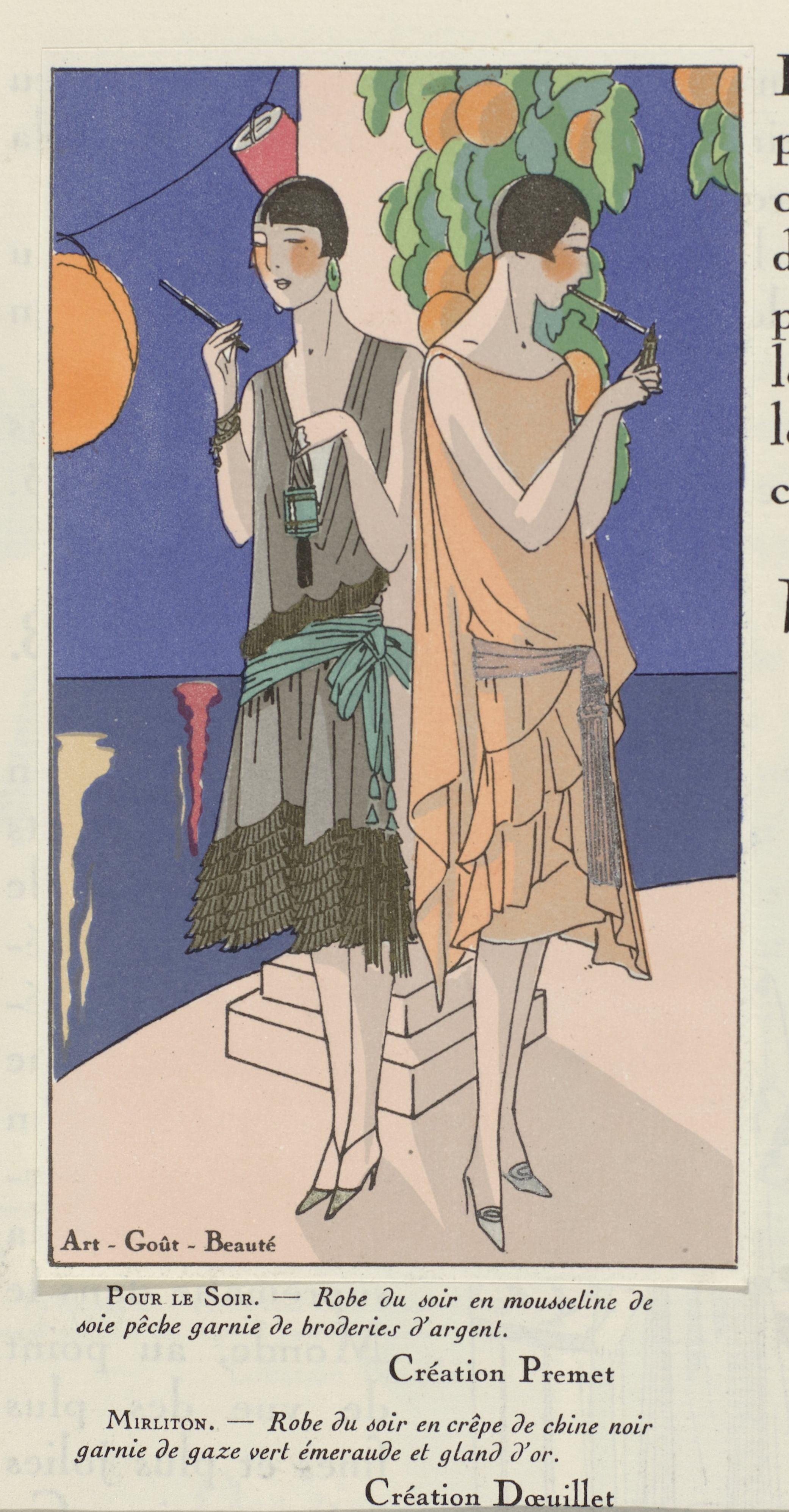
Flapper-girls in cocktailjurken, 1926

Na de economische crisis van de jaren 1930 werd de kledingstijl weer traditioneler. Eind jaren 1930 werd de straplessavondjurk uitgevonden. In de jaren 1930 werden de kunstvezels nylon en polyester ontwikkeld die ter vervanging van zijde werden gebruikt en goedkoop te produceren zijn. Na de Tweede Wereldoorlog was er opnieuw een tendens naar traditie. Avondkleding speelde weer een belangrijke rol en werd zichtbaar via filmsterren en de (koninklijke) jetset die in films en via nieuwe media als tv en tijdschriften met foto's (in plaats van illustraties) te zien waren.
Tegelijkertijd ontstond er voor het eerst ook een jeugdcultuur die zich afzette tegen de heersende conventies, en vervaagden de verschillen tussen de sociale klassen. In het verlengde hiervan werden ook de laatste regels die nog golden voor avondkleding losgelaten. Voortaan is het dragen van een avondjurk (en smoking of rokkostuum voor een man) alleen nog gekoppeld aan bepaalde gelegenheden, en bepaalt de maatschappelijke status die men zichzelf toedicht of men deze kleding wel of niet draagt.

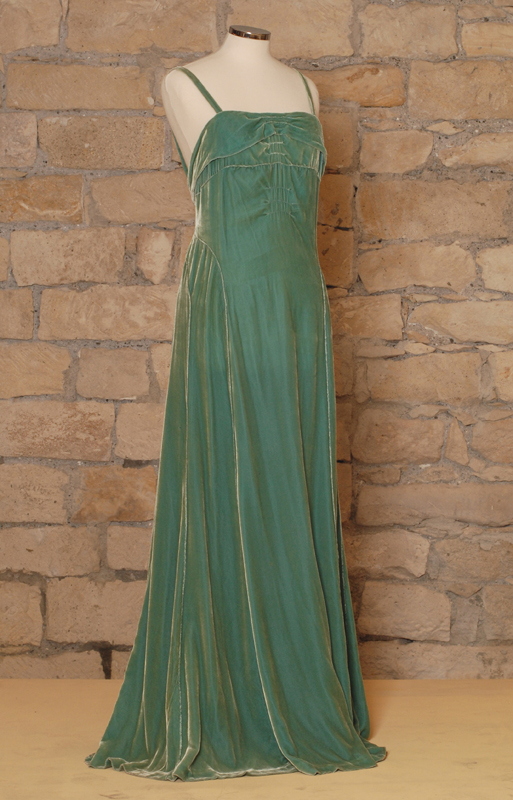
Avondjurk, 1930
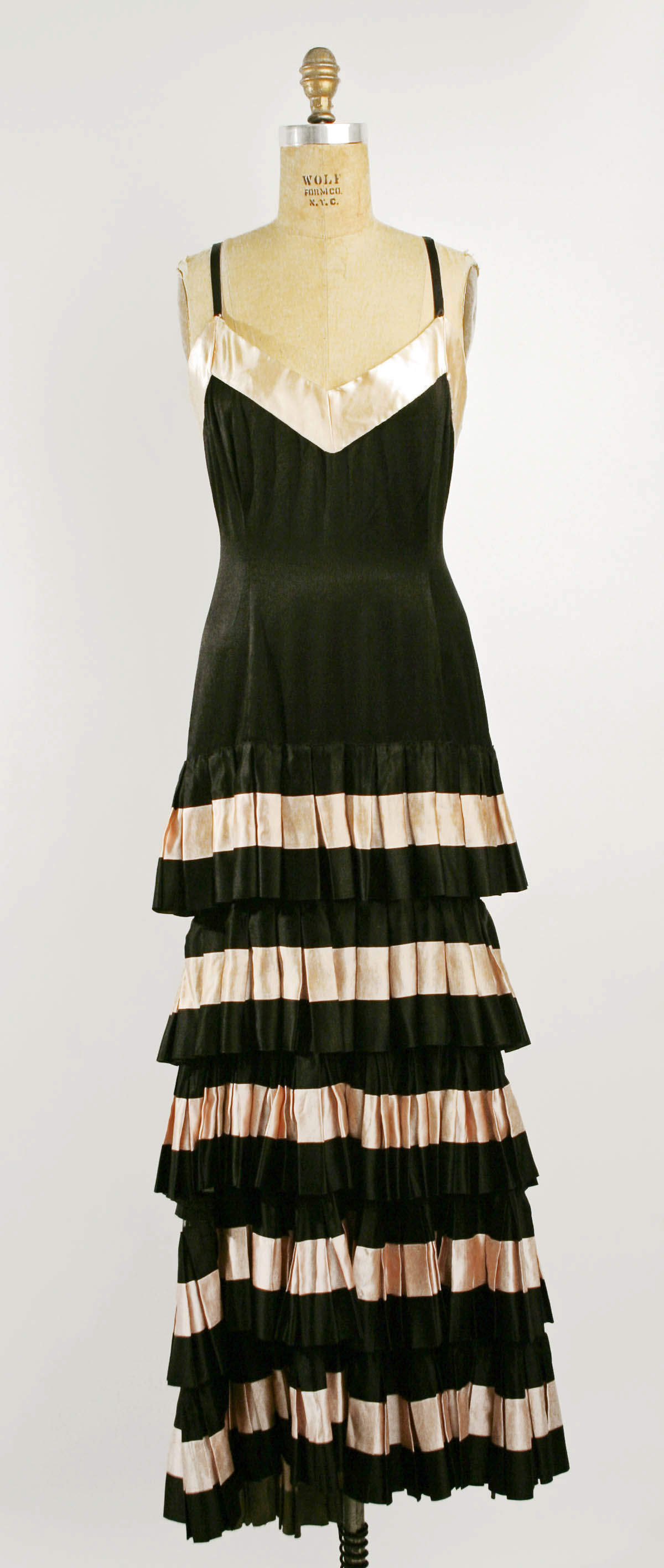
Avondjurk, 1930
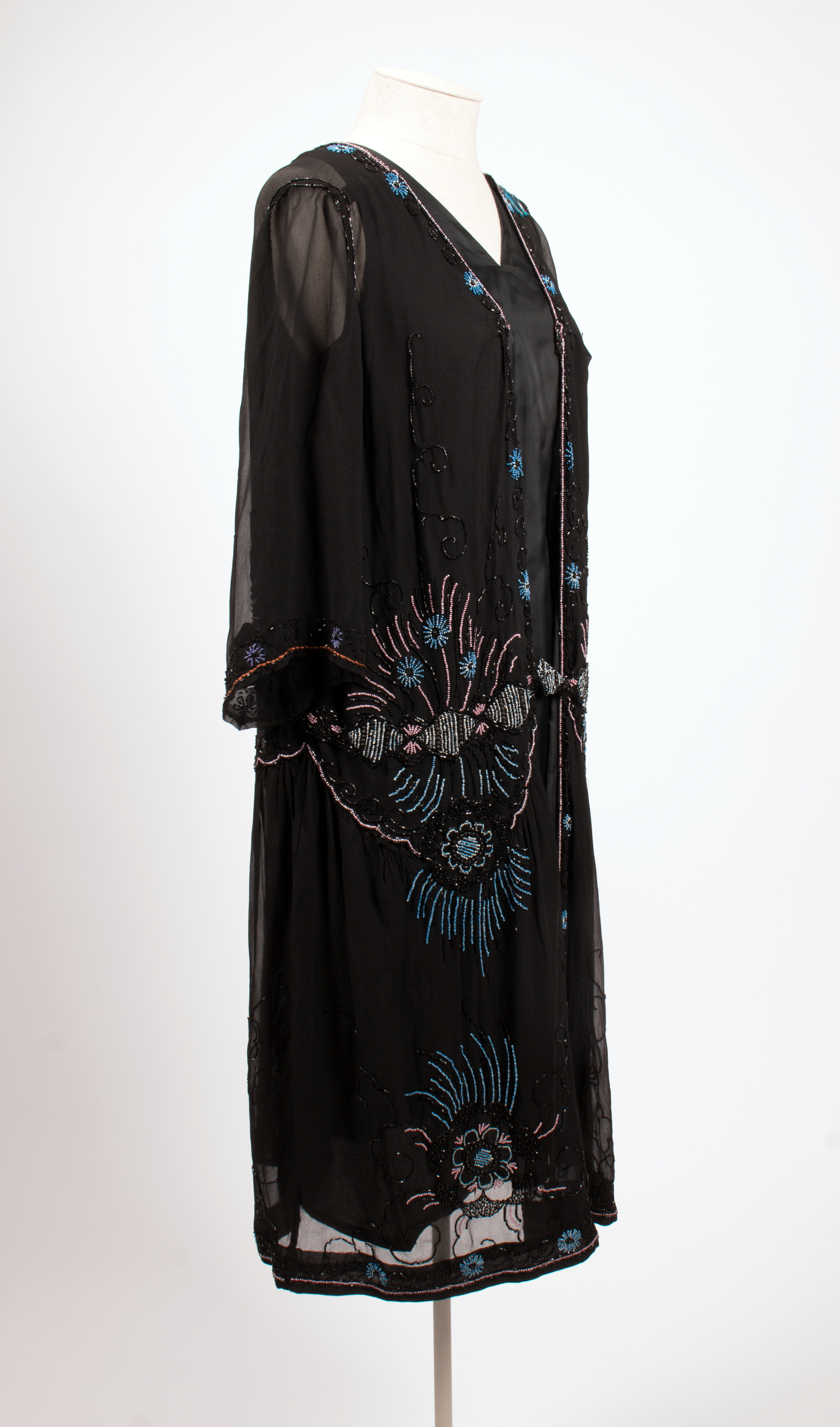
Avondjurk, 1935
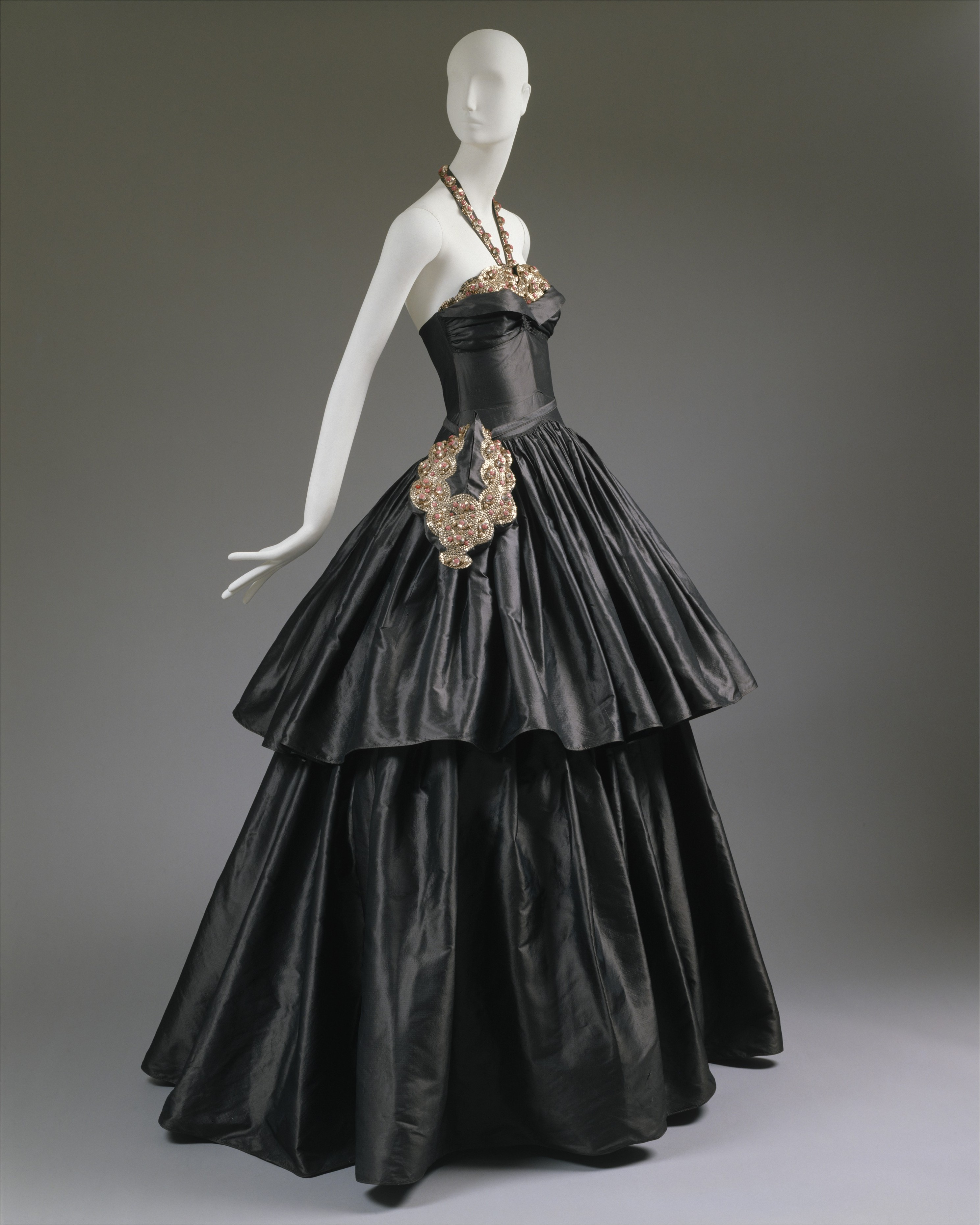
Avondjurk van Jeanne Lanvin, 1939
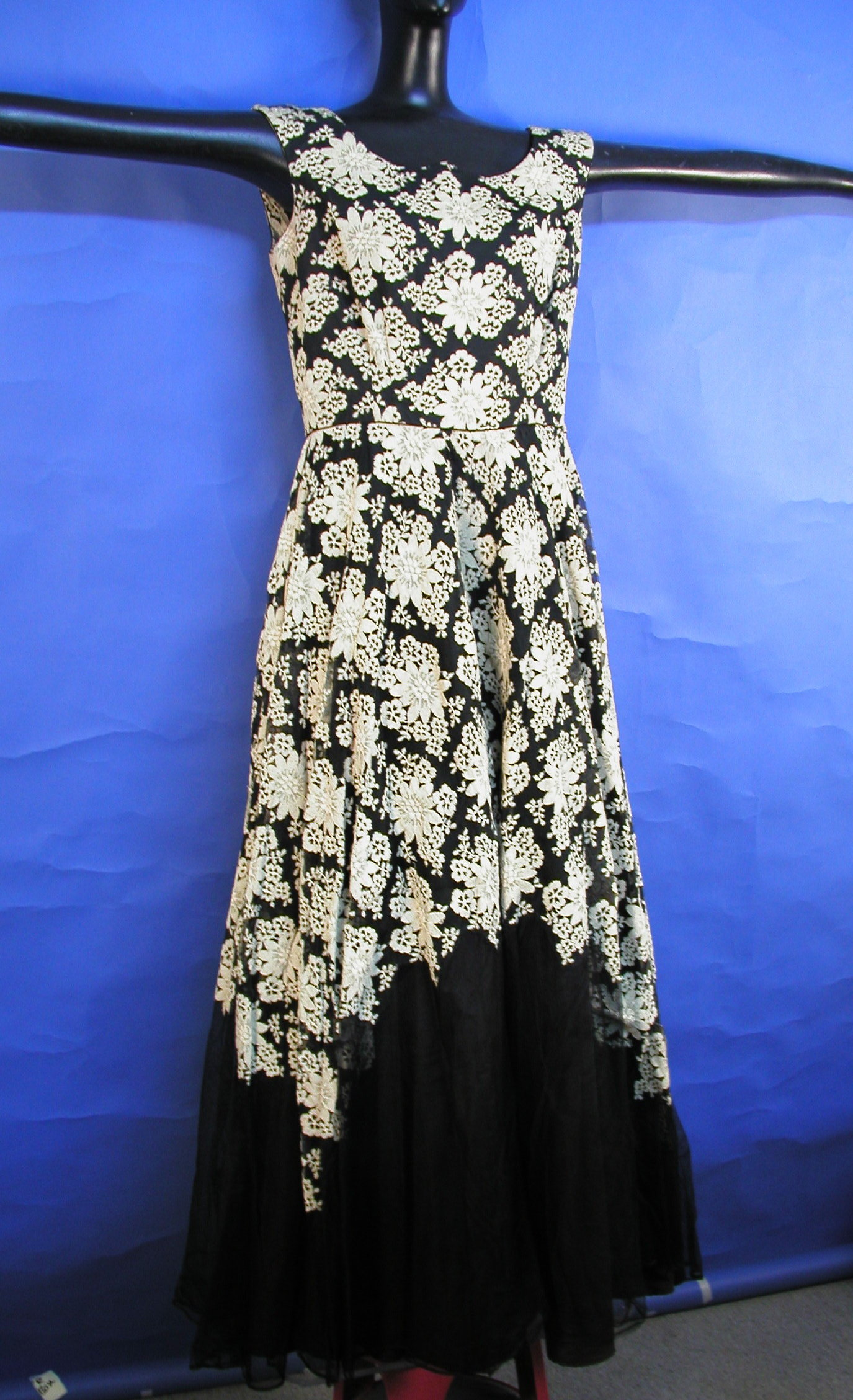
Avondjurk van warenhuis Smith & Caughey Ltd, 1940-1950
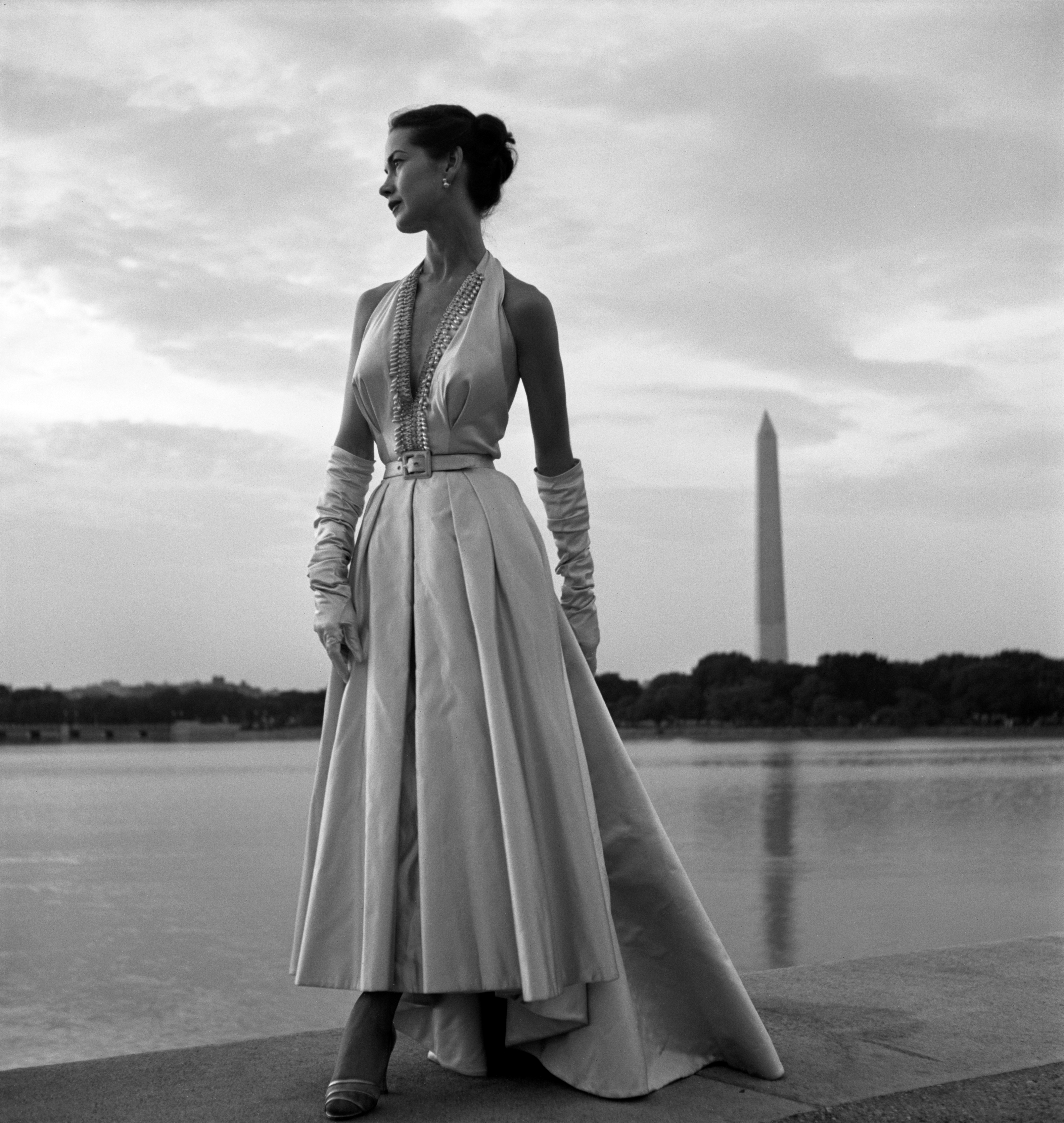
Avondjurk, 1949
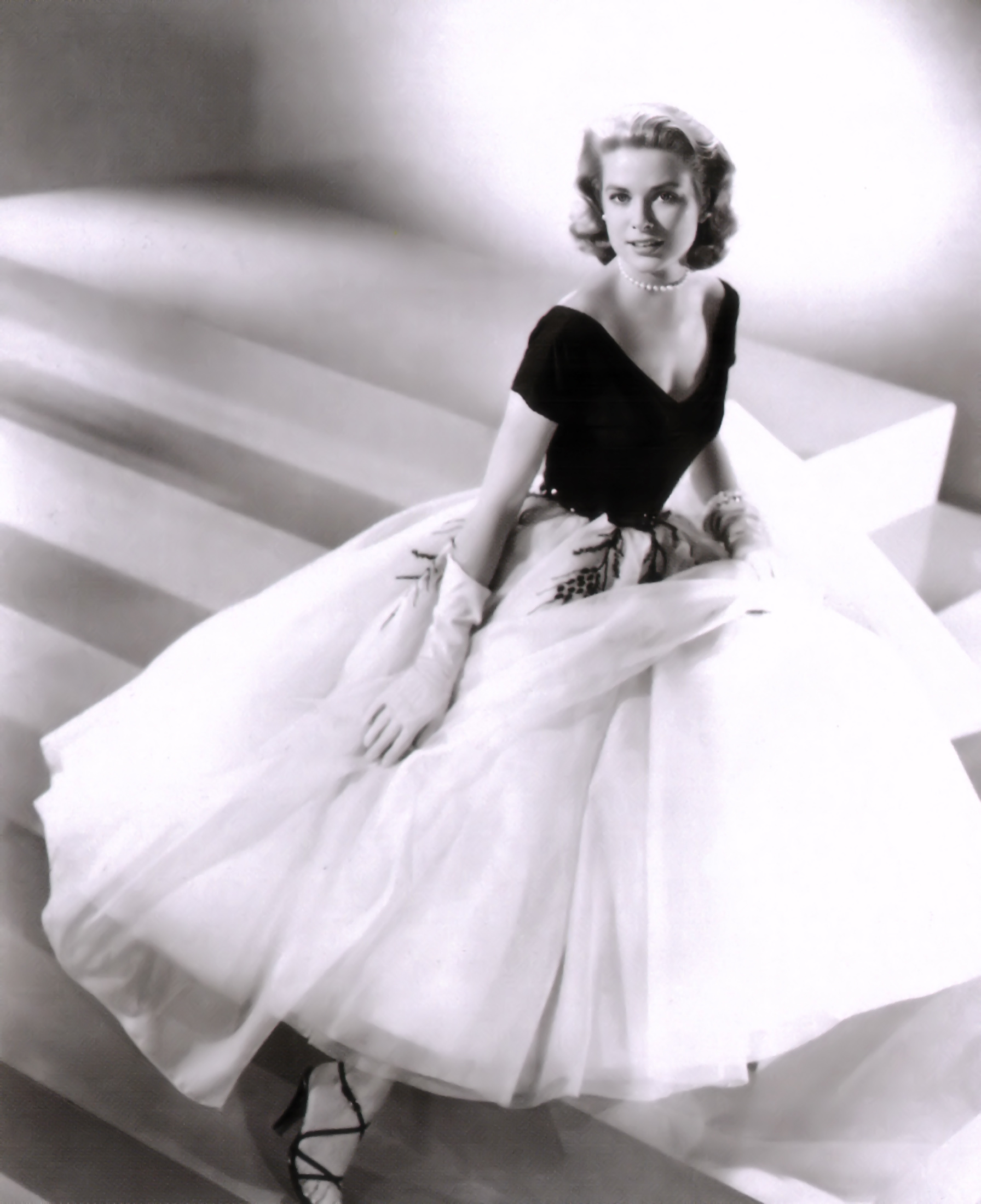
Filmster Grace Kelly in avondjurk, 1954
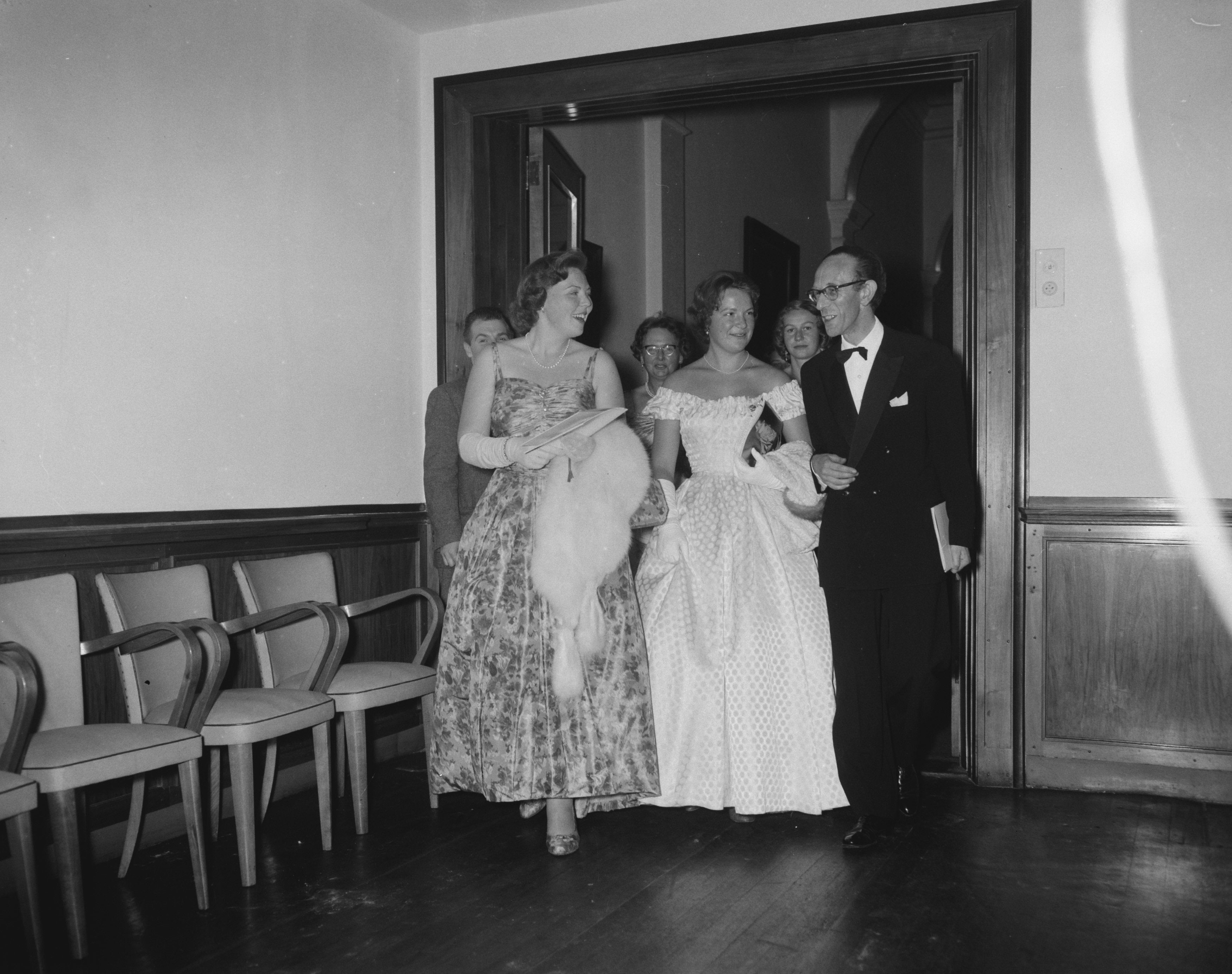
Prinsessen Beatrix en Irene in avondjurk, 1959

## Hedendaagse avondjurk

### Materiaal
Het uitgangspunt van de huidige avondjurk is smaakvolle elegantie tentoon te spreiden. Dit wordt bereikt door gebruik te maken van luxe stoffen zoals organza, taft, chiffon, satijn, zijde en fluweel. De lengte van het rokgedeelte kan variëren van halverwege de kuit tot vloerlengte. De jurken voor formelere gelegenheden zijn meestal uitgevoerd in egale en rustige tinten, zonder opvallende details. Als dat wel het geval is zijn de details meestal in dezelfde kleur of van hetzelfde materiaal als de rest van de jurk.
Bij jurken voor een informelere of feestelijker gelegenheid treft men naast pailletten, glimmend draad, kralen en ruches (soms in contrasterende kleuren), ook stoffen met een print en rijk geborduurde stoffen aan.

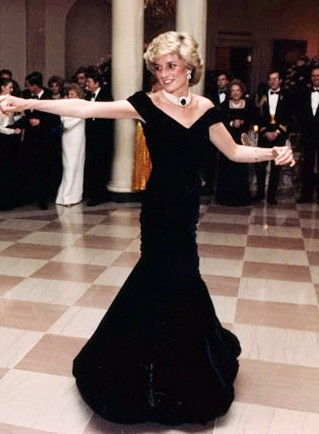
Donkerblauw fluwelen avondjurk van prinses Diana
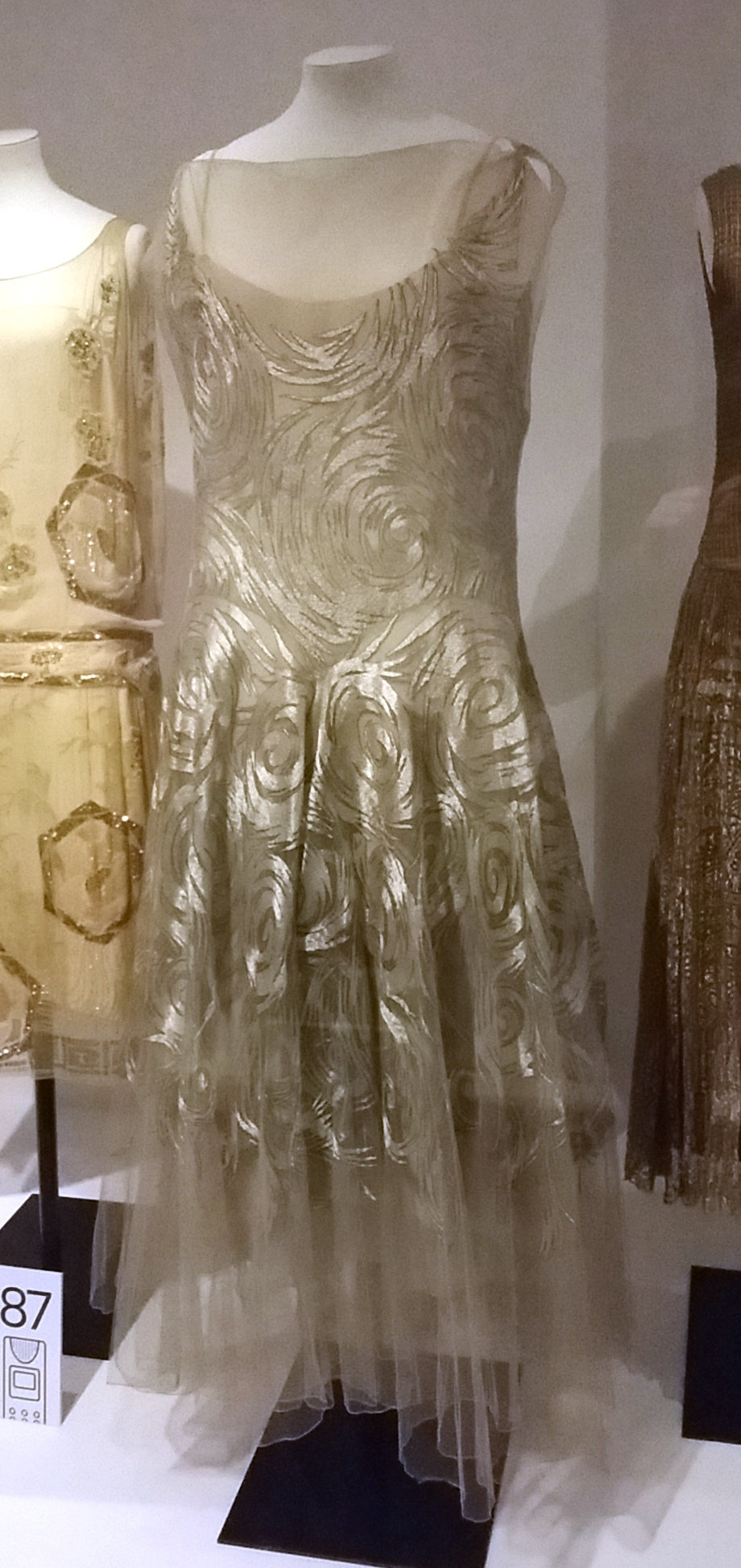
Avondjurk van geborduurde zijde, van Madeleine Vionnet, 1931
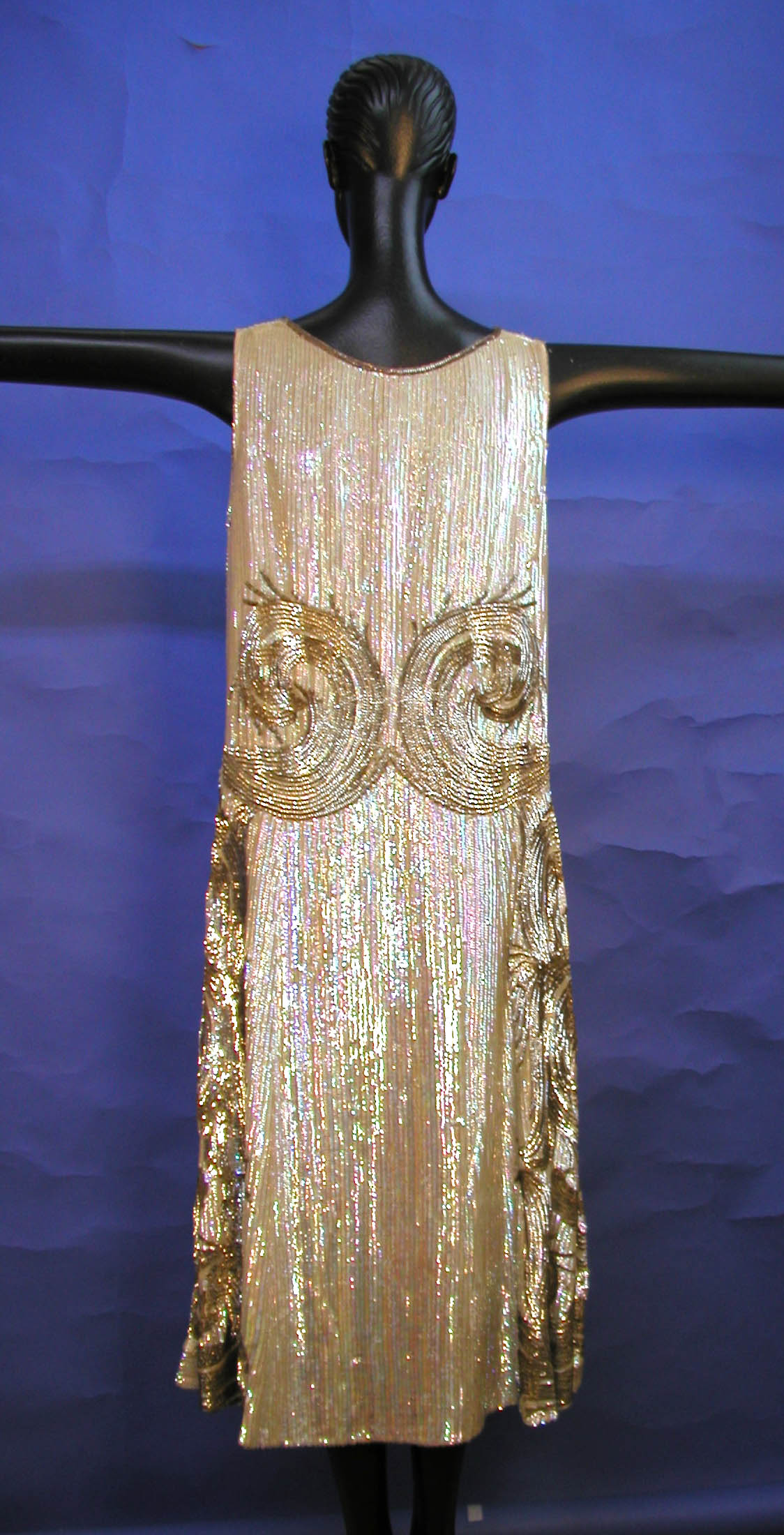
Achterzijde van avondjurk, volledig bedekt met pailletten, 1926
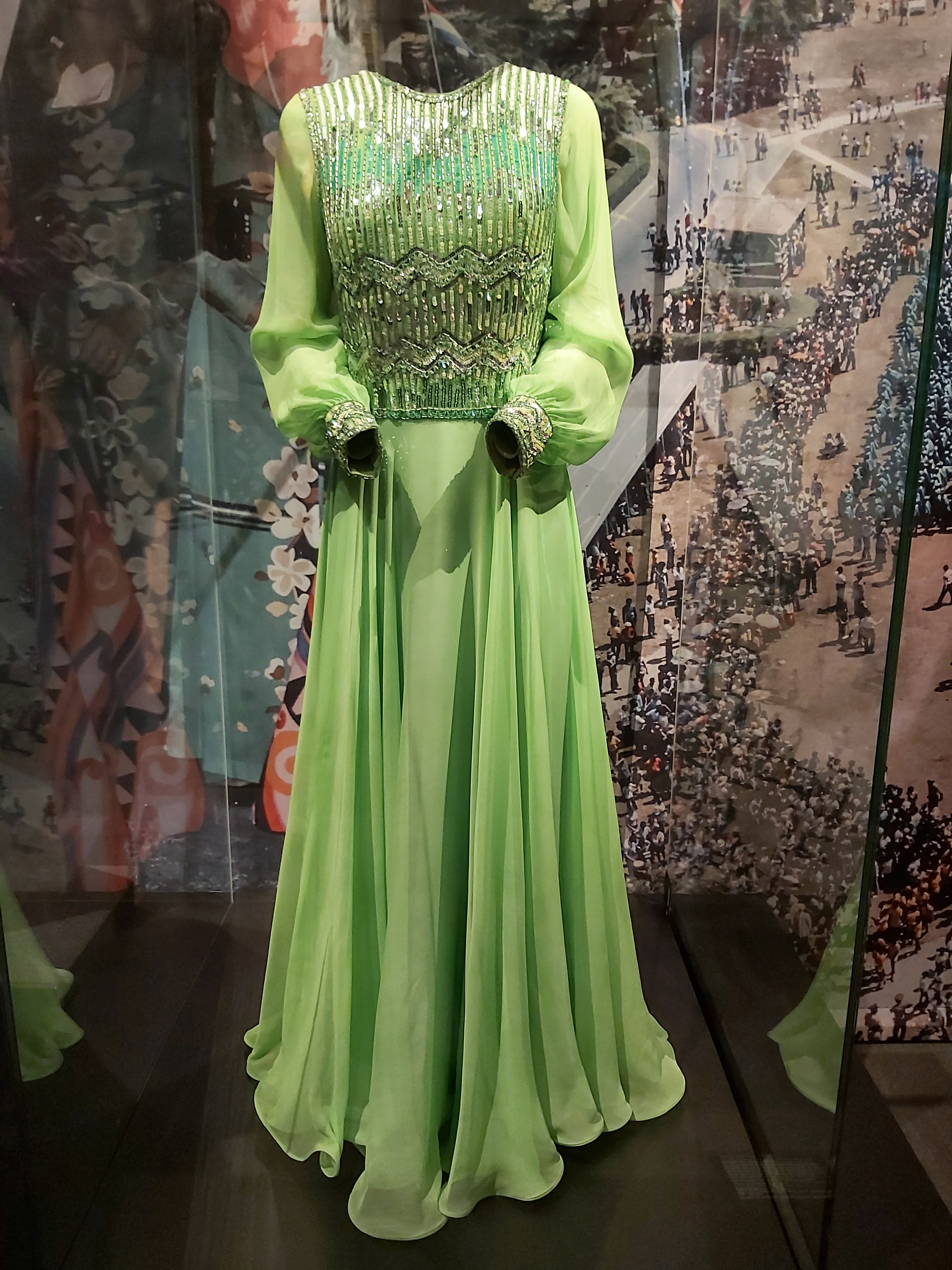
Avondjurk met pailletten van prinses Beatrix, 1975
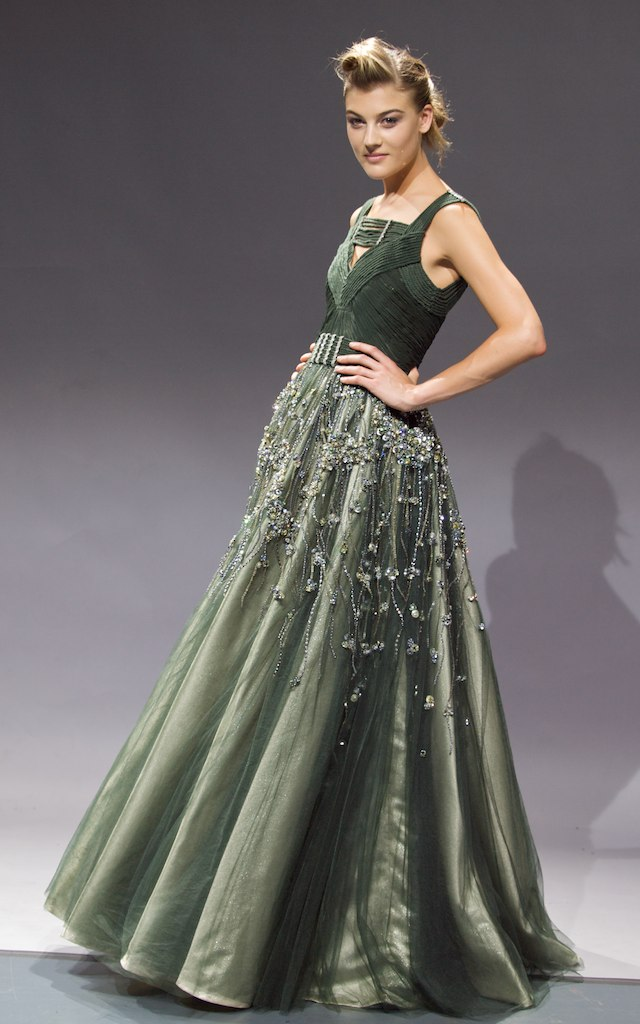
Avondjurk met kralenversiering
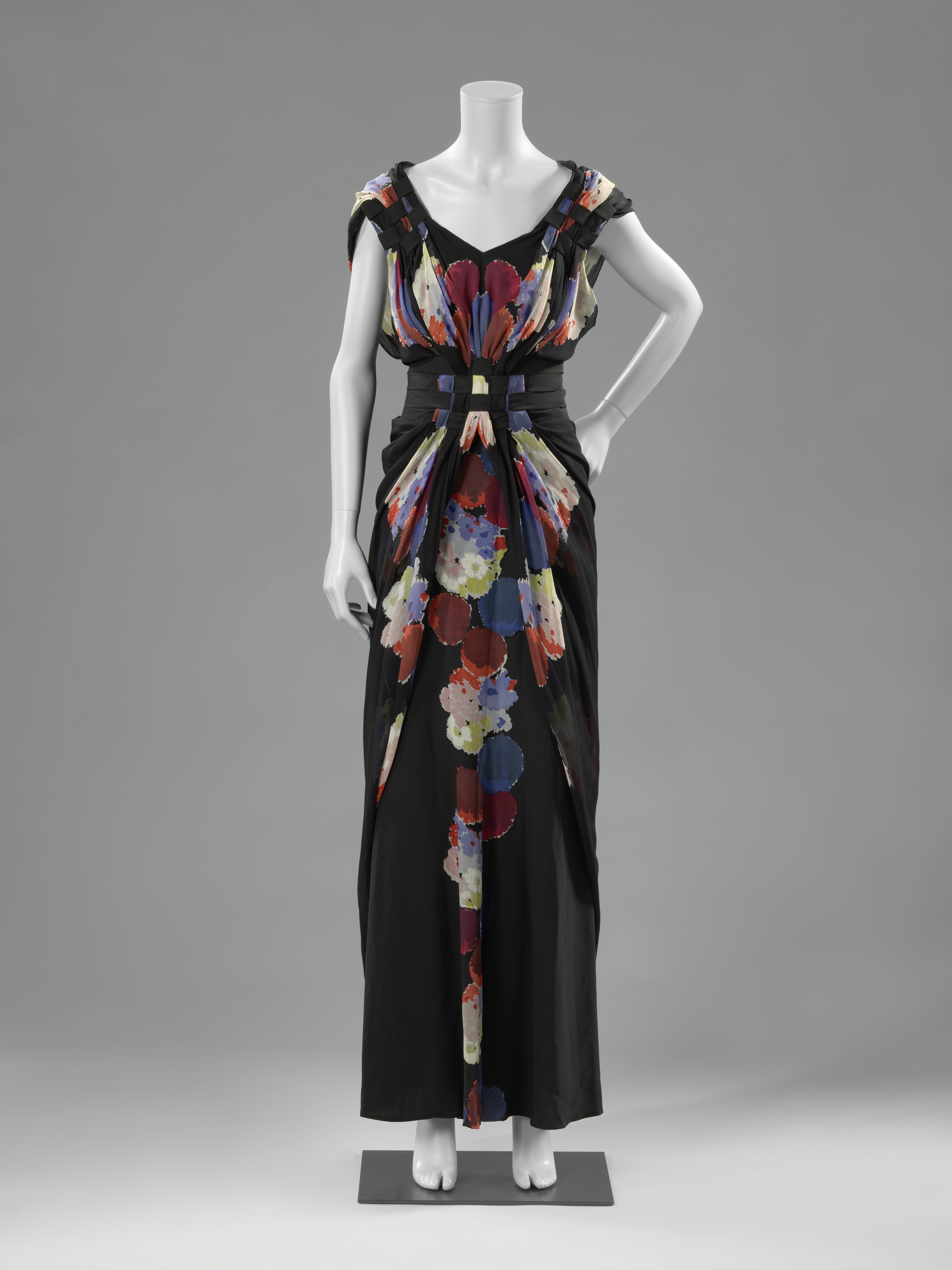
Avondjurk met gebloemde print, van Nina Ricci, 1938
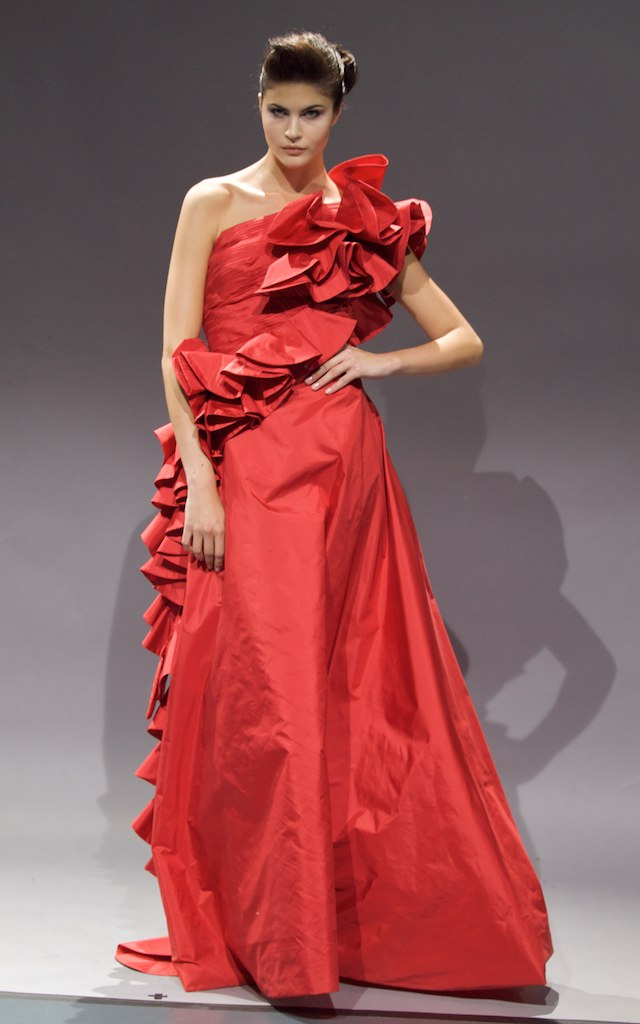
Avondjurk met ruches
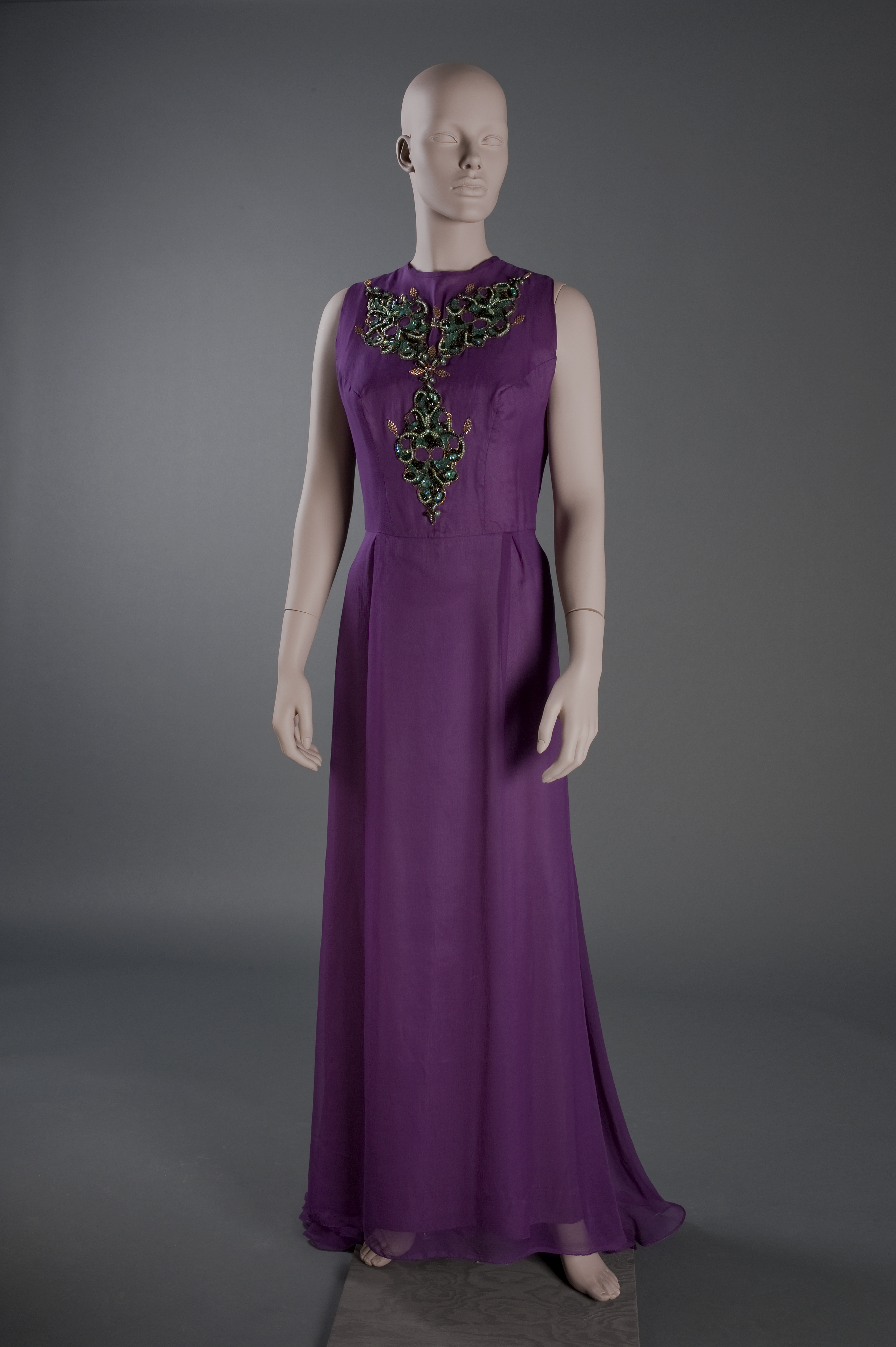
Avondjurk met borduursel, van Cargelli, 1972

### Vormen
De vorm van de jurk kan variëren van een recht model tot een A-lijn, prinsessenmodel / baljurkmodel (wijd uitstaande rok), trompetmodel / fit-and-flare-model (aansluitend tot boven de knieën), zeemeerminnen-/mermaid-model (aansluitend tot onder de knieën) en Empire-model (verhoogde taille). Jurken kunnen een sleep hebben maar aangezien dit onpraktisch is bij het lopen is een dergelijke jurk niet voor elke gelegenheid geschikt.
Verder kunnen in de verwerking van de stof verschillende lagen, draperieën, rimpelwerk en strikken worden toegepast. Ook kan de suggestie gewekt worden dat de jurk uit meerdere losse delen bestaat door het gebruik van verschillende stoffen voor het lijfje en de rok.
Een jurk met een hoge split aan de zij- of achterkant wordt wel gedragen door film- en popsterren bij gala's maar geldt in de regel als ongepast bij een formele gelegenheid. Datzelfde geldt voor al te diepe decolletés.

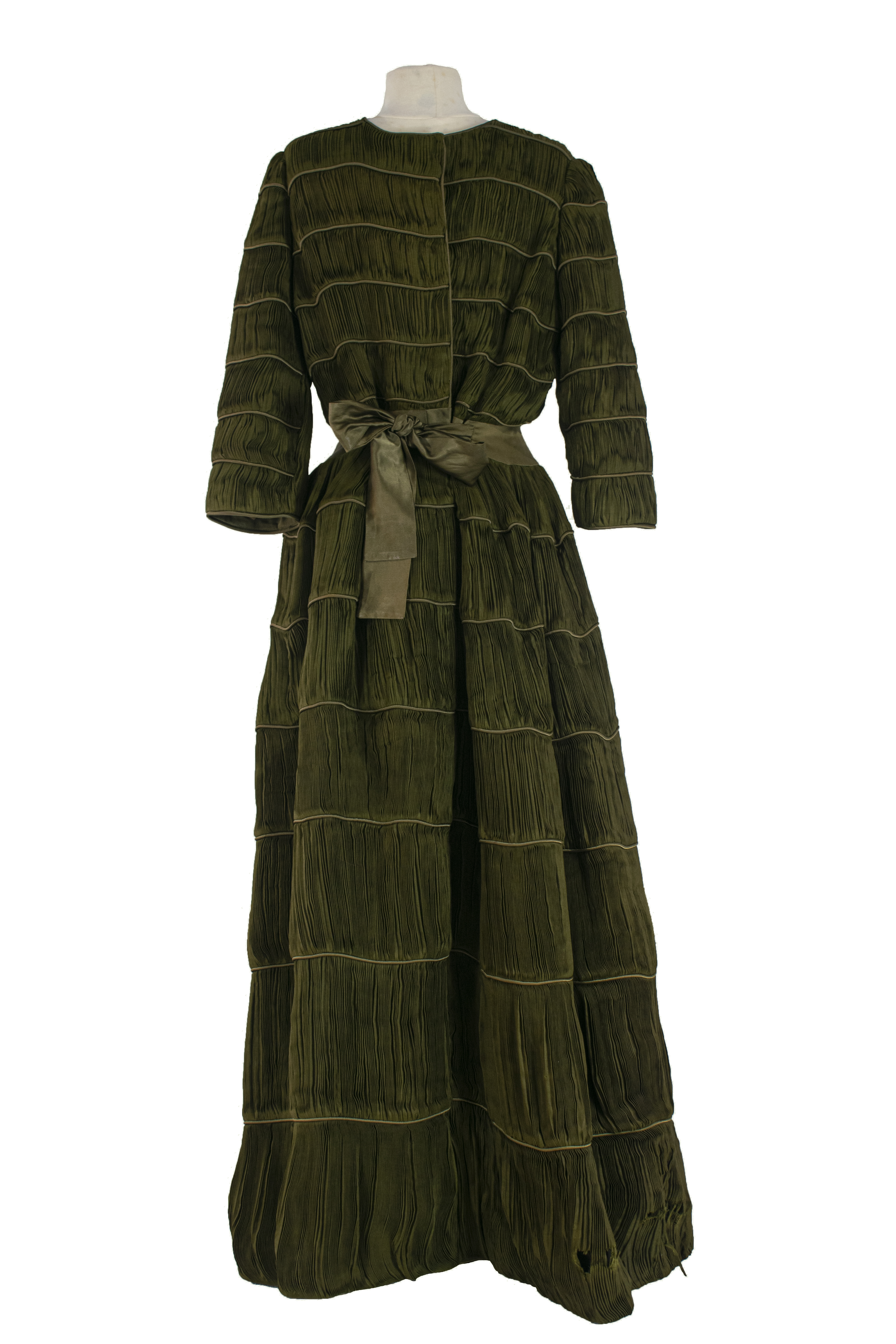
Rechte avondjurk met ceintuur (achterzijde), van Sybil Connolly
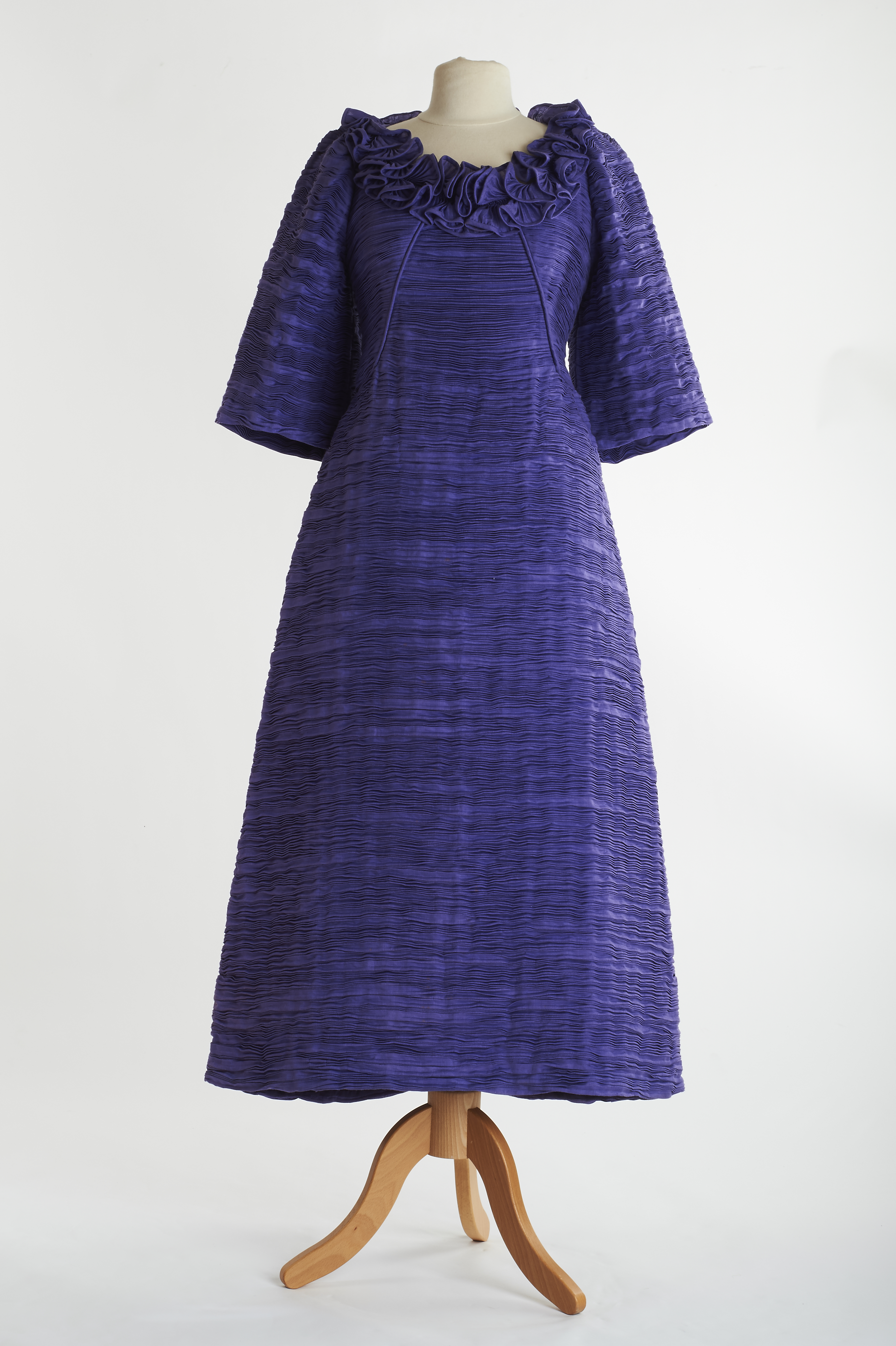
Avondjurk in A-lijn, van Sybil Connolly
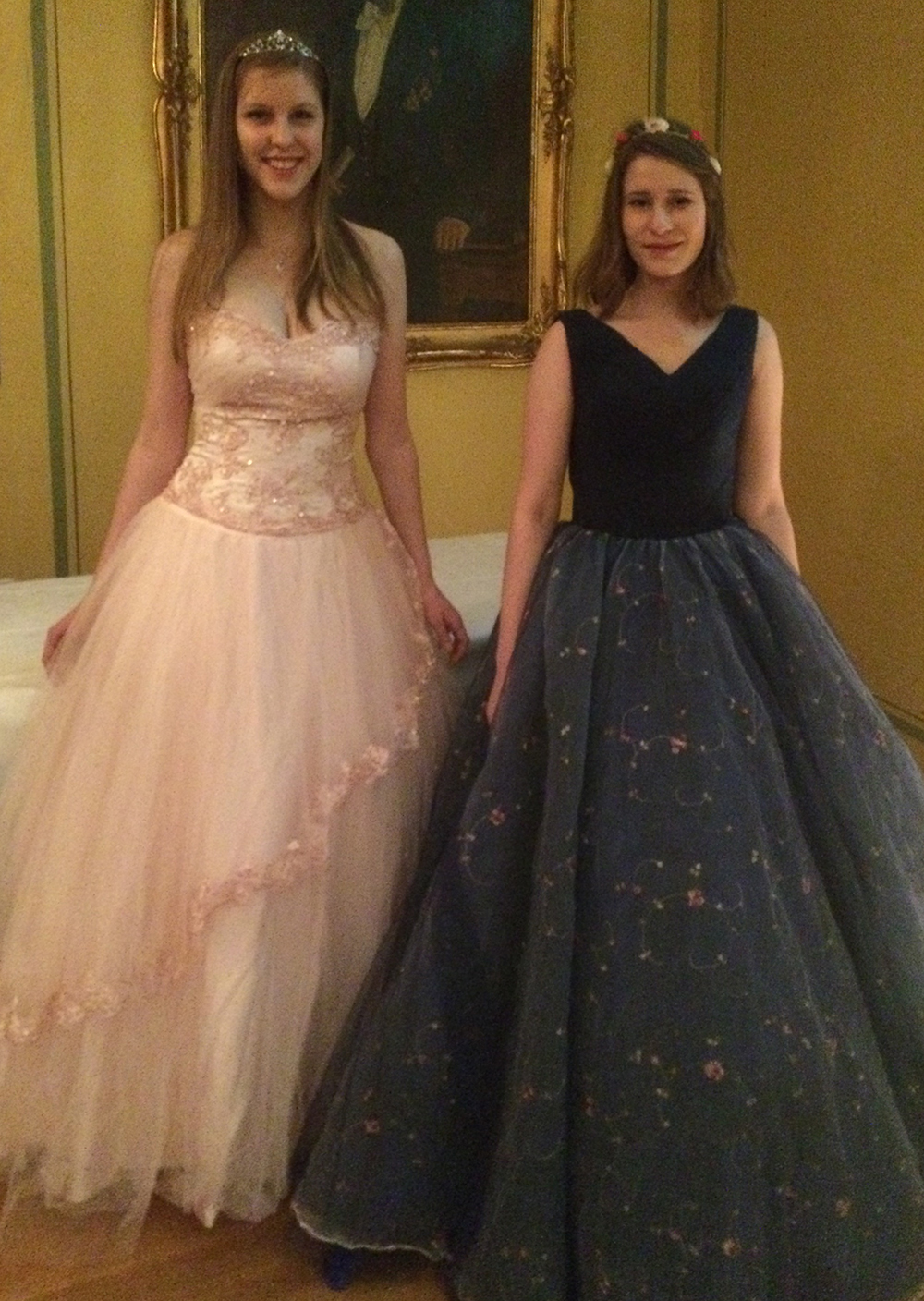
Avondjurken in baljurkmodel
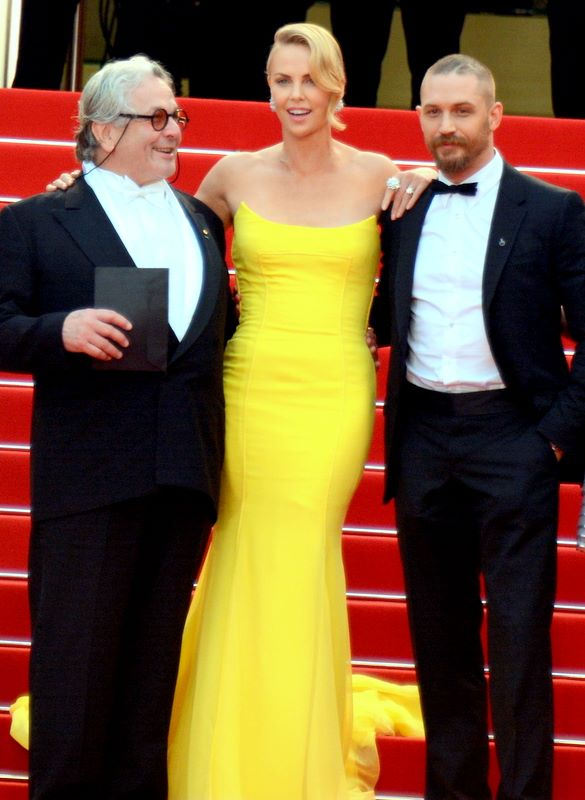
Avondjurk in trompet-model
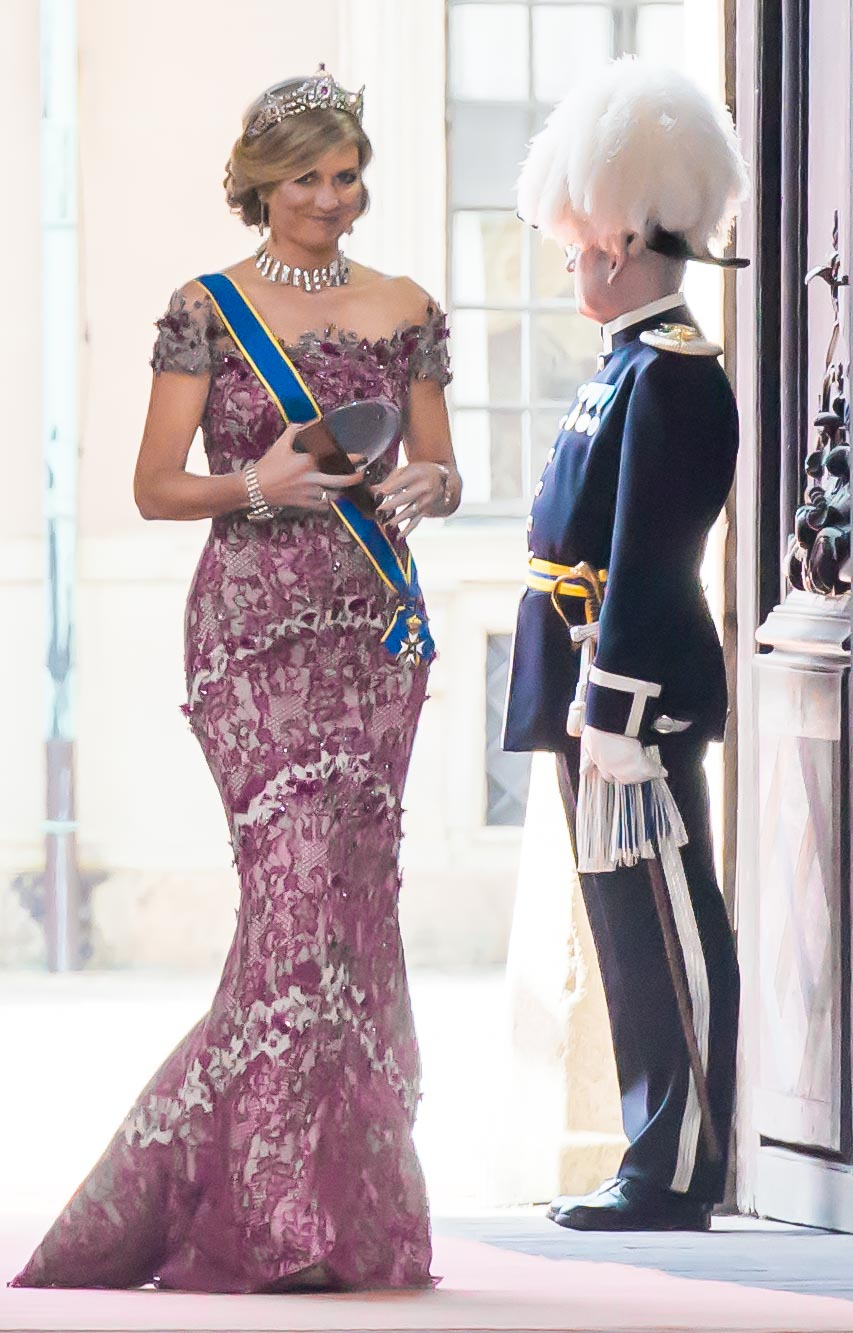
Avondjurk in mermaid-model
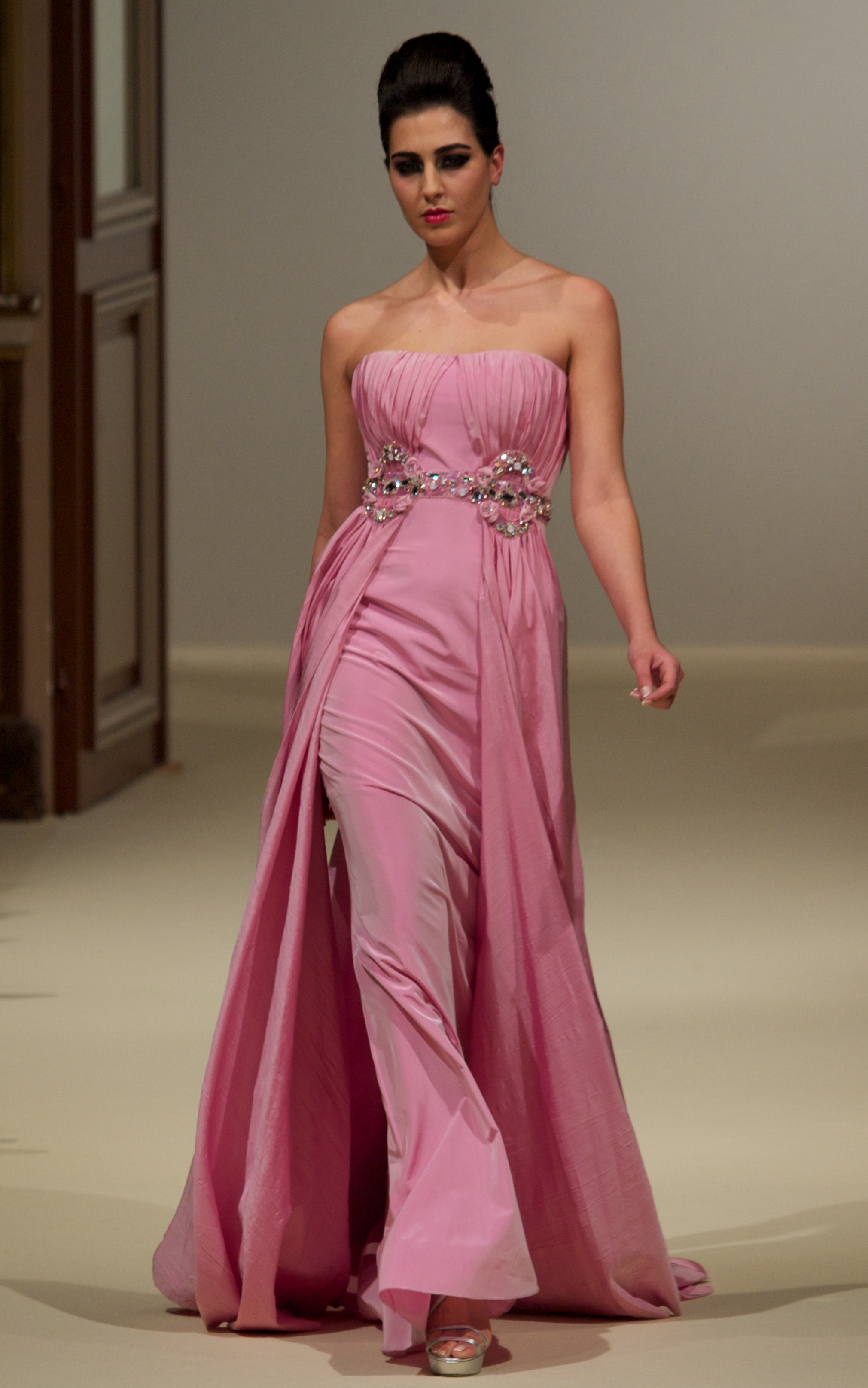
Meerlagige avondjurk met rimpelwerk
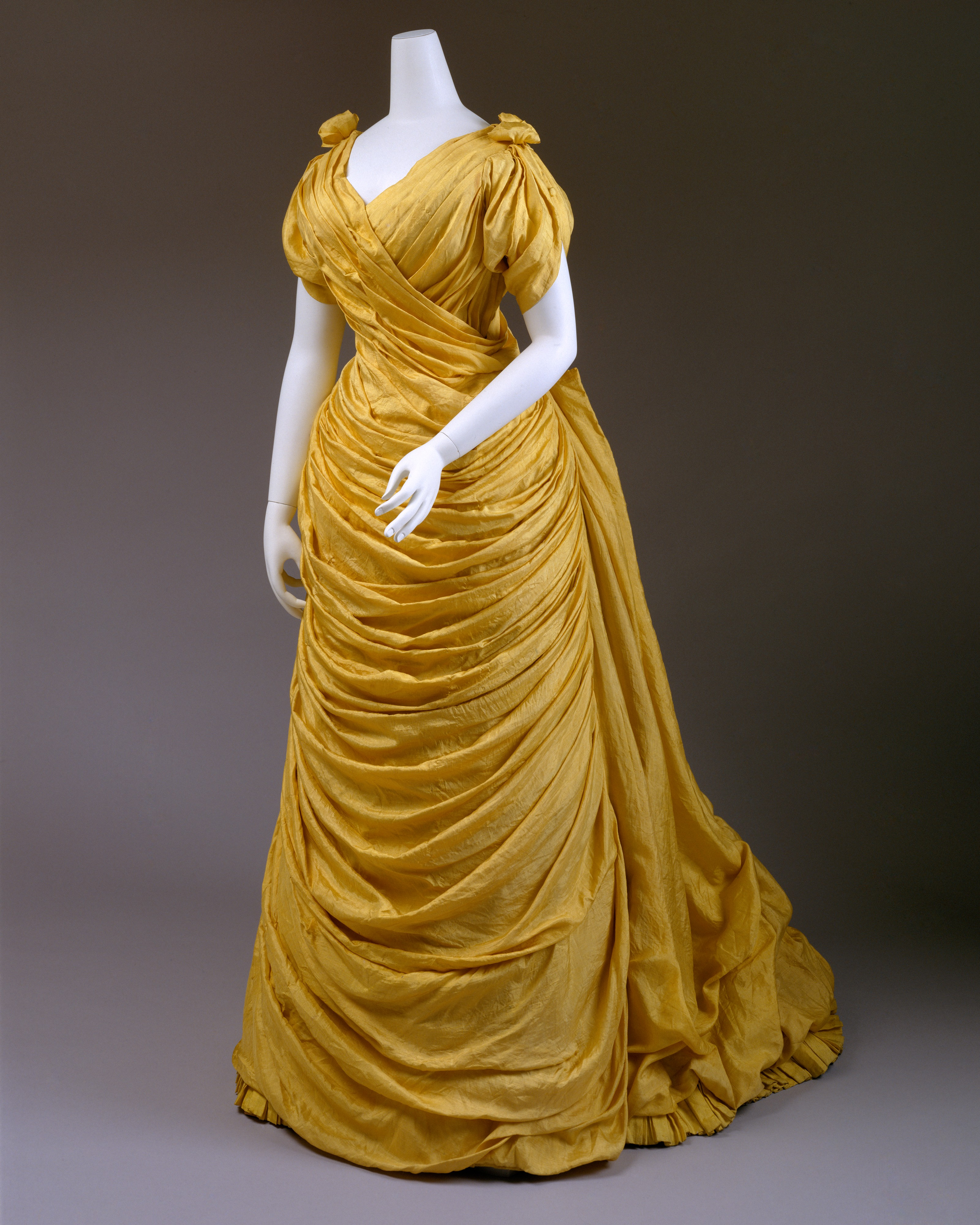
Avondjurk van gedrapeerde zijde, 1880
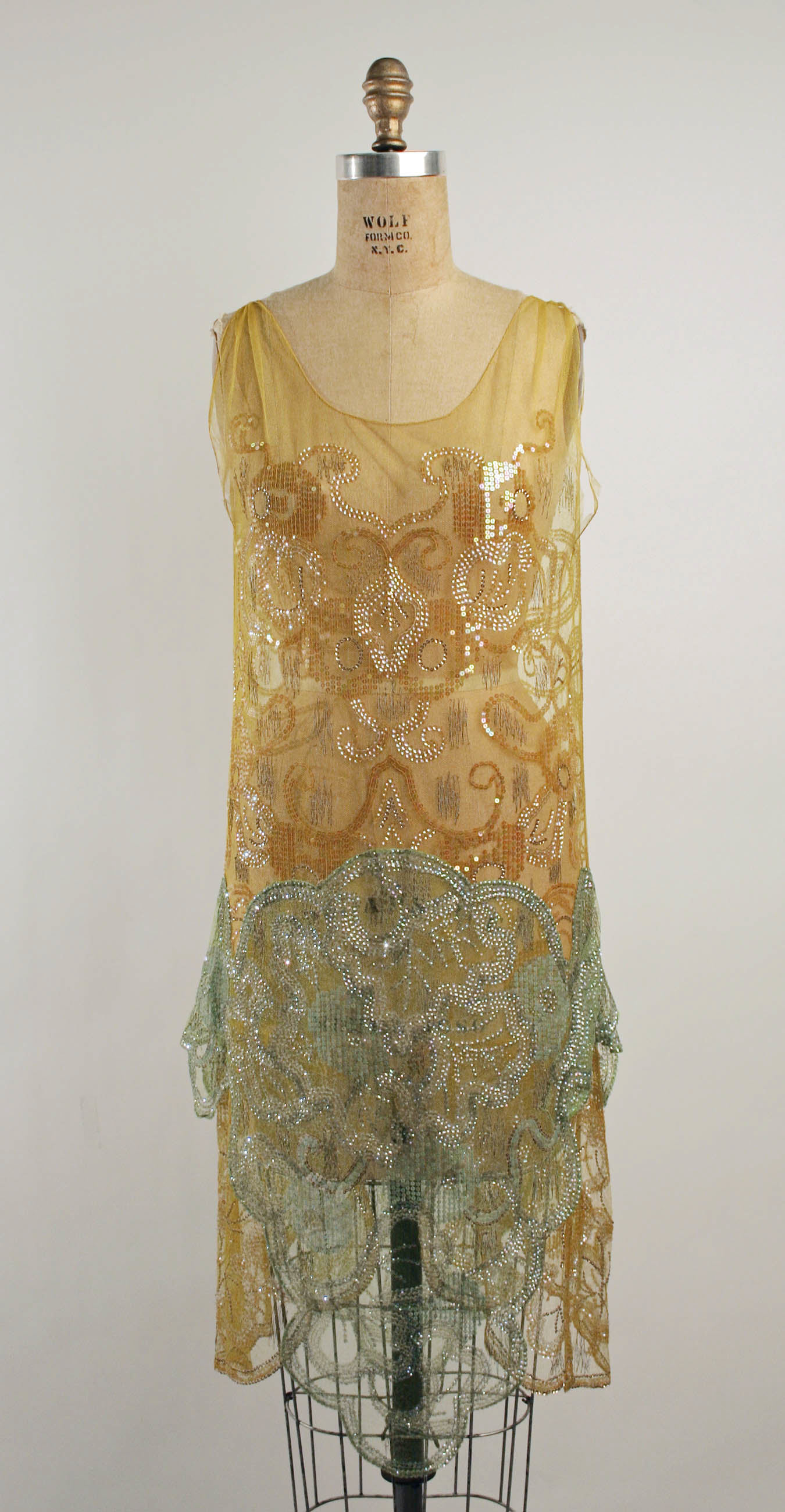
Meerlagige avondjurk met pailletten en zilverdraad, 1924
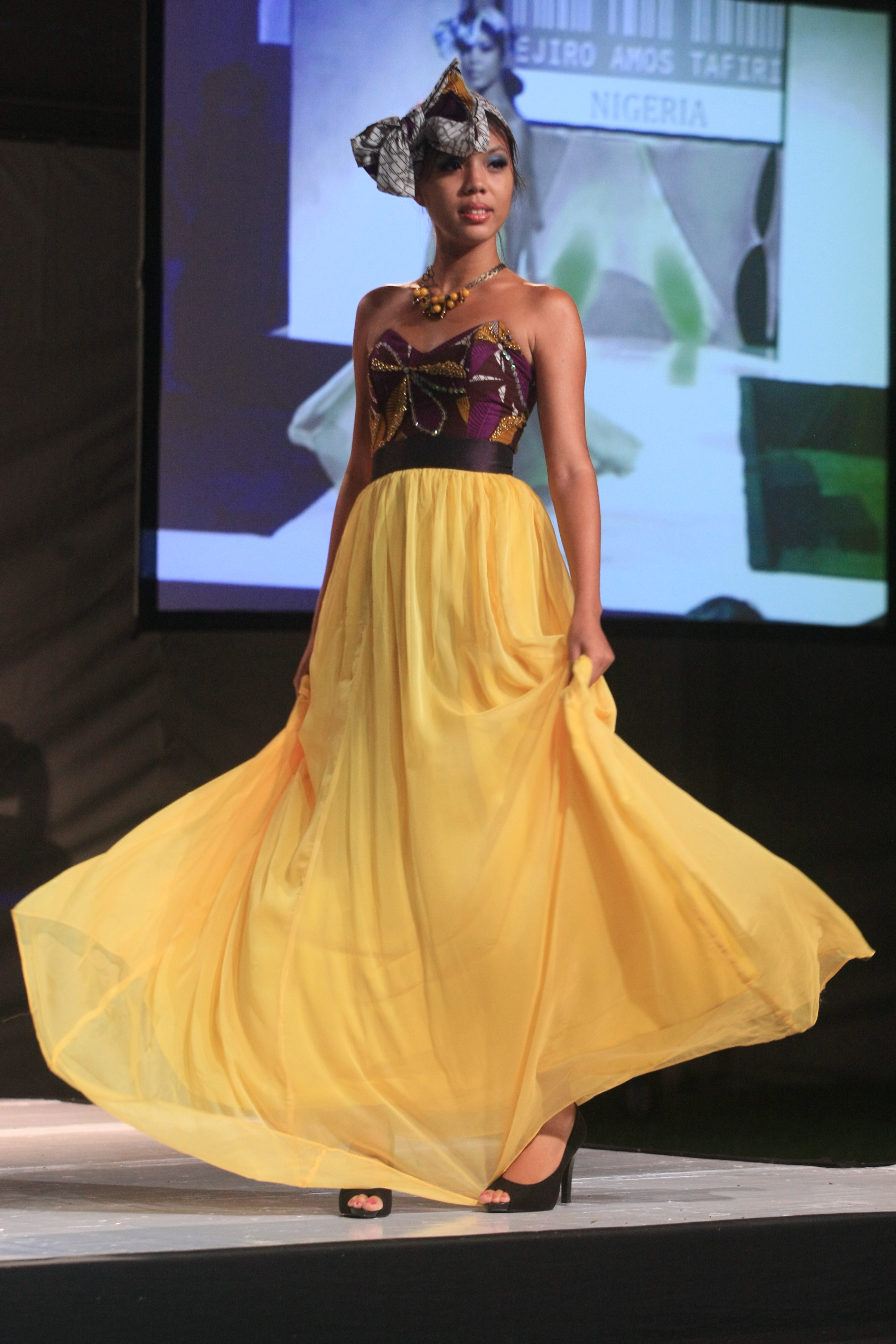
Avondjurk met lijfje van andere stof
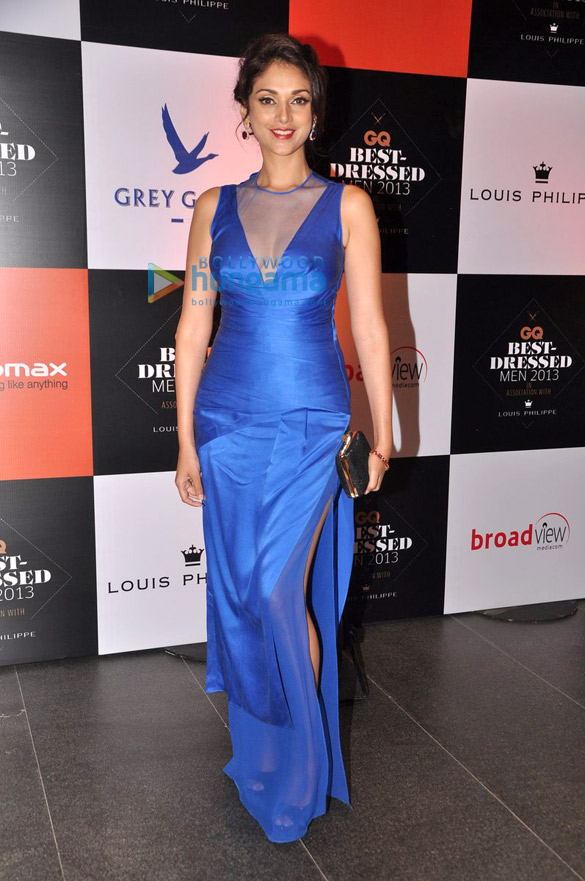
Avondjurk met bedekt decolleté en zijsplit

Een avondjurk kan zowel hooggesloten zijn met lange mouwen, eventueel van doorzichtige stof of kant, als met een decolleté in verschillende vormen of met (spaghetti-) banden. Een truc om blote huid te suggereren op de rug of het decolleté is het gebruik van enigszins doorzichtige stof of huidkleurige stof. In tegenstelling tot dagelijkse kleding, waarbij de nadruk ligt op een mooie voorkant wordt bij avondjurken ook nadruk op de rug gelegd (rugdecolleté). Een klassieke vorm is de avondjurk met een lage rug. Maar ook gekruiste (spaghetti-) banden, kunstig gevlochten banden, (waterval-) draperieën en kant wordt op de rug toegepast.
Als halslijn worden de boothals, de vierkante hals, de ronde hals, de halterlijn, de u-hals, de smalle of wijde V-hals, de strapless hals, de sweetheart- (hartvormige) hals, de watervalhals en de off-shoulder (Carmen-) hals toegepast. Schouderbanden kunnen breed, taps toelopend of spaghettivormig zijn, en ook een gestrikte schouderband komt voor. Een jurk kan ook een asymmetrische hals hebben met 1 schouderband. Hooggesloten avondjurken kunnen verschillende typen (al dan niet versierde) kragen hebben.

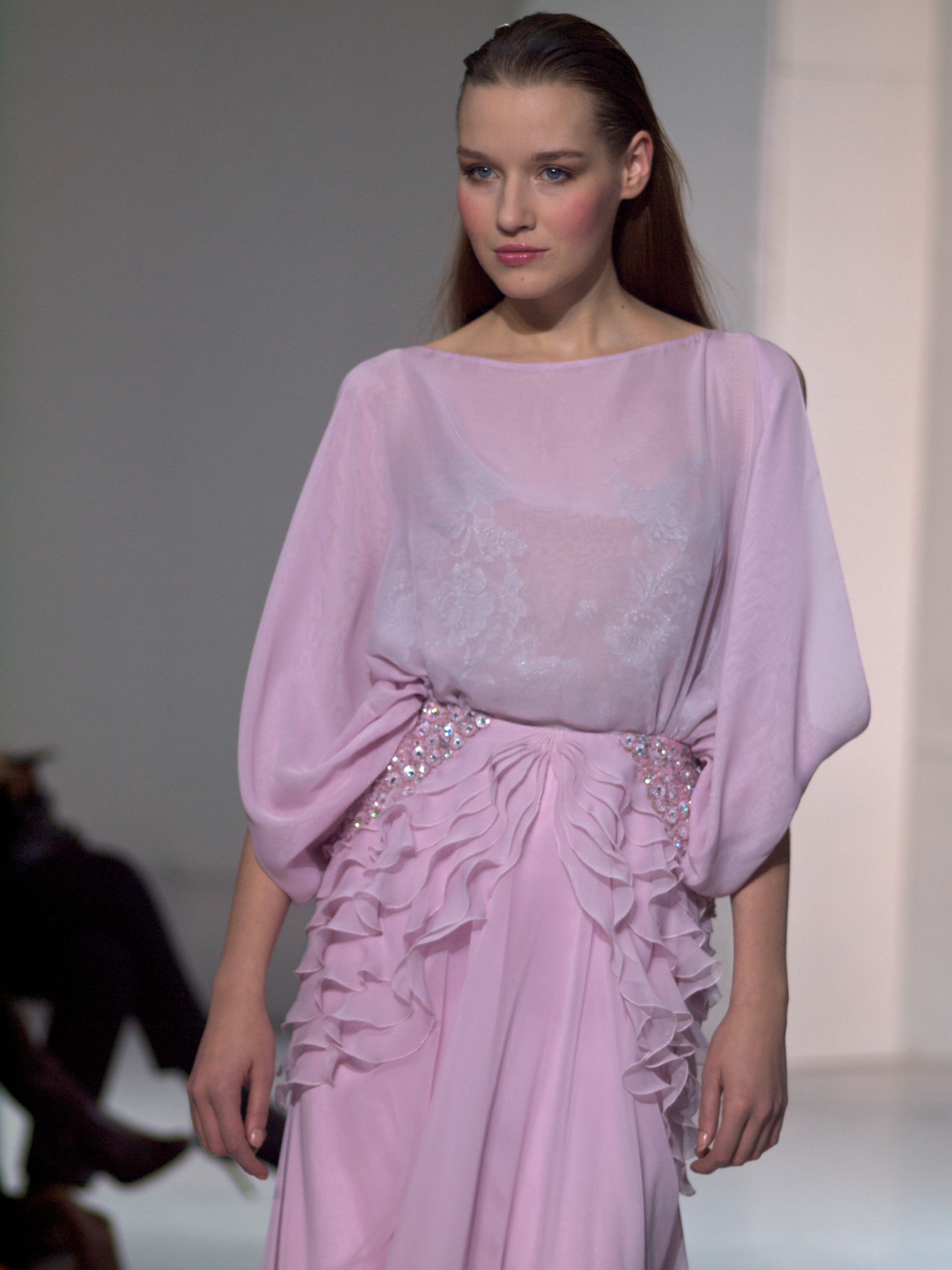
Avondjurk met boothals
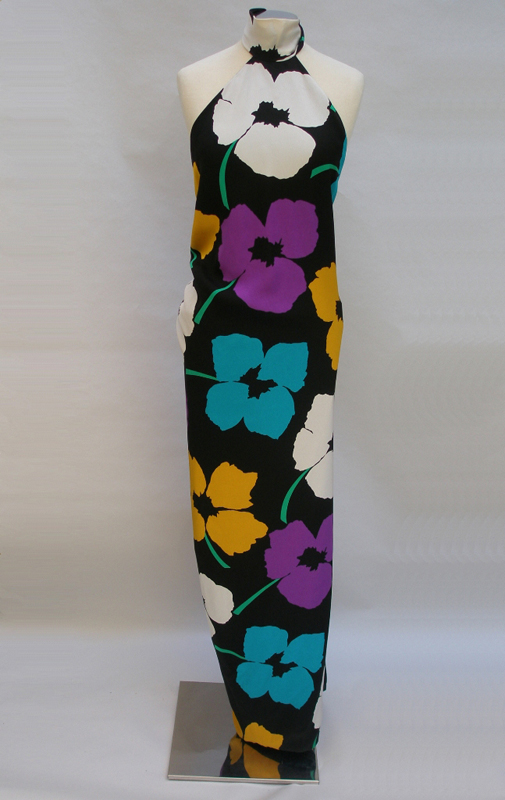
Avondjurk met print en halterlijn, van James Galanos, 1980
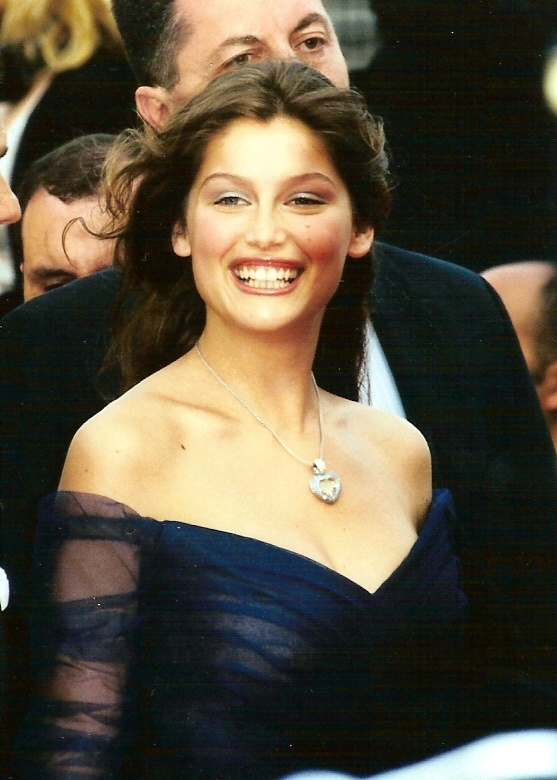
Wijde V-hals, off-shoulder
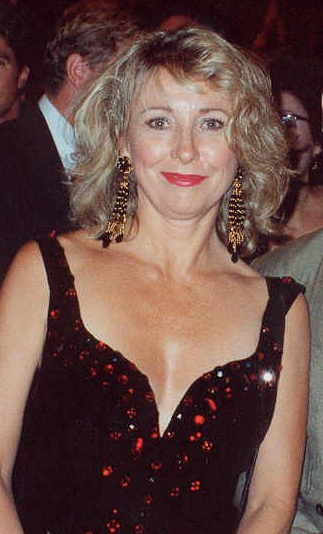
Avondjurk met hartvormige hals
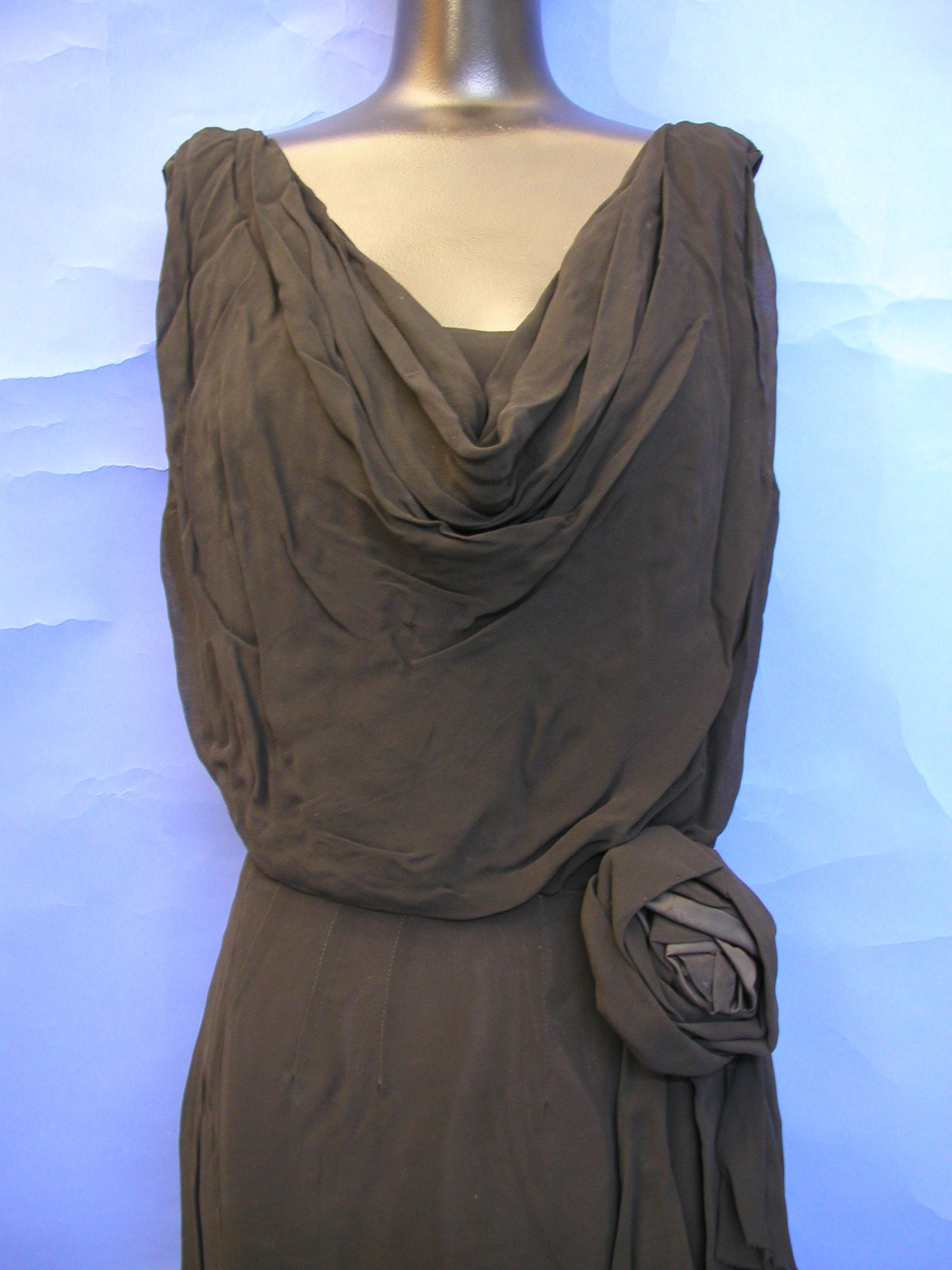
Avondjurk met watervalhals, van Emma Knuckey, 1964
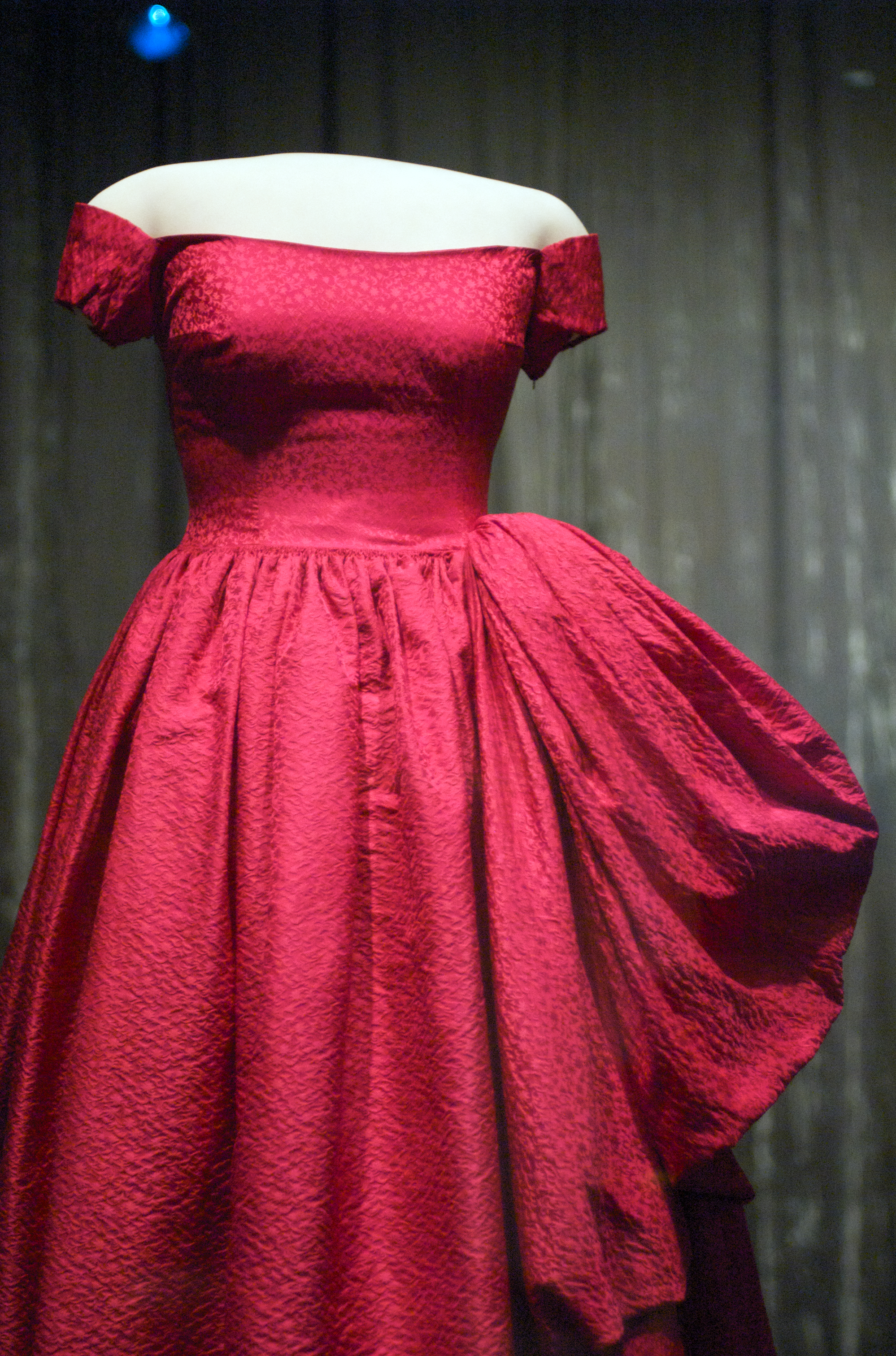
Avondjurk met Carmen-hals
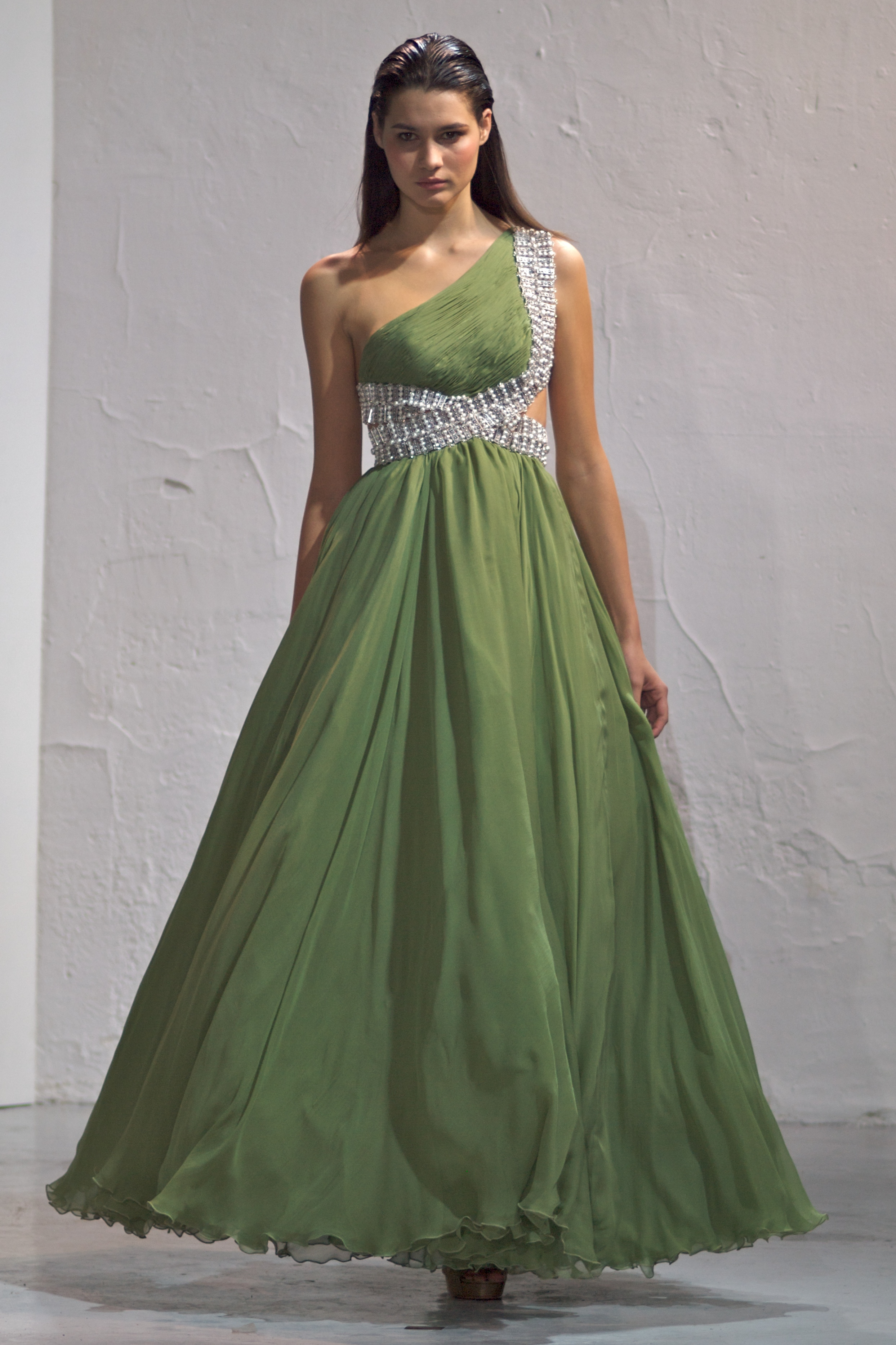
Asymmetrische halslijn, 1 schouder vrij
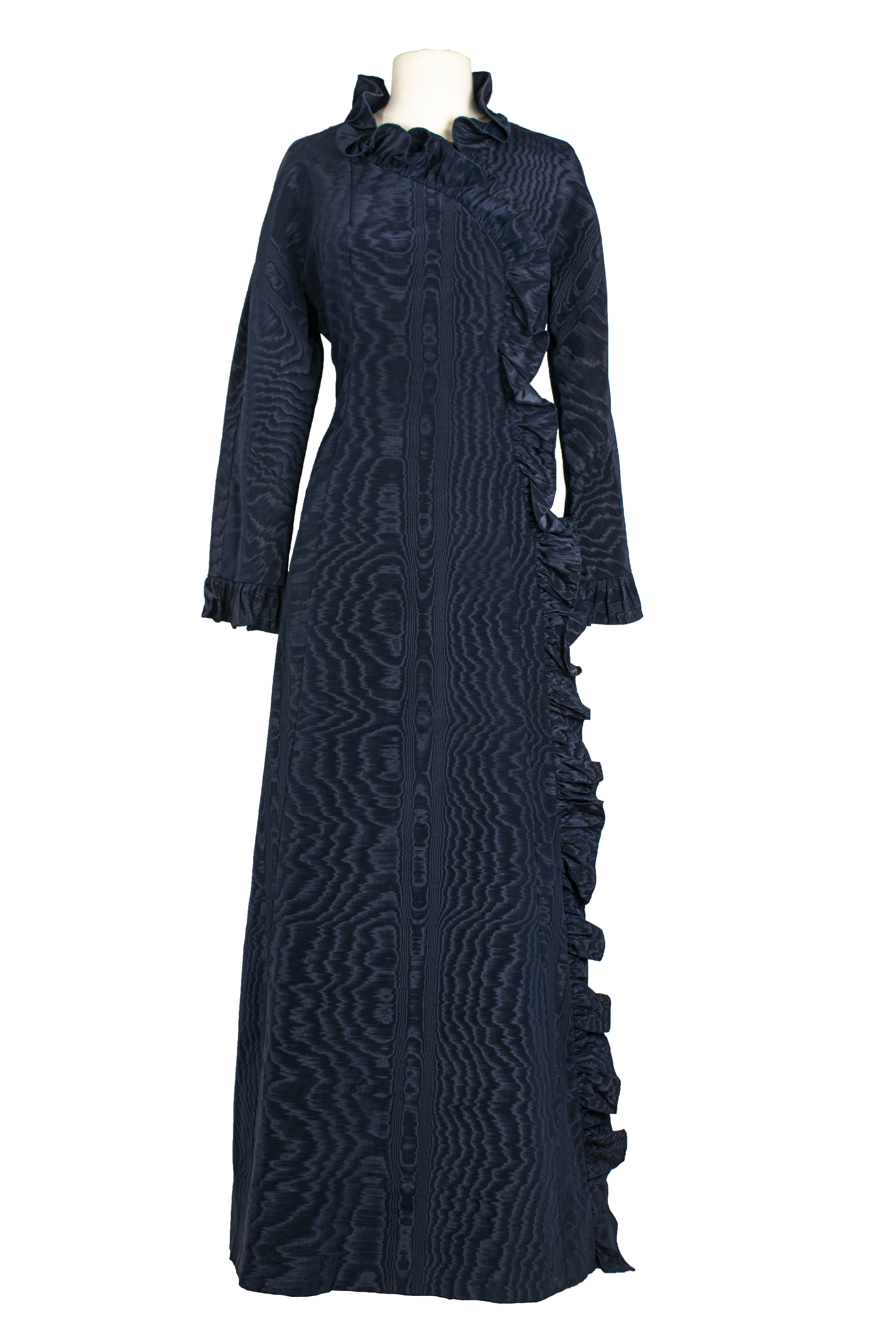
Avondjurk met opstaande kraag, Sybil Connolly
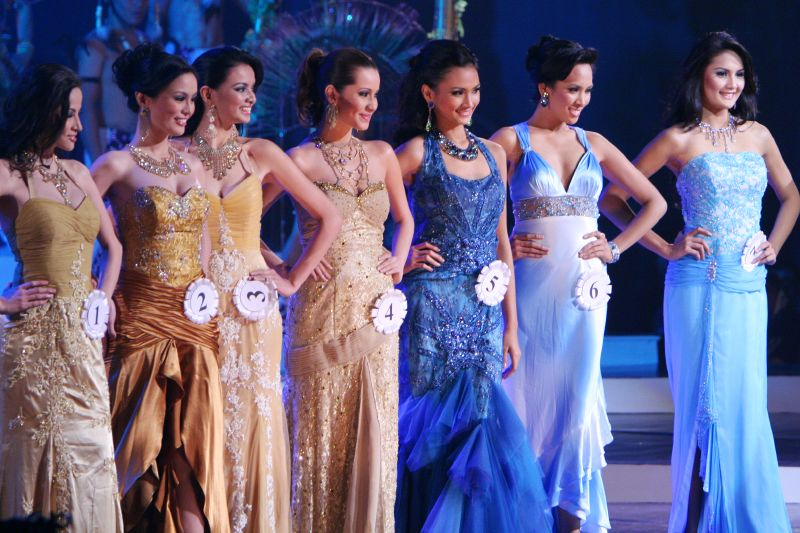
Nr's 1, 3, 4 en 5: varianten halter; nr. 2 en 7: varianten strapless; nr. 6: hartvormig

Een jurk kan ingenaaide voorgevormde en ondersteunende behacups en baleinen bevatten om het model van de jurk te garanderen. Dit kan ook nodig zijn om een strapless jurk niet te laten afzakken. Onder het baljurkmodel kunnen petticoats of crinolines worden gedragen om de rok het gewenste wijde model te geven. De jurk sluit meestal met een blinde (weggewerkte) rits aan de achter- of zijkant. Ook een zichtbare siersluiting als een knoopsluiting of een rijgsluiting op de rug met satijnen linten is mogelijk.
Vrouwen die geen behoefte hebben om hun lichaamsvormen te tonen dragen wijde modellen zoals het rechte model of de A-lijn. Ook jurken gebaseerd op het kaftanmodel, vaak rijk versierd met borduursels, zijn populair. In orthodoxe geloofsgemeenschappen worden ook rechte, figuurverhullende, hooggesloten avondjurken gedragen.

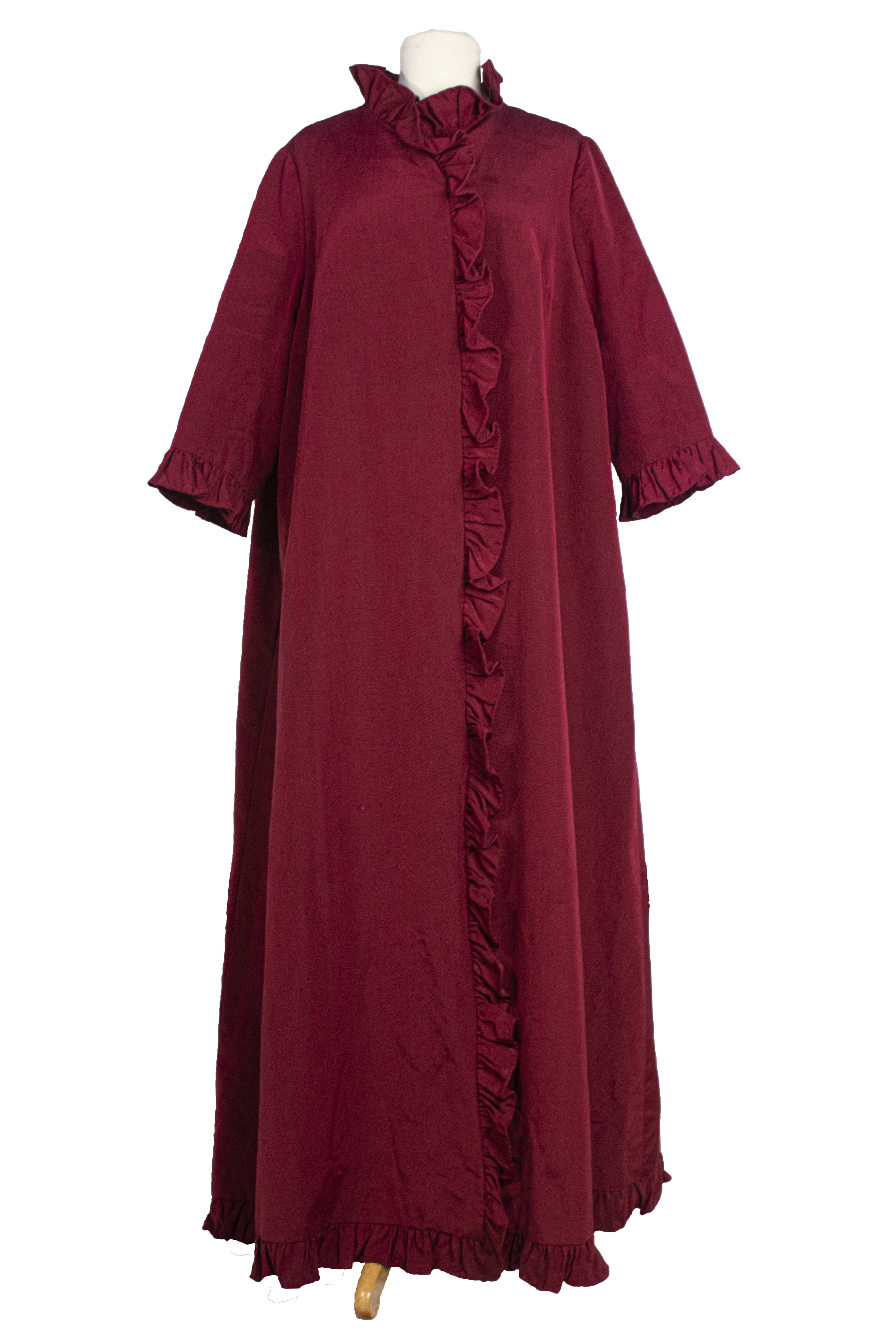
Hooggesloten avondjurk in A-lijn, Sybil Connolly
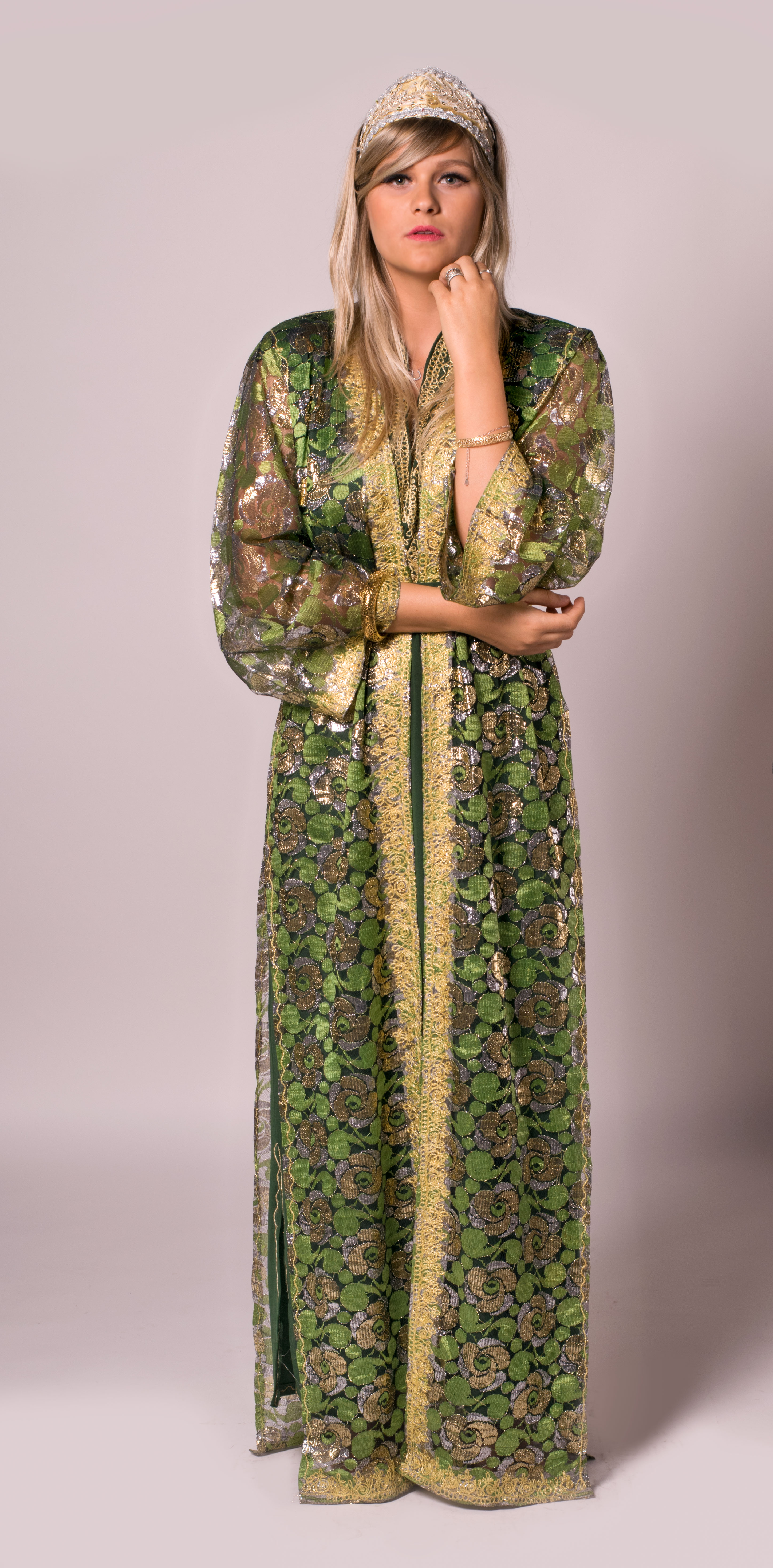
Marokkaanse kaftan
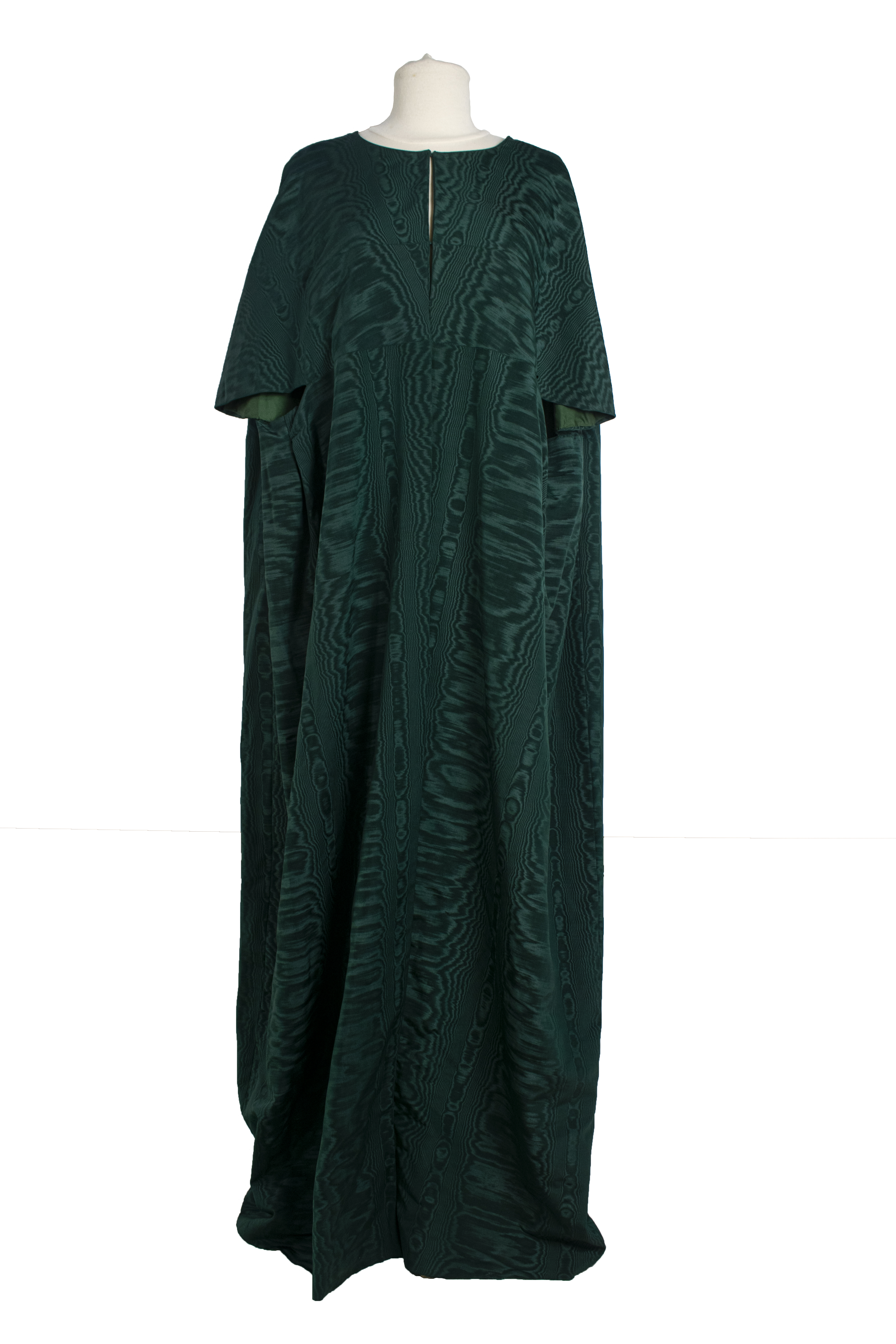
Jurk in kaftanmodel van Sybil Connolly
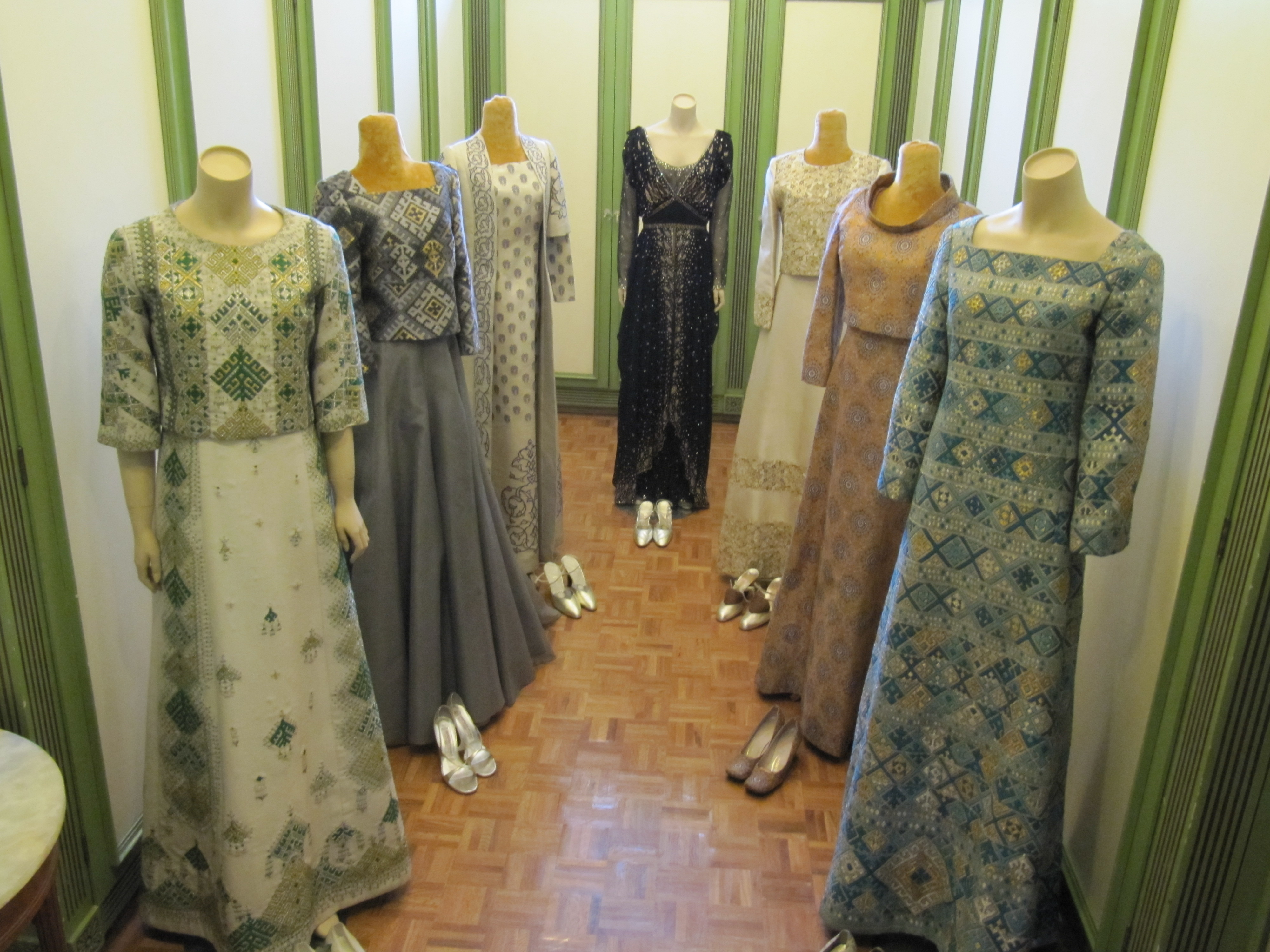
Avondjurken van Farah Diba

### Wijzen van dragen
Bij een jurk met blote schouders kan deze gecombineerd worden met een stola of shawl van dezelfde stof, of van een iets dunnere stof zoals tule in dezelfde kleur. Deze stola wordt ook wel afhangend gedragen, waarbij de stof niet op de schouders rust maar achter de rug langs gaat en aan de voorkant net boven de ellebogen van buiten naar binnen wordt gedrapeerd. Ook wordt een lichte shawl wel gedragen voor de hals, en over de schouders naar achteren gedrapeerd. Vooral strapless jurken worden wel gedragen met lange handschoenen, die tot boven de elleboog vallen.
Een boa geldt tegenwoordig als te uitbundig voor een avondjurk, maar kan wel weer met een cocktailjurk gecombineerd worden. Bij avondkleding wordt geen horloge gedragen, wel (opvallende) sieraden, pumps met hoge hakken en een bijpassende sierlijke handtas zoals een clutch.
Als een jas nodig is om over straat te gaan zijn er soms bij de jurk passende lange capes, eventueel met splitten waar de armen doorheen kunnen. Ook worden avondjurken gecombineerd met bolero's. Deze kunnen ook van een dikke, warme stof zijn als het seizoen daar om vraagt.
In Islamitische culturen wordt de avondjurk gecombineerd met een hoofddoek die de hals (deels) kan bedekken. De hoofddoek gaat af als de vrouwen onder elkaar zijn.

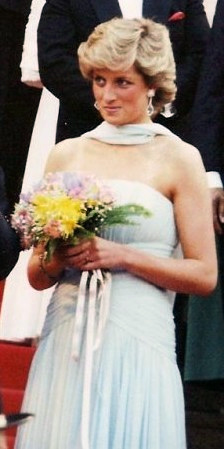
Prinses Diana in avondjurk met shawl
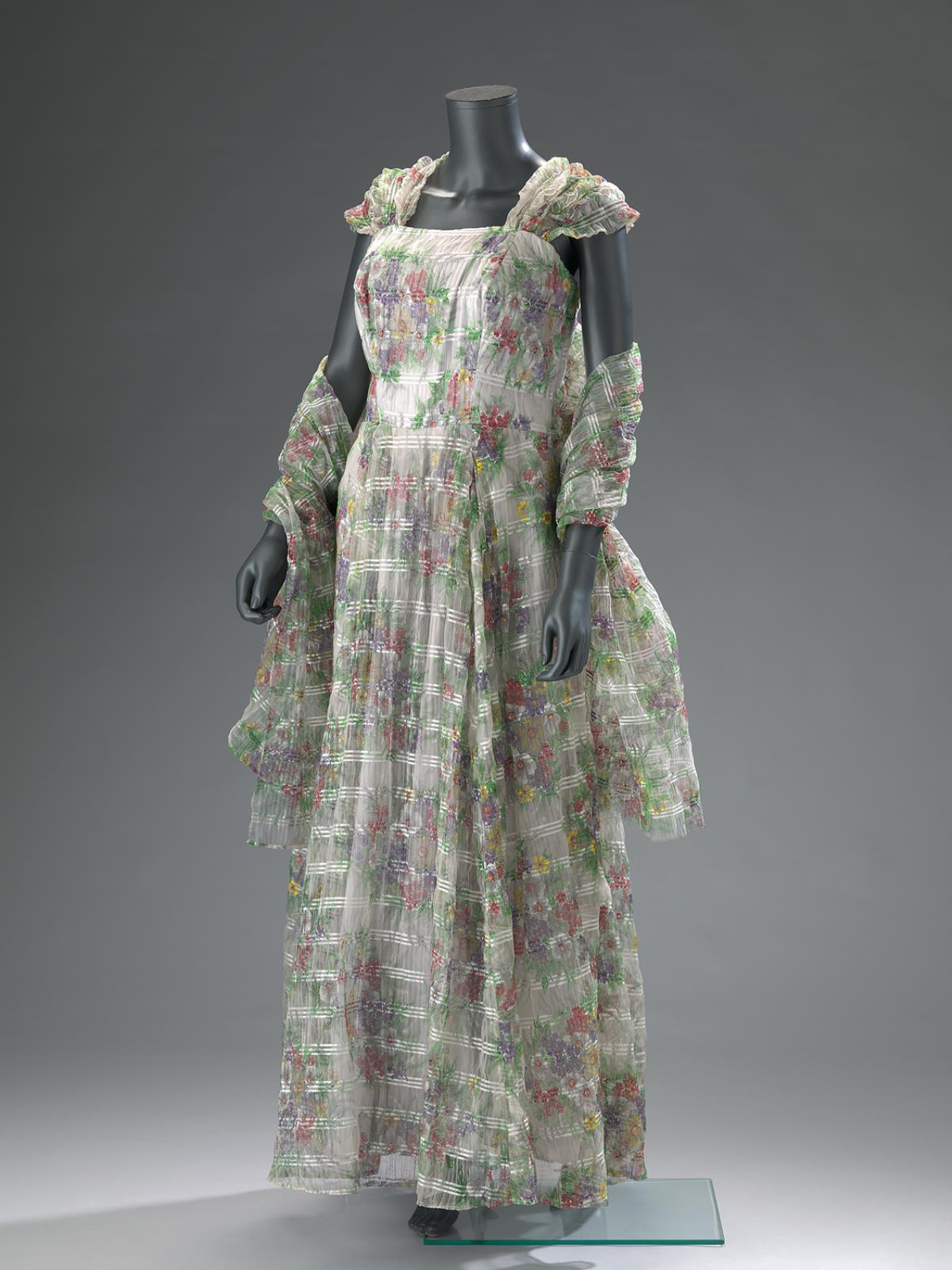
Stola in dezelfde stof als de avondjurk, afhangend gedragen, van Maison de Vries, 1950-1960
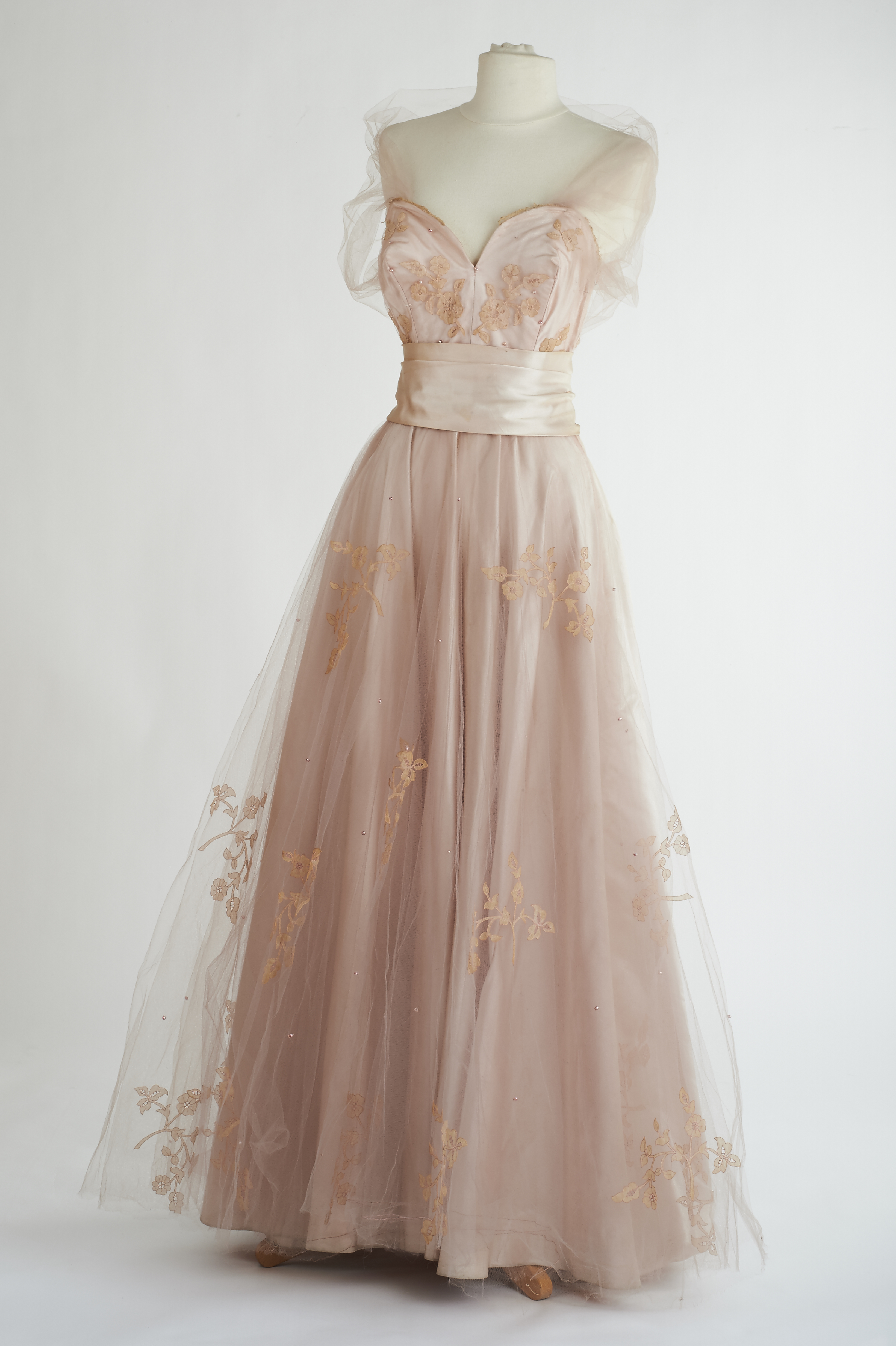
Avondjurk met stola van tule, van Sybil Connolly
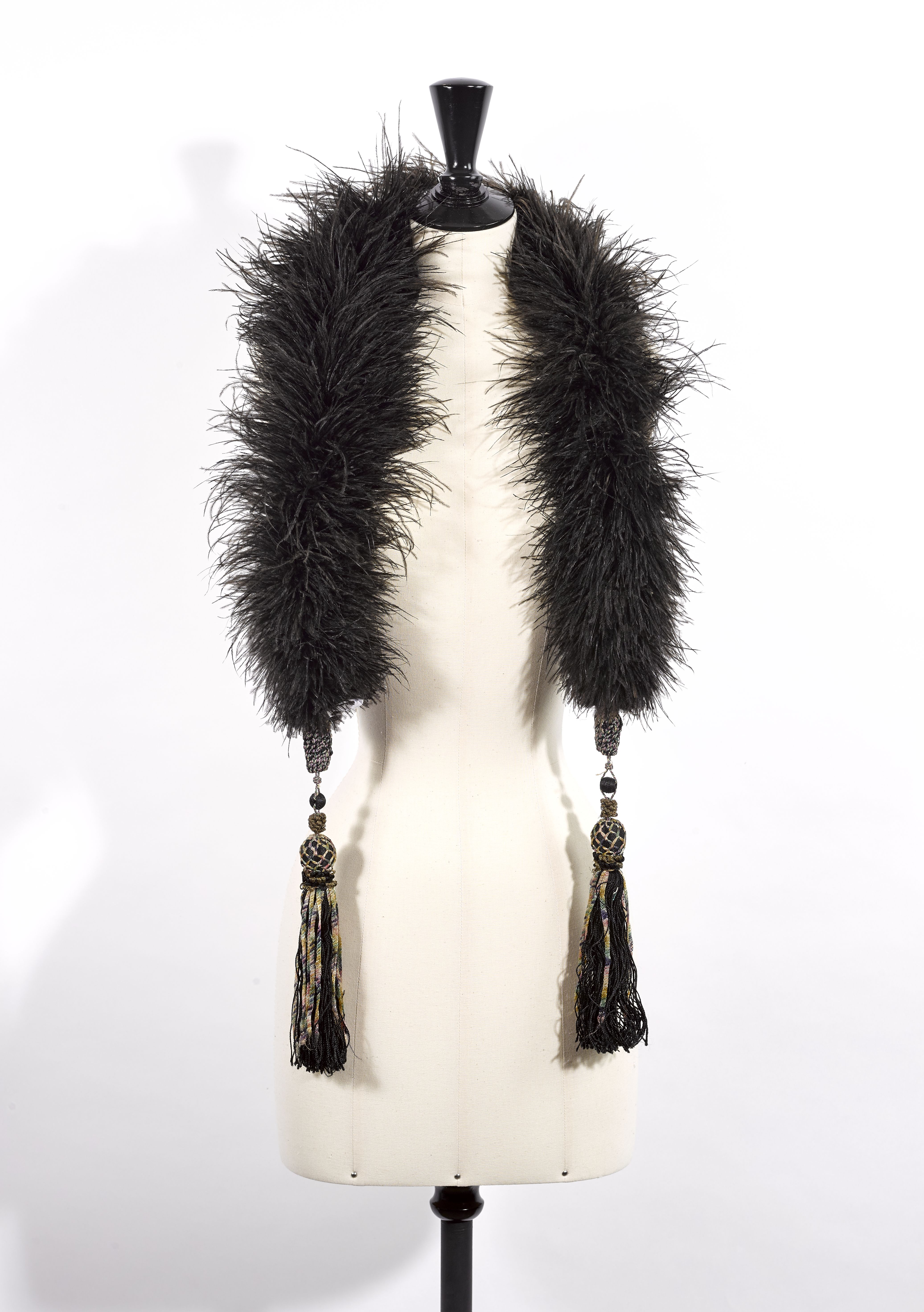
Boa van echte veren, 1900-1930
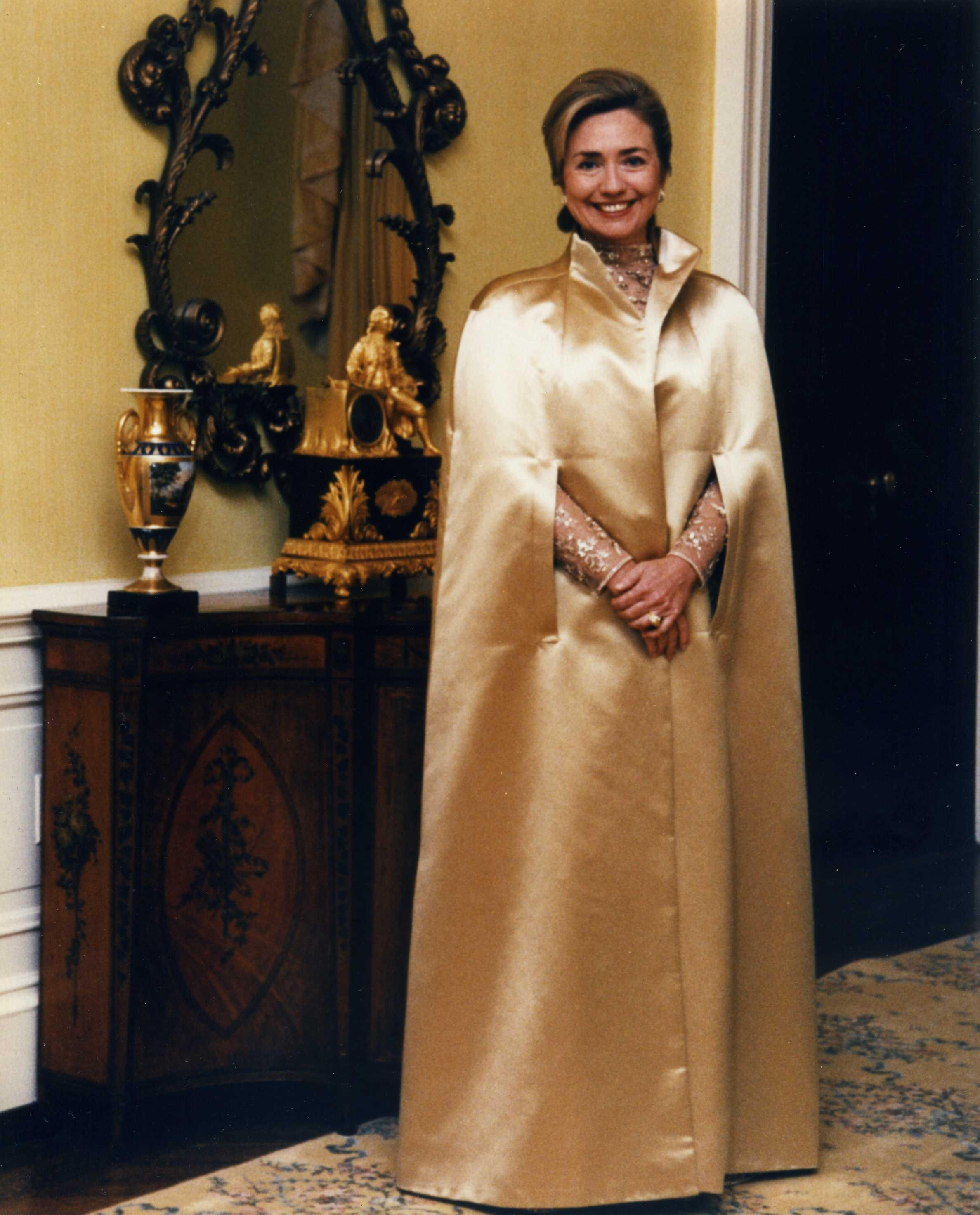
Hillary Clinton in cape met armsplitten
Jackie Kennedy met lange handschoenen, Farah Diba in korte, warme cape
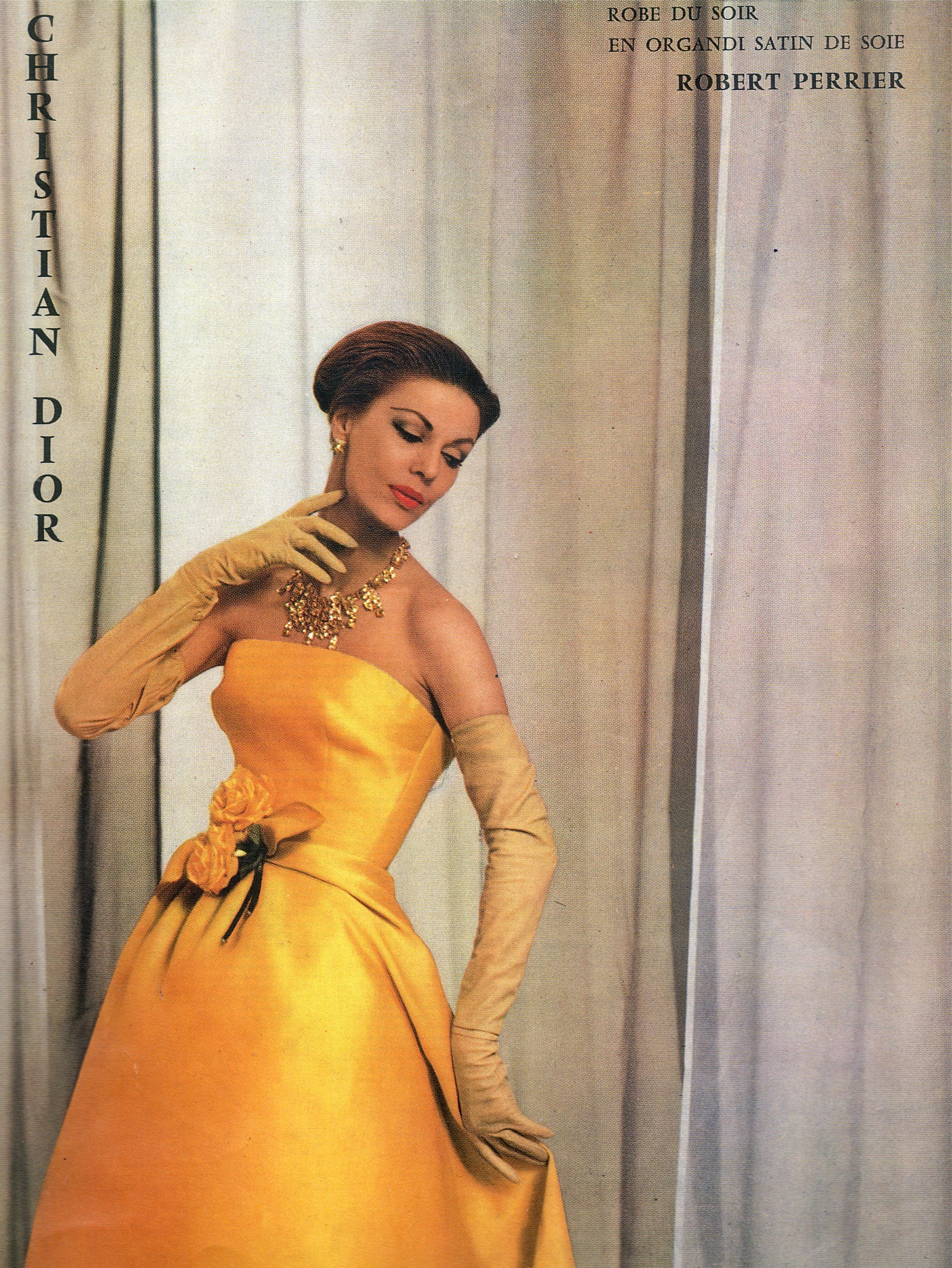
Avondjurk met handschoenen, van Christian Dior
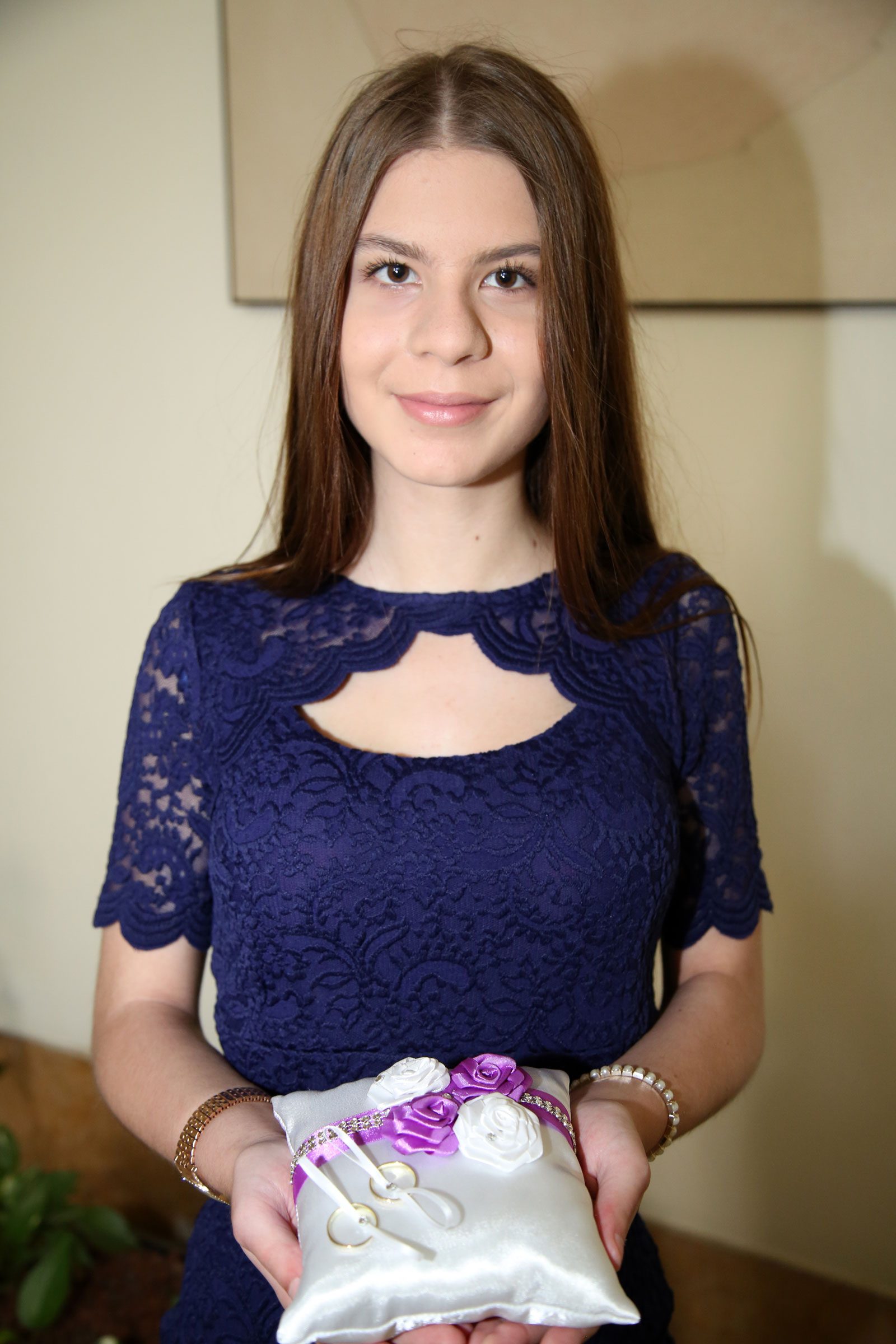
Avondjurk met bolero van dezelfde stof
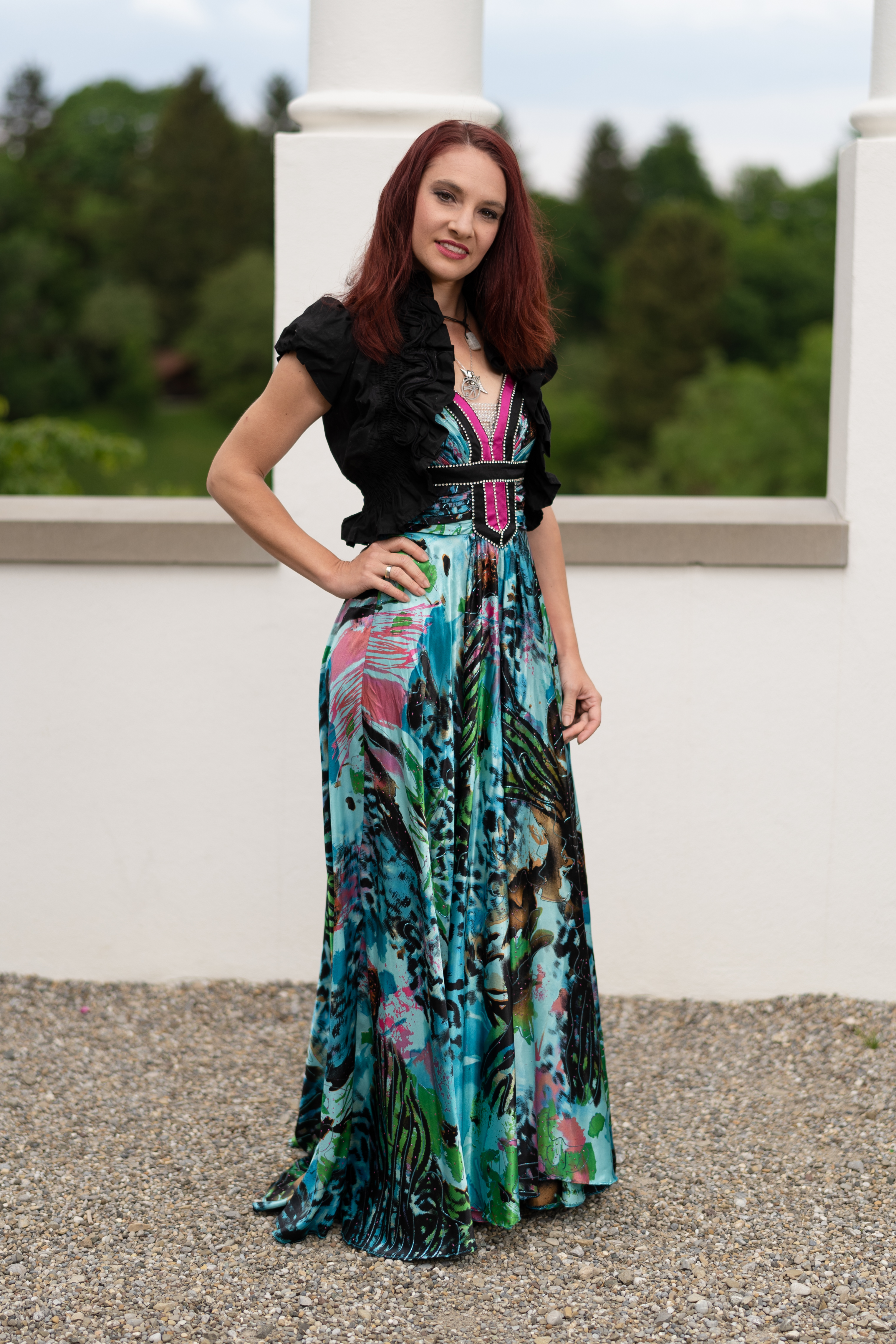
Bolero in andere kleur en materiaal dan de jurk
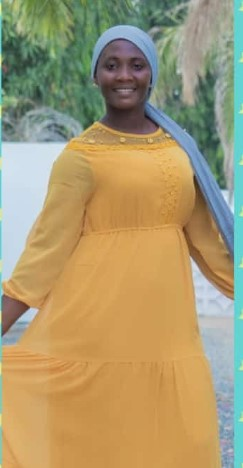
Moslima in avondjurk met hoofddoek

Voor het dragen van een avondjurk met een blote rug of strapless halslijn zijn aangepaste beha's beschikbaar als de jurk geen ingenaaide cups heeft, zoals een plakbeha, bandeau of bustier. Onder een avondjurk met een lage halslijn zoals een hartvormige of U-lijn kan een plunge-bh of een balconette worden gedragen.
Bij jurken die een halslijn hebben die bij beweging makkelijk kan openvallen en meer decolleté laat zien dan wenselijk is wordt wel gebruik gemaakt van fashiontape om de stof op de huid vast te plakken. Ook afzakkende schouderbanden kunnen hiermee gefixeerd worden.
Onder een jurk kan ook een corset of shapewear gedragen worden om het lichaam te vormen naar de vorm van de jurk.
Vrouwen met lang haar kiezen doorgaans voor een opgestoken kapsel en opvallende oorbellen als ze een avondjurk dragen omdat dit een mooie halslijn benadrukt. (Half)losse haren in een goed gestyled kapsel zijn ook gebruikelijk als de gelegenheid wat informeler is, zoals bij een bruiloft of eindexamenfeest.

### Varianten bij verschillende gelegenheden
Als een avondjurk overdag tijdens bijvoorbeeld een bruiloft gedragen wordt, wordt over het algemeen gekozen voor lichtere kleuren en stoffen en eventueel geprinte stof. Overdag kan de jurk gecombineerd worden met een hoed, 's avonds wordt deze in de regel afgezet, zeker als het gaat om activiteiten waarbij een hoed in de weg kan zitten zoals een concert, diner of bal. De keuze voor een fascinator is vaak praktischer omdat deze de hele dag gedragen kan worden.
Bij gelegenheden als eindexamengala's en studentenfeesten worden ook avondjurken gedragen. Over het algemeen wordt dan gekozen voor een wat opvallender, uitbundiger versie van de avondjurk dan de formelere versie.
Avondkleding heeft de functie van werkkleding in de klassieke muzieksector. Solisten die in de grote concertzalen optreden zullen een rokkostuum of een avondjurk dragen.

### Dresscode
Rond 1900 wordt het rokkostuum als avondkleding minder gebruikelijk voor mannen en vaker vervangen door een smoking. Als tegenwoordig op een uitnodiging 'white tie' staat, verwijst dit naar de witte strik van een rokkostuum. De vrouwen worden dan verwacht in een formele avondjurk. De dresscode 'black tie' verwijst naar de zwarte strik van een smoking, waarbij de vrouwen kunnen kiezen voor een wat feestelijker avondjurk of een cocktailjurk.
Bij sommige gelegenheden zoals een formele bruiloft of beroemde paardenraces wordt gevraagd om 'morning coat', dat betekent jacquet voor de mannen. Vrouwen dragen een sjiek mantelpak, geklede jurk of cocktailjurk, maar geen avondjurk. Deze kleding mag echter 's avonds niet gedragen worden, dus dat betekent omkleden voor het diner, meestal naar smoking en avondjurk of cocktailjurk.
Van orkestleden wordt bij de dresscode 'lang zwart' verwacht dat mannen in rokkostuum verschijnen en de vrouwen in een lange zwarte avondjurk, in de regel met bedekte armen. Bij de dresscode 'kort zwart' dragen de mannen een zwart pak (geen smoking) met wit of zwart overhemd en de vrouwen een zwarte avondjurk of zwart broekpak, al naargelang de strikte of lossere regels van het orkest.
De vrouwelijke leden van een klein muziekensemble dragen vaak een gekleurde avondjurk.

### Haute couture
Bekende couturiers die avondjurken hebben ontworpen zijn Coco Chanel, Madeleine Vionnet, Jeanne Lanvin, (Cristobal) Balenciaga, Christian Dior, Valentino (Garavani), Hubert de Givenchy, Yves Saint Laurent, Jean-Paul Gaultier, Donna Karan, Alexander Mc Queen en Diane von Fürstenberg. Sommige van deze jurken zijn opgenomen in museumcollecties als die van het Metropolitan Museum of Art in New York.

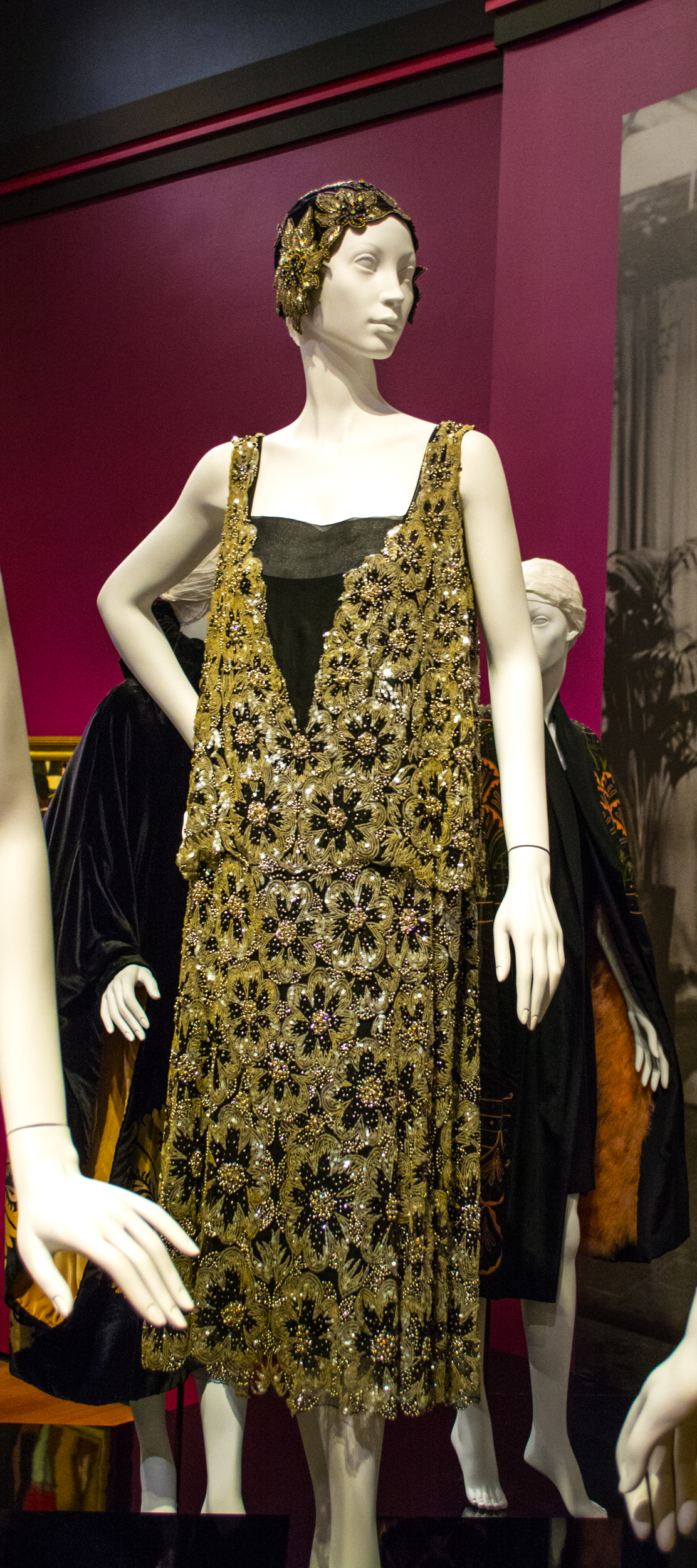
Avondjurk van Coco Chanel
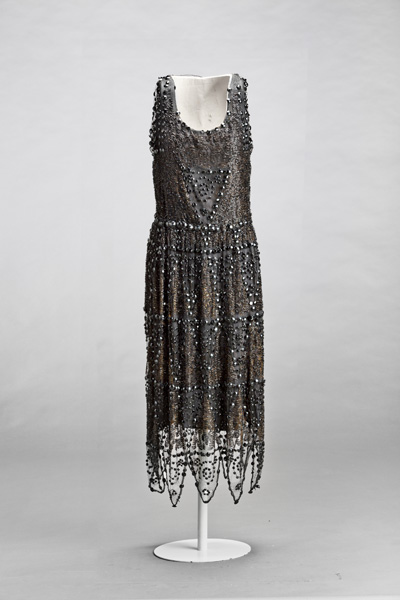
Avondjurk van Madeleine Vionnet, 1921-1930
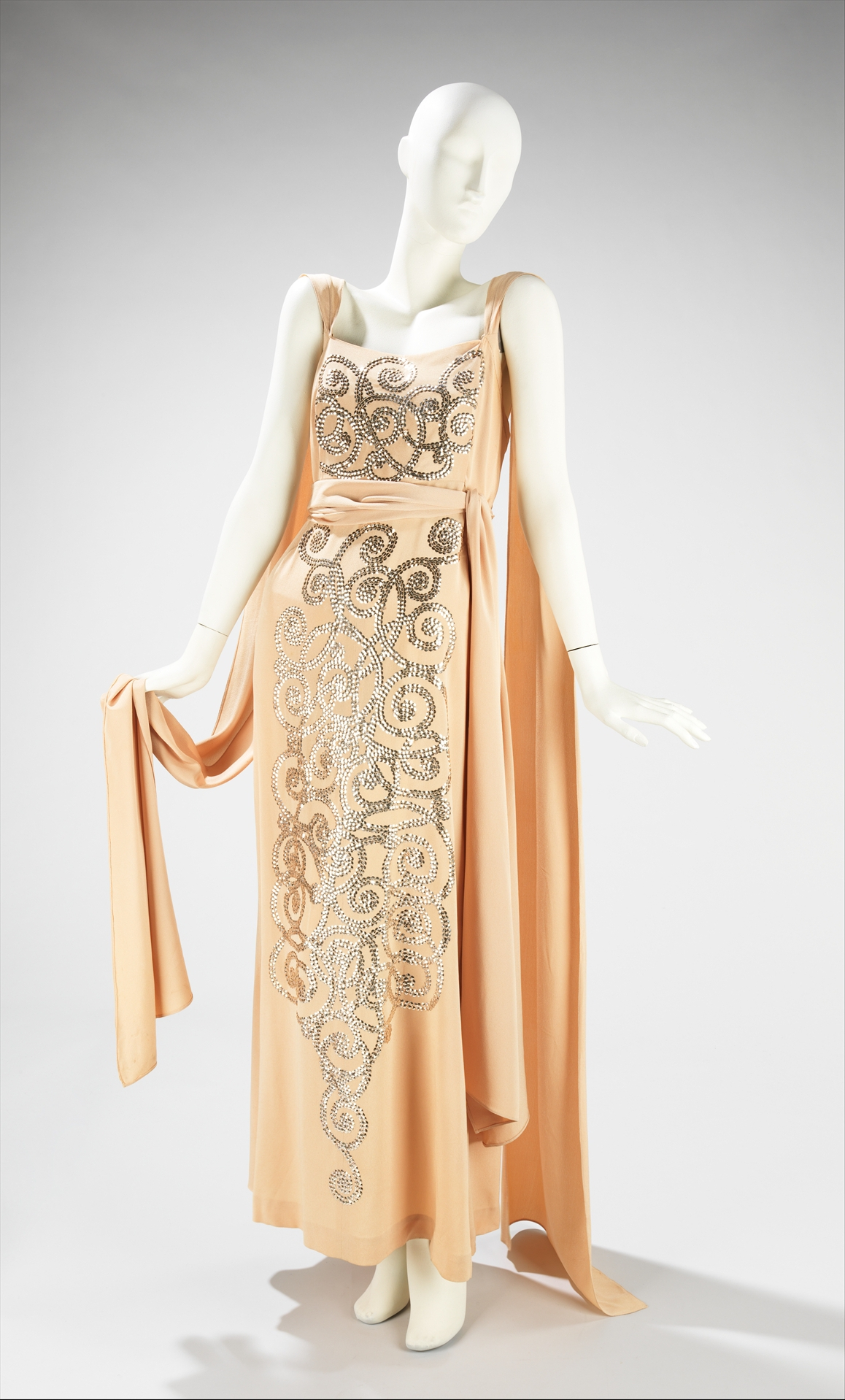
Avondjurk van Jeanne Lanvin, 1937
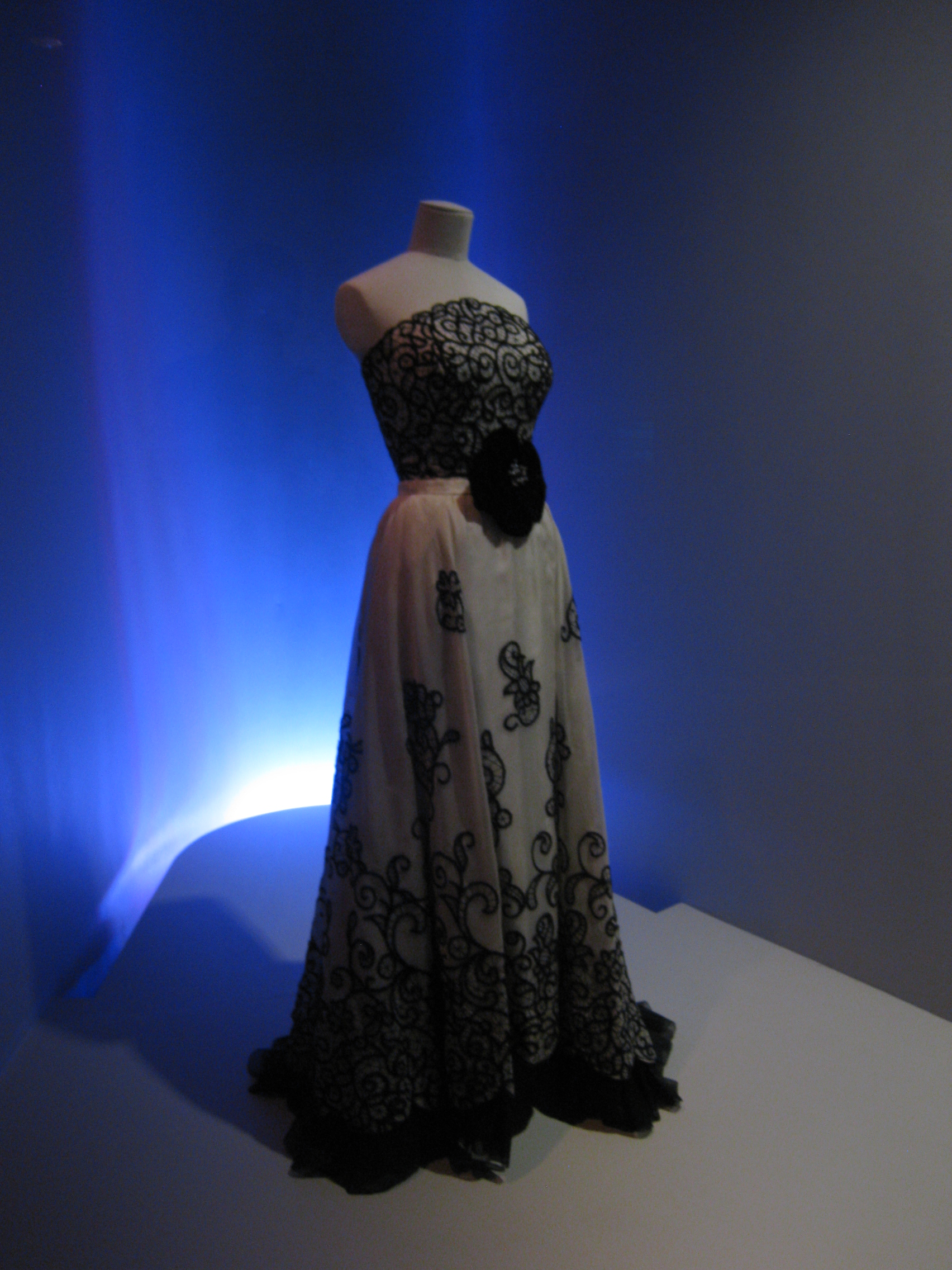
Avondjurk van Balenciaga
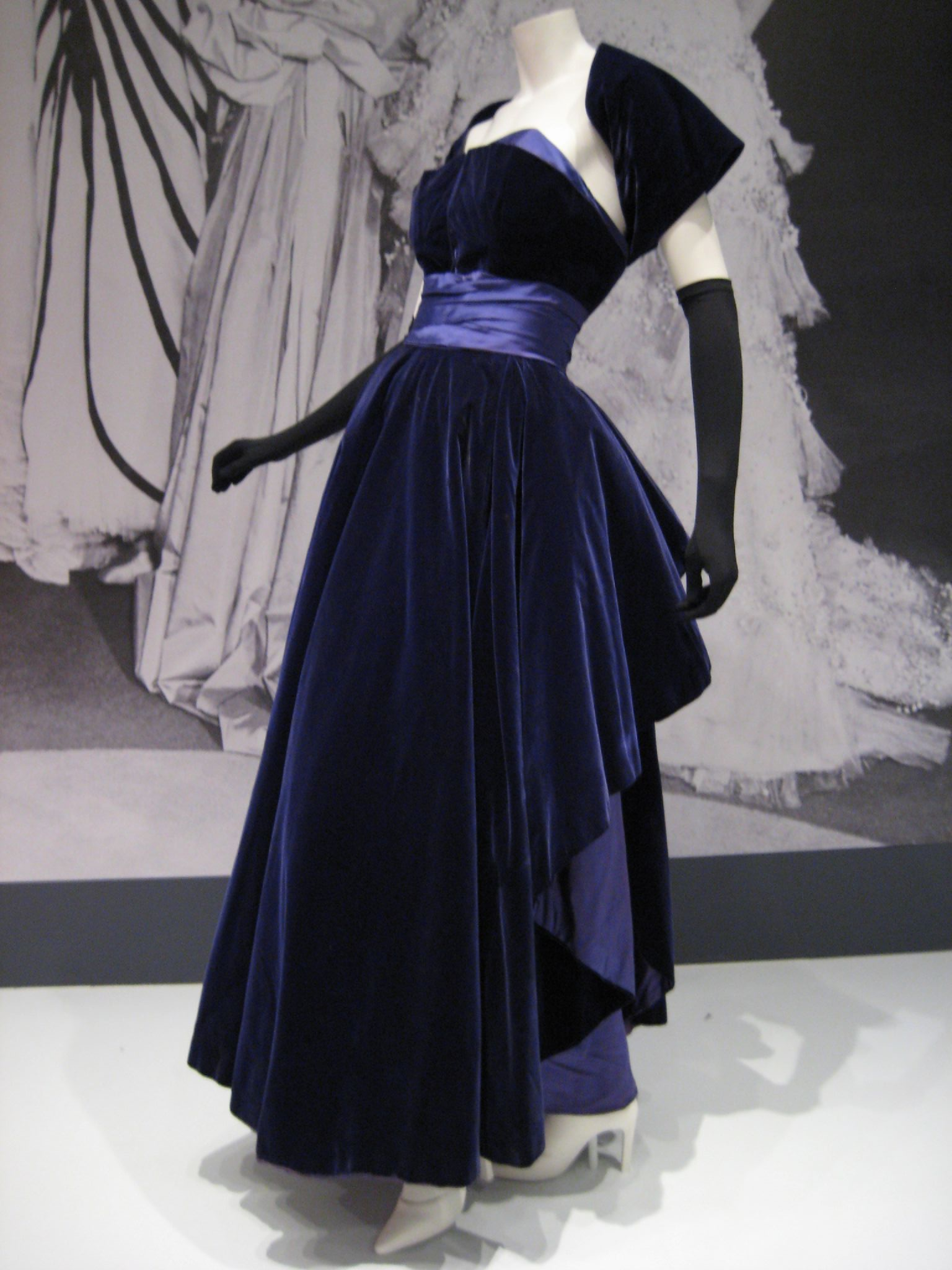
Avondjurk van Christian Dior, 1948 of 1957
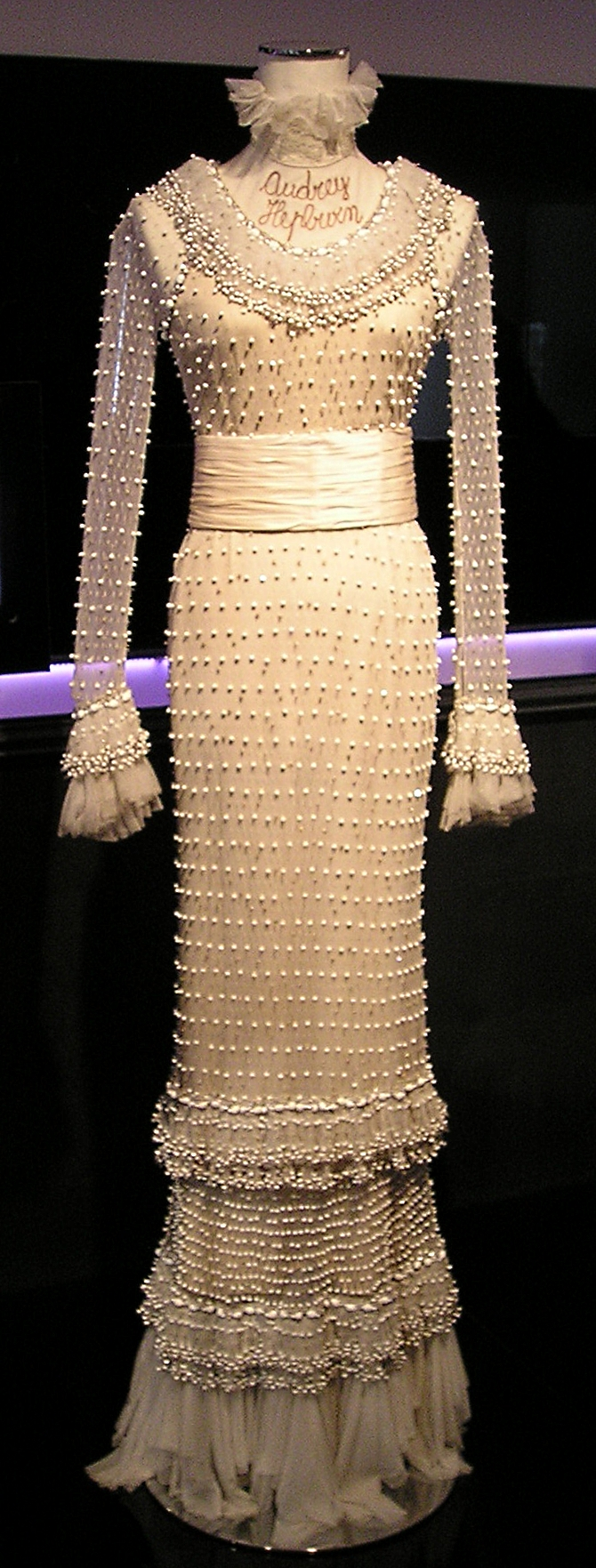
Avondjurk voor Audrey Hepburn, van Valentino
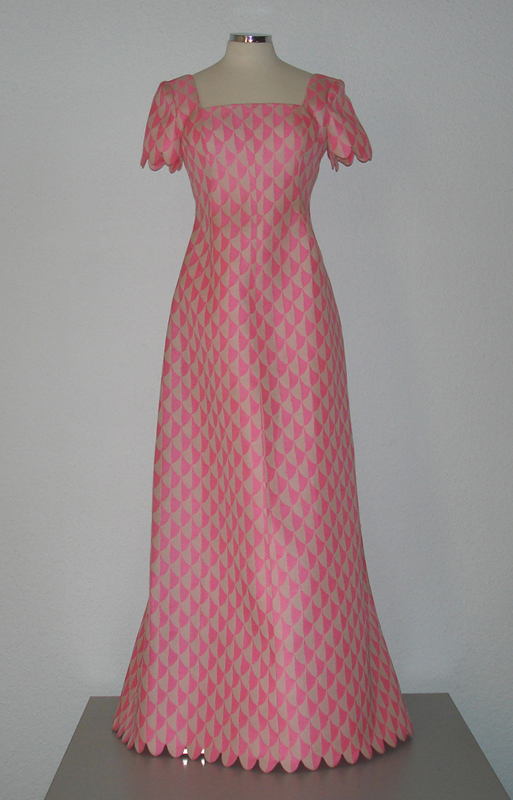
Avondjurk van Hubert de Givenchy, jaren 1960
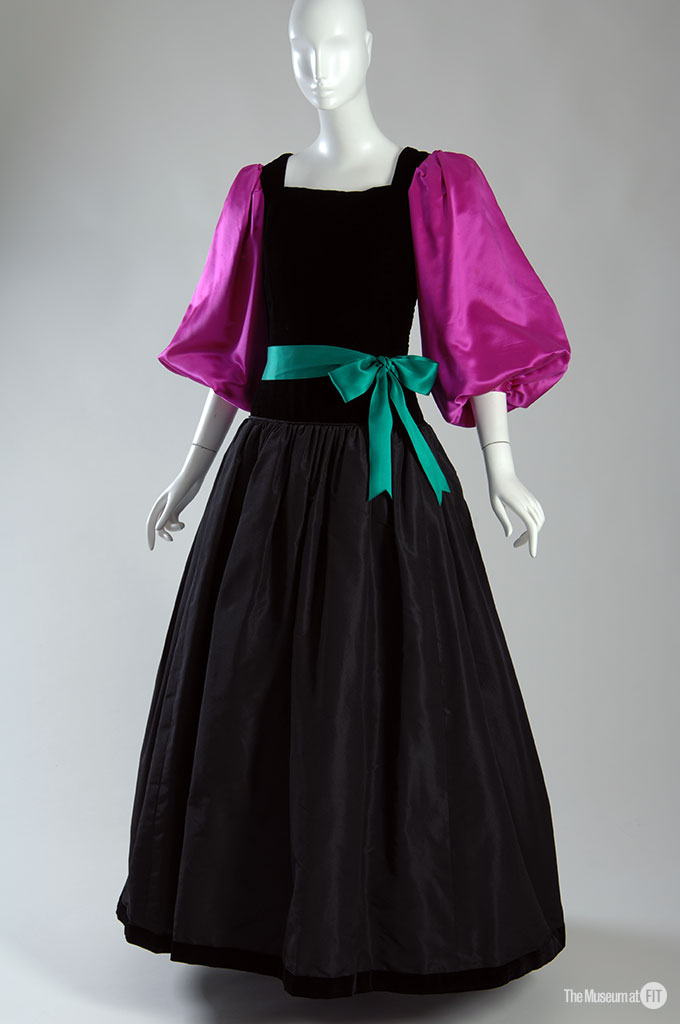
Avondjurk van Yves Saint Laurent, 1976
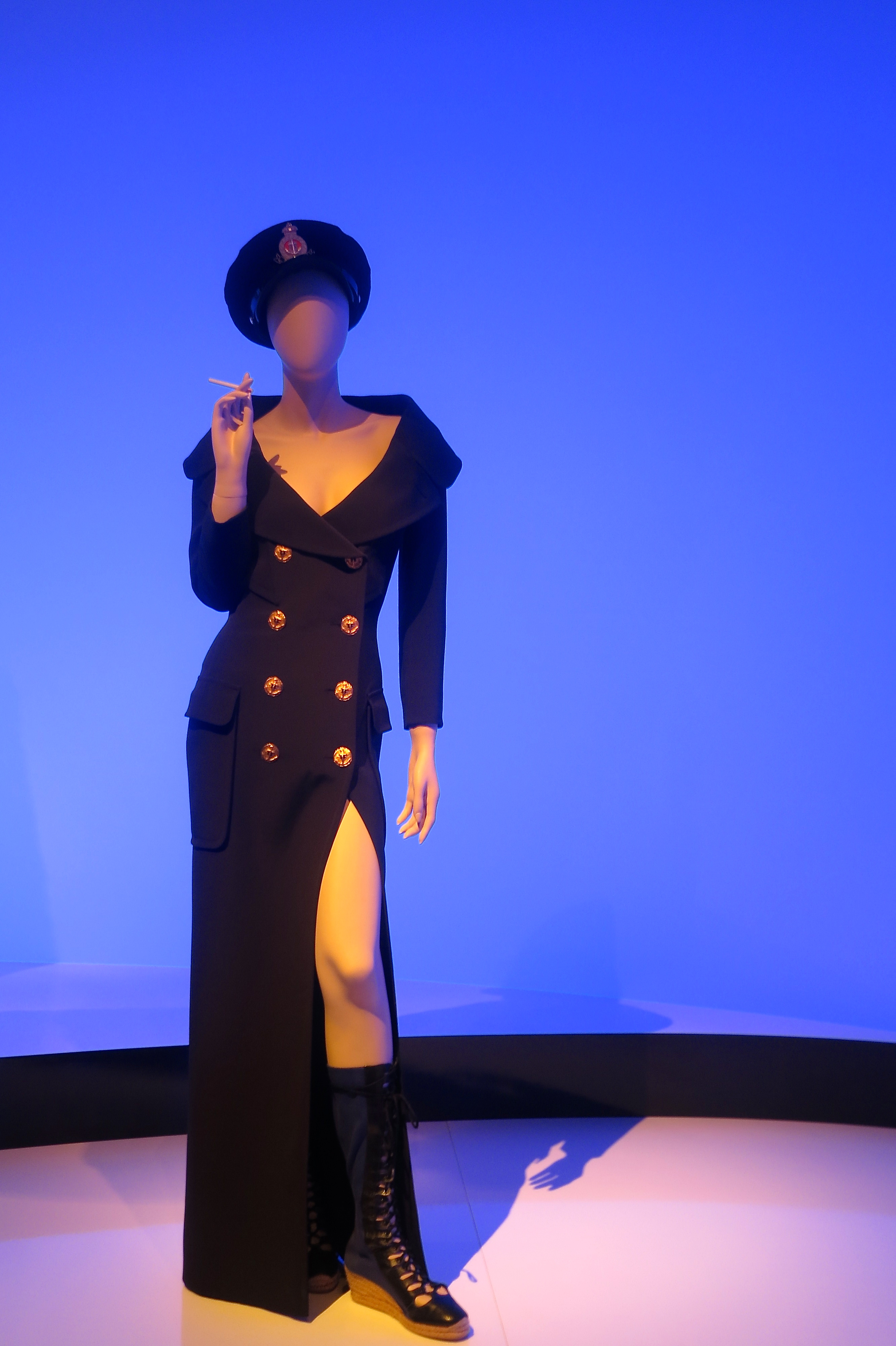
Avondjurk voor Catherine Deneuve van Jean-Paul Gaultier, 2005
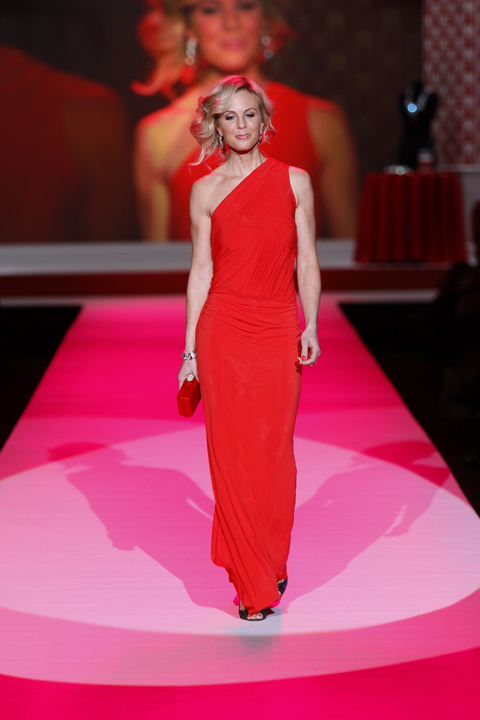
Avondjurk van Donna Karan, 2010
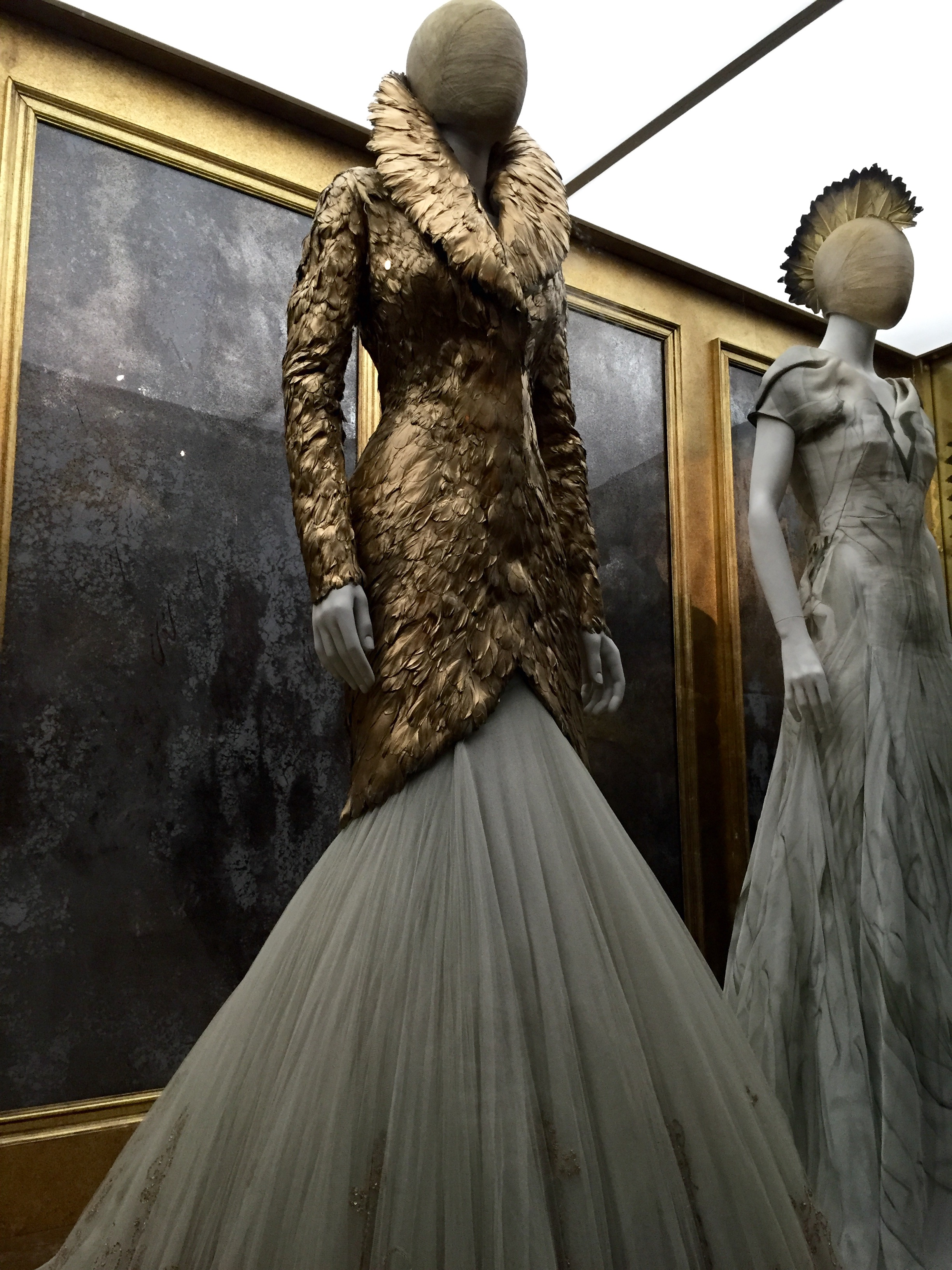
Avondjurk van Alexander Mc Queen, 2010/2011
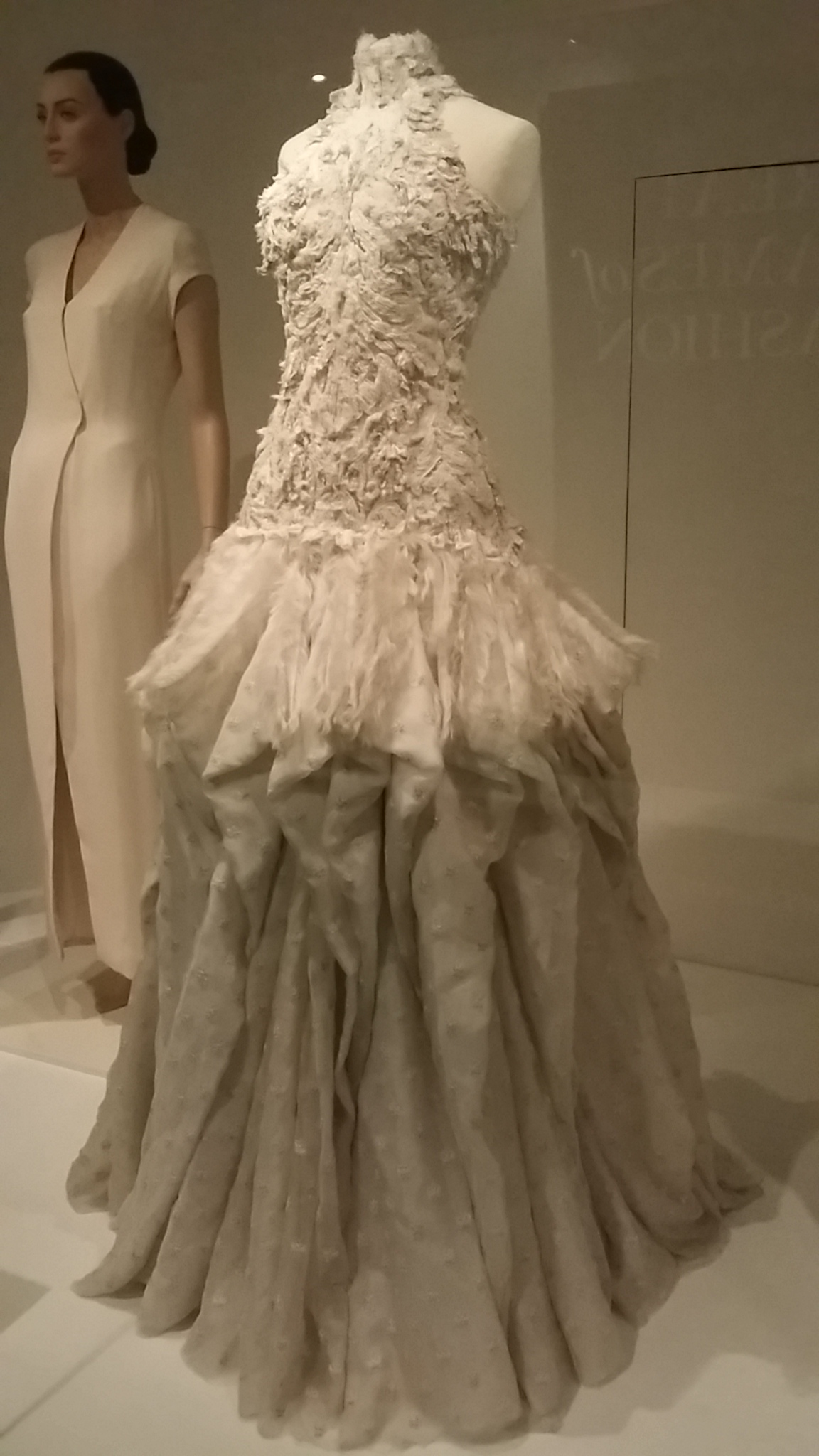
Avondjurk van Sarah Burton voor modehuis Alexander Mc Queen, 2011
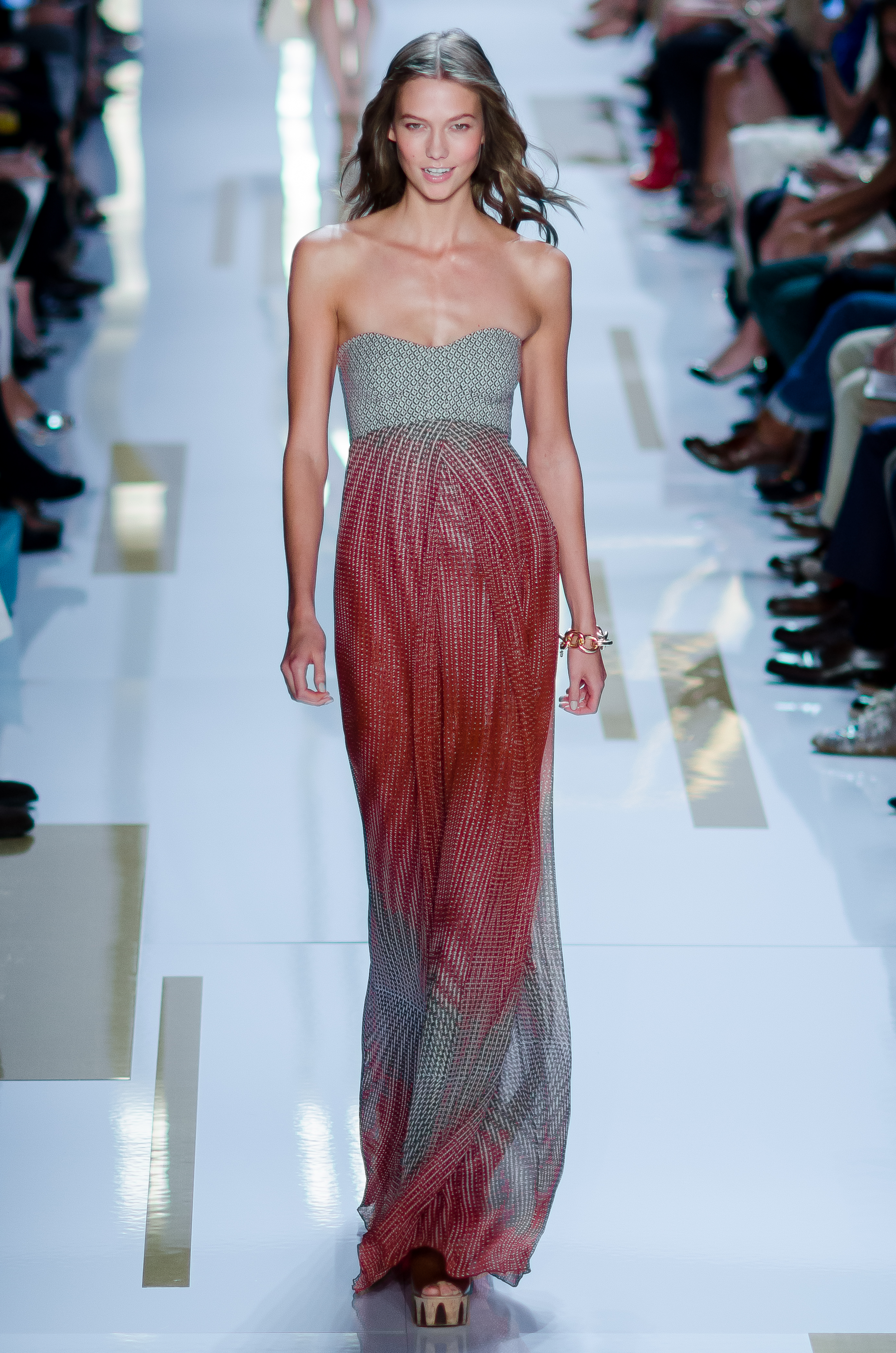
Avondjurk van Diane von Fürstenberg, 2014

Bekende Nederlandse ontwerpers van avondjurken zijn Frank Govers, Frans Molenaar, Edgar Vos, Fong Leng, Sheila de Vries (voor Koningin Beatrix), Victor & Rolf (trouwjurk van Mabel Wisse Smit) en Jan Taminiau (blauwe inhuldigingsjurk van Koningin Máxima).

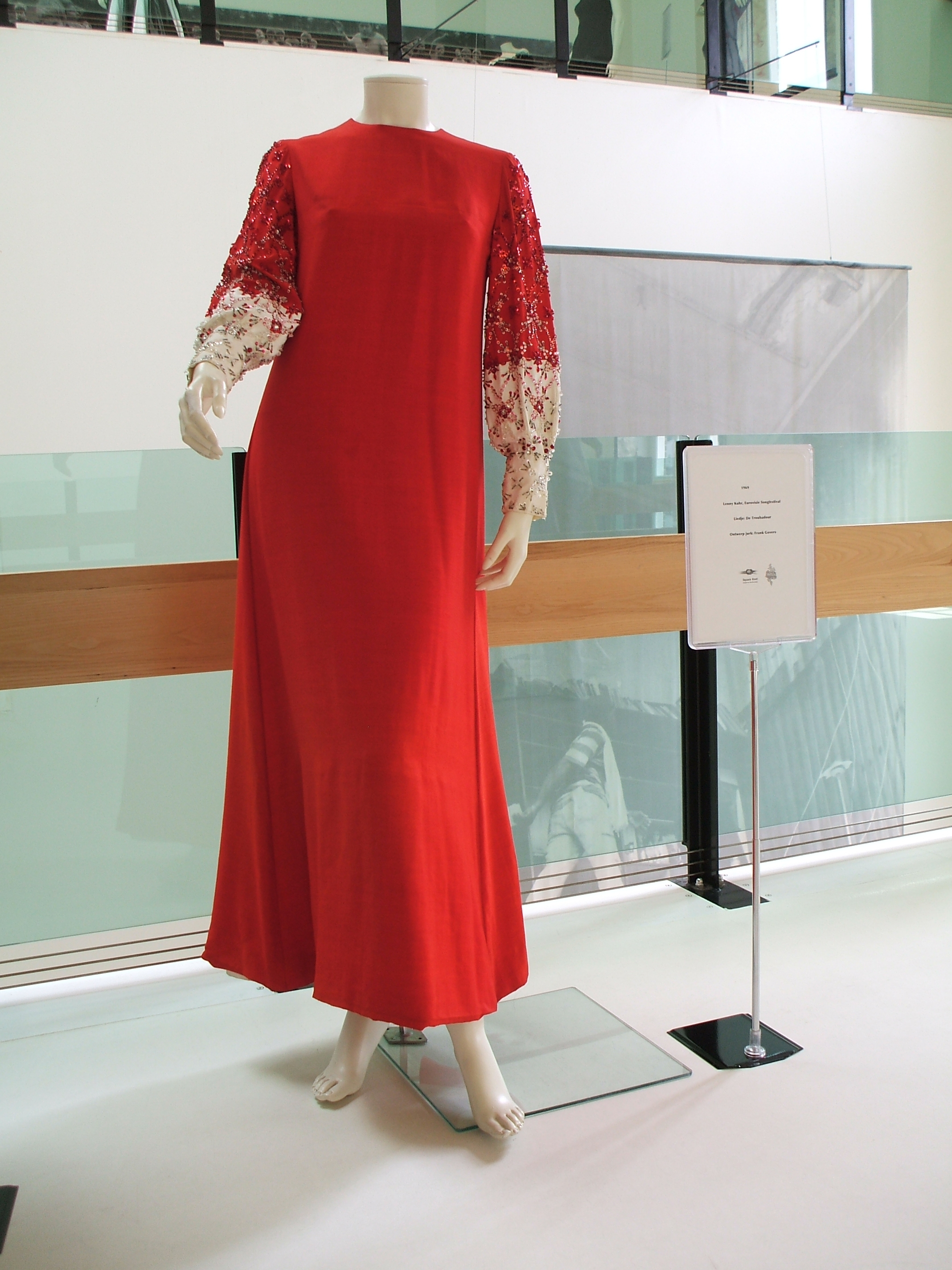
Avondjurk voor Lenny Kuhr, Songfestival 1969, van Frank Govers
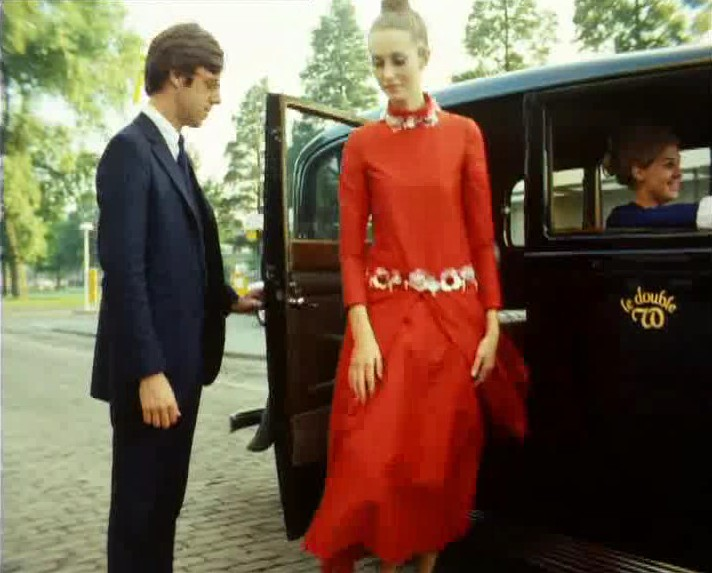
Avondjurk van Frans Molenaar, 1967
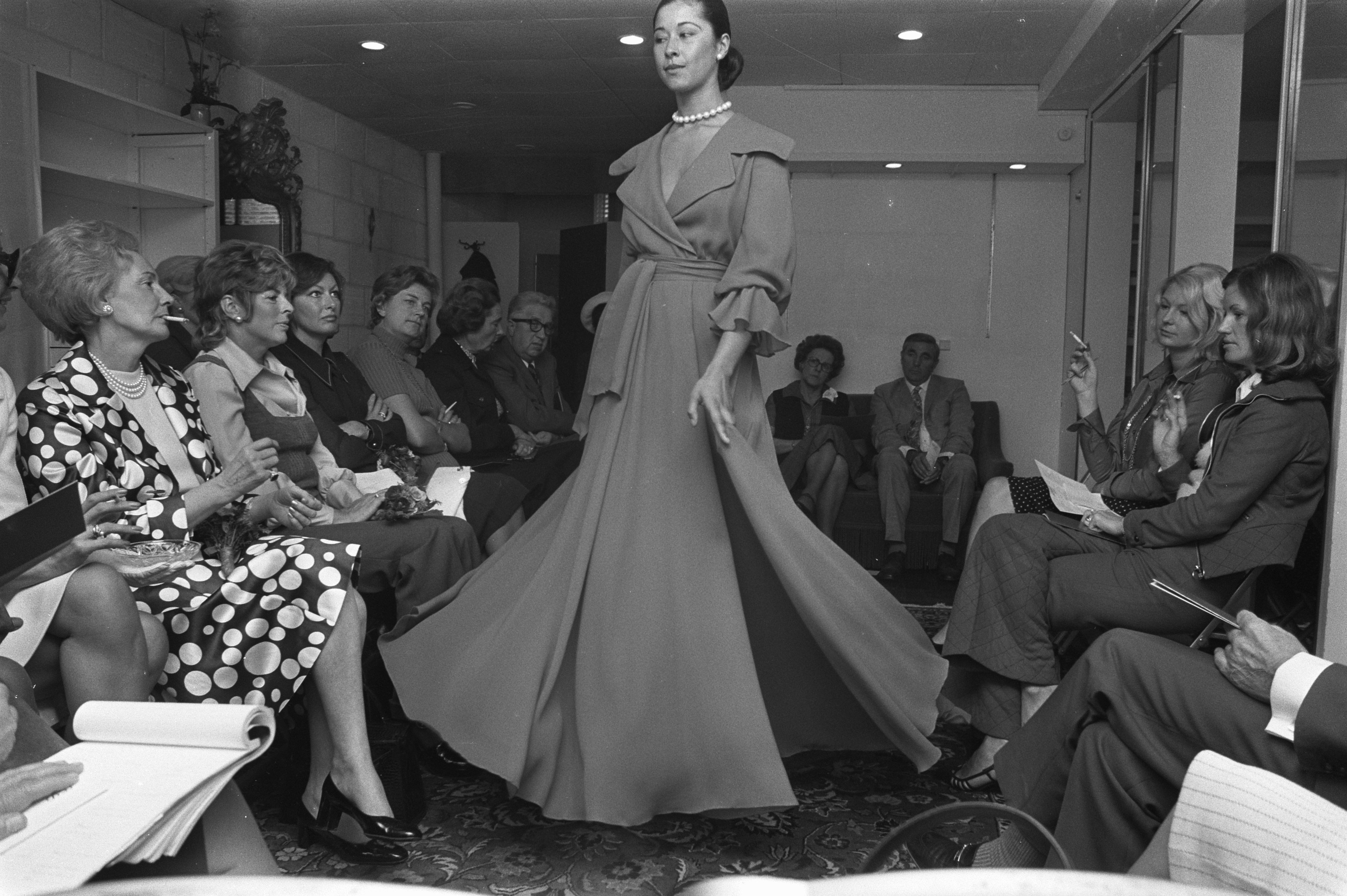
Avondjurk van Edgar Vos, 1972-1973
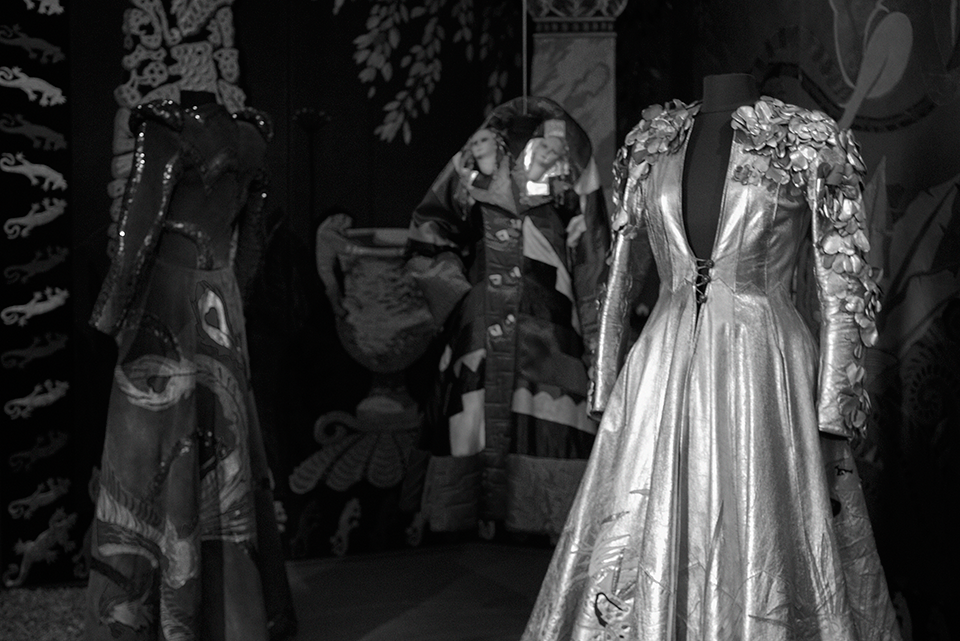
Avondjurken van Fong Leng
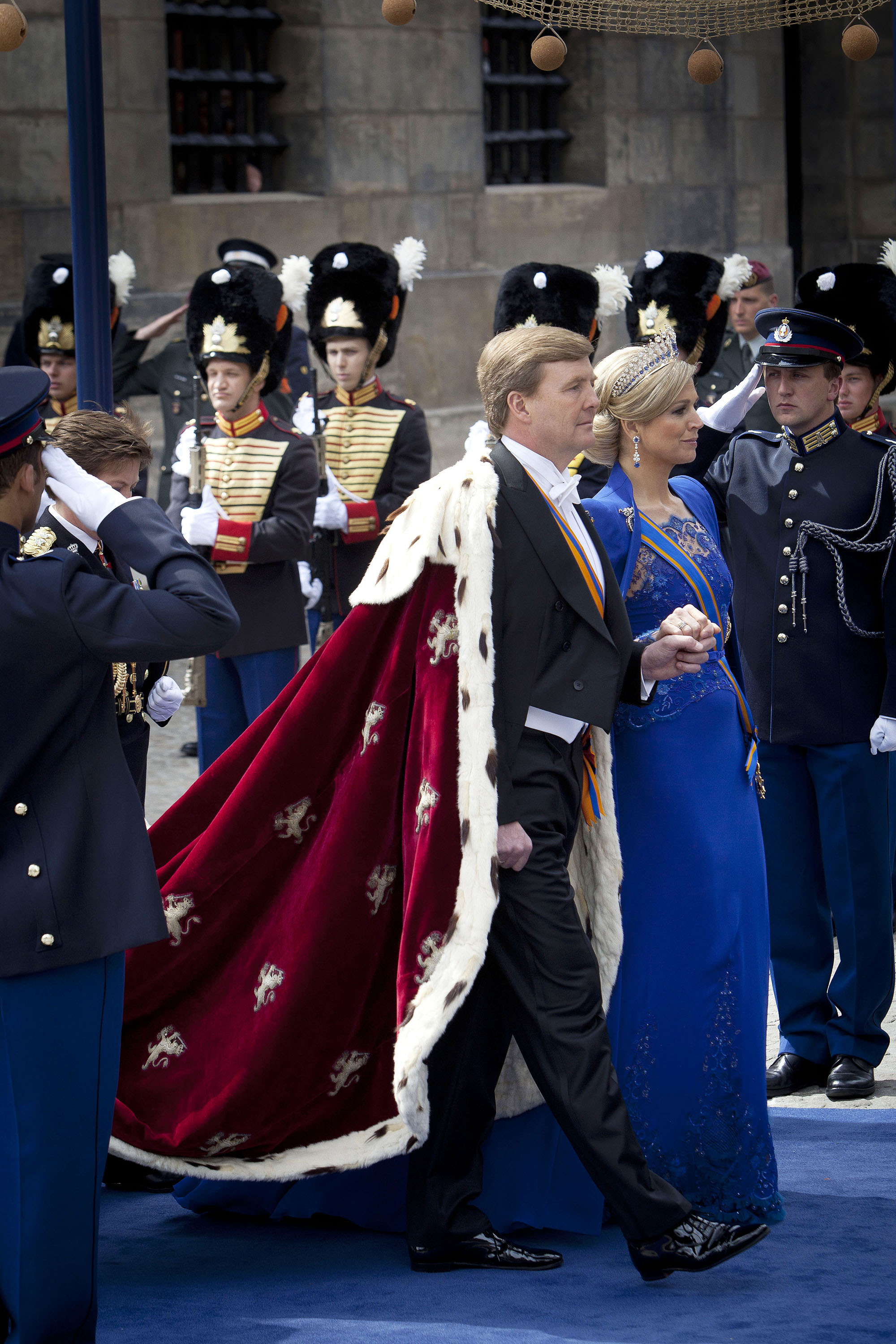
Inhuldigingsjurk Koningin Máxima, van Jan Taminiau, 2013